# Império Português
Império Português ou Império Colonial Português foi o primeiro império global da história, sendo considerado o mais antigo dos impérios coloniais europeus modernos, abrangendo quase seis séculos de existência, a partir da Conquista de Ceuta, em 1415, até à devolução da soberania sobre Macau à China, em 1999. O império espalhou-se ao longo de um vasto número de territórios que hoje fazem parte de 53 países diferentes. É importante ressaltar que, seja durante o regime monárquico, seja durante o regime republicano, Portugal jamais se autodenominou oficialmente como um "império".
Marinheiros portugueses começaram a explorar a costa da África em 1419, utilizando os recentes desenvolvimentos em áreas como a navegação, a cartografia e a tecnologia marítima, como a caravela, com o objetivo de encontrar uma rota marítima para o lucrativo comércio de especiarias do oriente. Em 1488, Bartolomeu Dias dobrou o Cabo da Boa Esperança e, em 1498, Vasco da Gama chegou à Índia. Em 1500, Pedro Álvares Cabral chegou aos territórios na costa atlântica sul-americana, hoje parte do Brasil. Nas décadas seguintes, os marinheiros lusitanos continuaram a explorar o litoral e as ilhas do leste da Ásia, estabelecendo fortes e feitorias. Em 1571, uma série de postos avançados ligava Lisboa a Nagasáqui, no Japão, ao longo das costas da África, Médio Oriente, Índia e Ásia. Esta rede comercial trouxe grande riqueza para o Reino de Portugal.
Entre 1580 e 1640, o Reino de Portugal e o Império Espanhol compartilharam os mesmos reis, numa união pessoal das coroas dos dois países. Embora os dois impérios tenham continuado a ser administrados separadamente, as colónias portuguesas tornaram-se alvo de ataques de três potências europeias rivais e hostis à Espanha, que ambicionavam os sucessos ibéricos no exterior: a Holanda, a Grã-Bretanha e a França. Com uma população menor, Portugal não foi capaz de defender eficazmente a sua sobrecarregada rede de postos comerciais e o império começou a entrar num longo e gradual processo de declínio. Perdas significativas para os holandeses na Índia Portuguesa e no sudeste da Ásia durante o século XVII trouxeram fim ao monopólio do comércio português no Oceano Índico. O Brasil, que se havia tornado a colónia mais valiosa de Portugal, tornou-se independente em 1822, como parte de uma onda de movimentos independentistas que varreu a América no início do século XIX. O Império Português foi então reduzido às suas colónias no litoral africano (que foram expandidas para o interior durante a partilha de África, no final do século XIX), Timor-Leste e enclaves na Índia (Goa, Damão e Diu) e na China (Macau).
Após a Segunda Guerra Mundial, o então líder de Portugal, António Salazar, tentou manter intacto o que restava do império pluricontinental, num momento em que outros países europeus estavam já a iniciar a descolonização dos seus territórios. Em 1961, as tropas portuguesas em Goa foram incapazes de impedir o avanço das tropas indianas que marcharam para a colónia em número superior. Nesta década de 60 teve início a Guerra Colonial Portuguesa, a qual durou até à queda do regime português em 1974. O novo governo, instalado após a Revolução dos Cravos, imediatamente tornou lei o princípio de autodeterminação dos povos, mudando radicalmente a política abrindo a possibilidade de independência de todas as colónias, terminando de facto com o "império português". A exceção foi Macau, território devolvido à China somente em 1999, marcando simbolicamente, o fim do Império Português. Atualmente, os arquipélagos dos Açores e da Madeira são os únicos territórios ultramarinos que permanecem ligados politicamente a Portugal, ilhas que aquando descobertas não tinham habitantes nativos. A Comunidade dos Países de Língua Portuguesa (CPLP) é uma comunidade internacional lusófona de países ligados pela contínua partilha linguístico-cultural, iniciada nos tempos de descobrimentos e império.

## Antecedentes

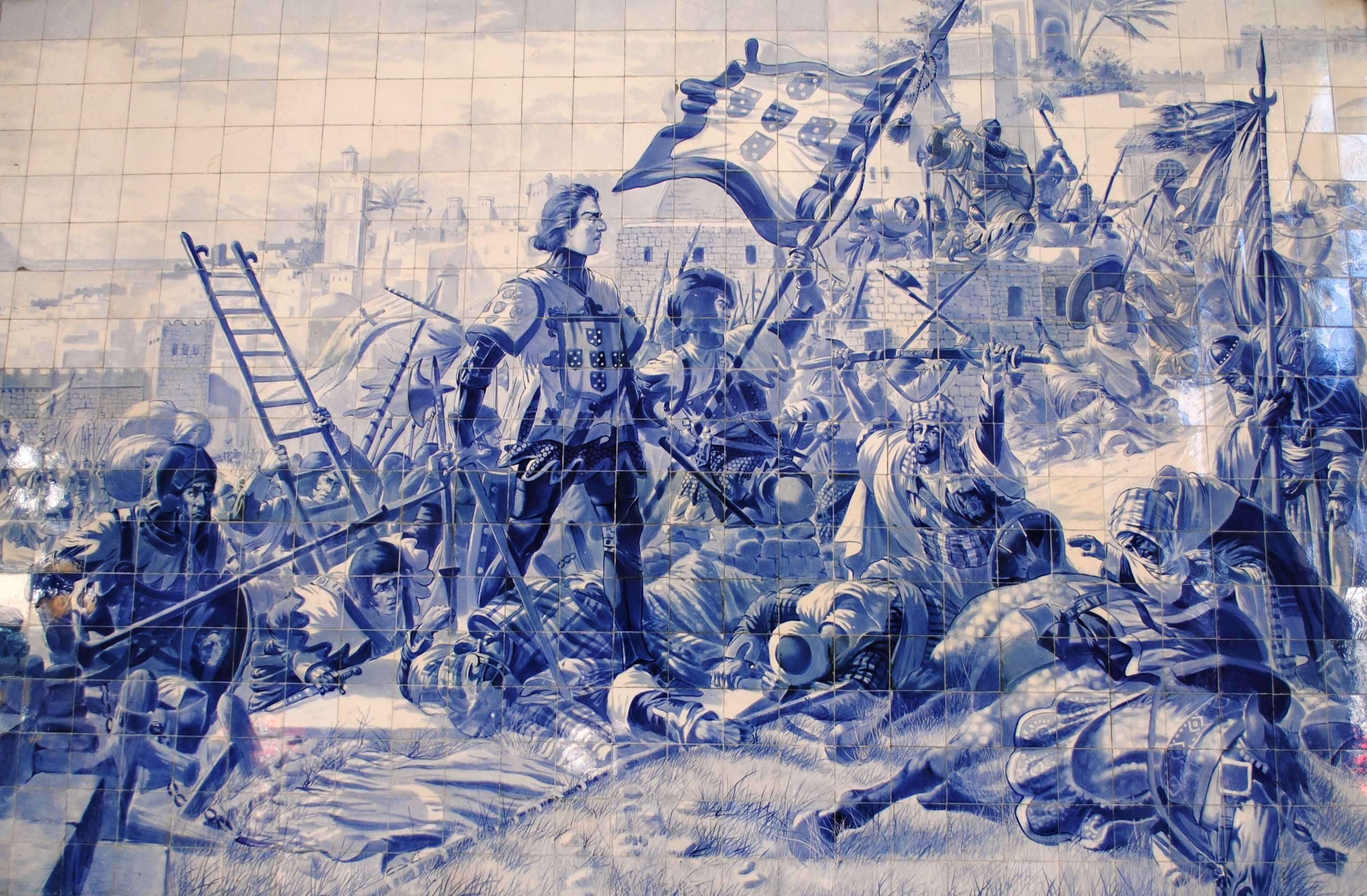
A Conquista de Ceuta, em 1415, foi liderada pelo Infante Henrique e iniciou o Império Português

A origem do Reino de Portugal está na Reconquista, a gradual reconquista da península Ibérica dos mouros. Depois de se estabelecer como um reino separado em 1139, Portugal completou a sua reconquista do território mouro ao chegar ao Algarve em 1249, mas a sua independência continuou a ser ameaçada pela vizinha Castela até à assinatura do Tratado de Ayllón em 1411.
Livre das ameaças à sua existência e não contestada pelas guerras travadas por outros estados europeus, a atenção portuguesa virou-se para o exterior e para uma expedição militar às terras muçulmanas do norte da África. Houve vários motivos prováveis para o seu primeiro ataque, no Império Merínida. Ofereceu a oportunidade de continuar a cruzada cristã contra o Islão; para a classe militar, prometia glória no campo de batalha e nos despojos da guerra; e, finalmente, era também uma oportunidade para expandir o comércio português e enfrentar o declínio económico de Portugal.
Em 1415, um ataque foi feito em Ceuta, um enclave muçulmano norte-africano estrategicamente localizado ao longo do Mar Mediterrâneo, e um dos portos terminais dos comércios de ouro e escravos trans-saharianos. A conquista foi um sucesso militar e marcou um dos primeiros passos da expansão portuguesa para além da Península Ibérica, mas custou caro defender-se das forças muçulmanas que logo a sitiaram. Os portugueses foram incapazes de usá-lo como base para uma expansão adicional no interior e as caravanas transaarianas mudaram apenas as suas rotas para contornar Ceuta e / ou usar portos muçulmanos alternativos.

## Primeiro Império (1415–1580)

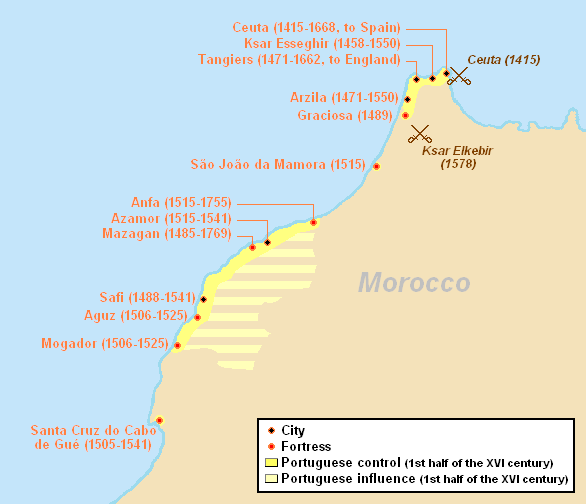
Possessões portuguesas em Marrocos entre 1415–1769

A tomada de Ceuta em 1415 e a descoberta das ilhas da Madeira em 1418 e dos Açores em 1427, territórios de colonização e exploração agropecuária, marcam o início da expansão territorial marítima portuguesa. Movidas de início pela busca de privilégios de fidalguia conquistados em batalha e, depois, pela iniciativa privada que buscava riqueza fora do território — conseguindo-a nas prósperas capitanias dos arquipélagos da Madeira e dos Açores — as viagens prosseguiram pela costa africana, cada vez mais para sul.
Os portugueses começaram por explorar sistematicamente a costa de África a partir de 1419, com o incentivo do Infante Henrique e navegadores experientes servidos pelos mais avançados desenvolvimentos náuticos e cartográficos da época, aperfeiçoando a caravela. Em 1471 chegaram ao Golfo da Guiné, onde em 1482 foi estabelecida a feitoria de São Jorge da Mina para apoiar um florescente comércio de ouro de aluvião. Partindo da Mina Diogo Cão estabelece o primeiro contacto com o Reino do Congo. Após sucessivas viagens exploratórias para sul, em 1488 Bartolomeu Dias dobrou o Cabo da Boa Esperança, entrando pela primeira vez no Oceano Índico a partir do Atlântico.
A chegada de Cristóvão Colombo à América em outubro de 1492 precipitou uma negociação entre João II e os Reis Católicos de Castela e Aragão. Como resultado foi assinado em 1494 o Tratado de Tordesilhas, dividindo o Mundo em duas áreas de exploração demarcadas por um meridiano situado entre as ilhas de Cabo Verde e as recém-descobertas Caraíbas: cabiam a Portugal as terras "descobertas e por descobrir" situadas a leste deste meridiano, e à Castela as terras que ficassem a oeste dessa linha.
Pouco depois, em 1498, o navegador Vasco da Gama chegou à Índia, inaugurando a Rota do Cabo. Em 1500, na segunda viagem para a Índia, Pedro Álvares Cabral desviou-se da rota na costa Africana e aportou na costa sul-americana. Em Lisboa, foi, então, estabelecida a Casa da Índia para administrar todos os aspetos do monopólio régio do comércio e da navegação além-mar. Seis anos após a viagem de Gama, foi nomeado o primeiro vice-rei sediado em Cochim, e a sua vitória na Batalha de Diu afastou mamelucos e árabes, facilitando o domínio português do comércio no Índico. Em 1510, é constituído o Estado da Índia com capital em Goa, primeira conquista territorial na Índia. Malaca foi conquistada em 1511 e os portugueses continuaram a exploração e conquistas de portos nas costas e ilhas da Ásia oriental, alcançando as ambicionadas "ilhas das especiarias" (as ilhas Molucas) em 1512, e a China um ano depois, estabelecendo-se na ilha de Sanchoão. Em 1529, o Tratado de Saragoça demarcou as explorações portuguesas e espanholas no oriente: as Molucas são atribuídas a Portugal e as Filipinas a Espanha.

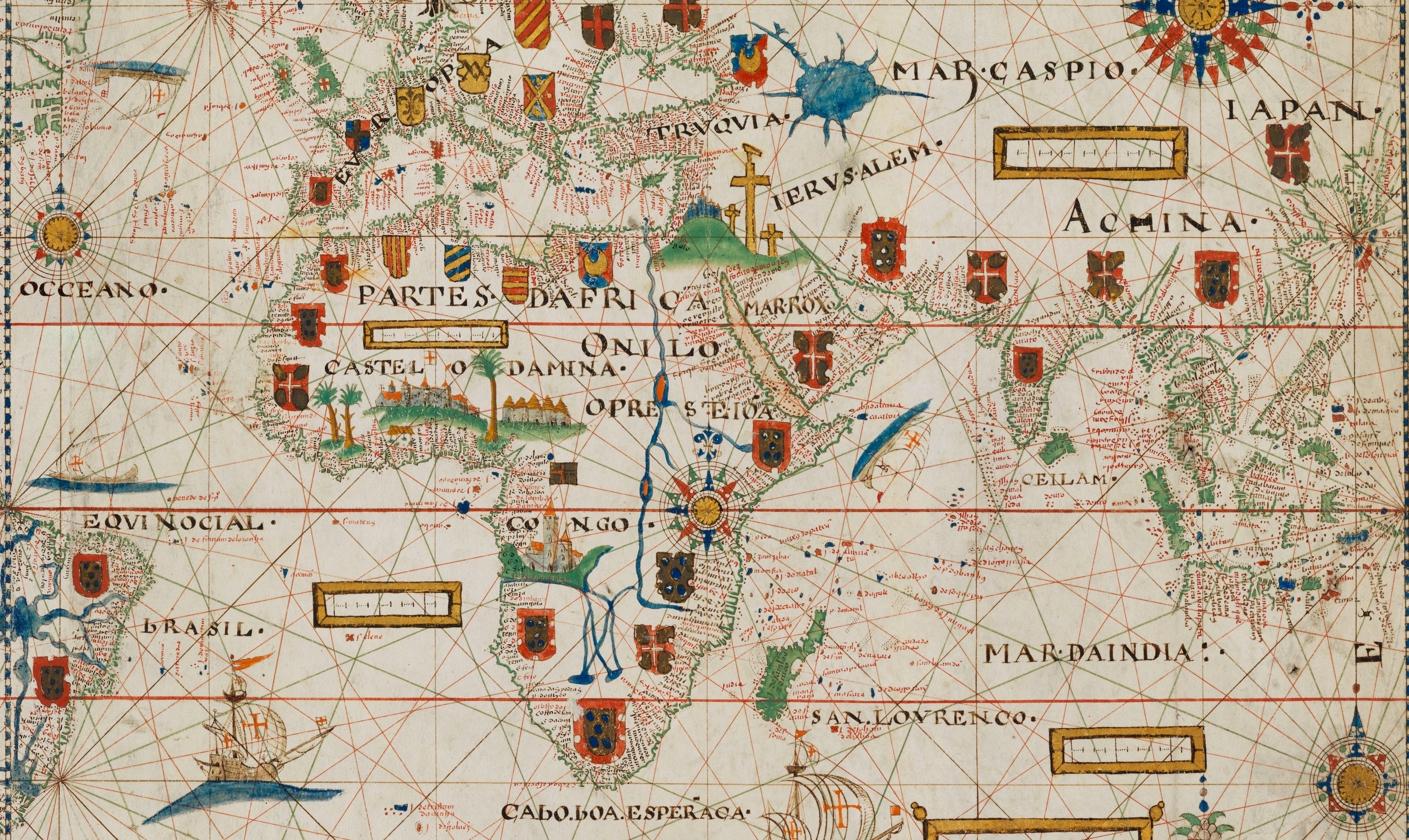
Reivindicações Portuguesas no Mundo na época, Bandeira Portuguesa e Cruz Portuguesa, este mapa está preservado na "Bibliothèque nationale de France"

Durante a expansão, de 1415 até 1534, data em que foi ordenada a colonização do interior nas capitanias do Brasil por João III, o império português foi uma talassocracia, abrangendo os oceanos Atlântico e Índico, defendida por uma cadeia de fortificações costeiras protegendo uma rede de feitorias, reforçada por um sistema de licenças de navegação, os cartazes, com o apoio de numerosas relações diplomáticas e alianças, incluindo com o Reino do Sião, o Império Safávida da Pérsia, Reino de Bisnaga e Etiópia, era completado pela ação das missões religiosas em terra ao abrigo do Padroado, um acordo da coroa portuguesa com a Santa Sé.
Em 1543, comerciantes portugueses aportam no Japão estabelecendo-se inicialmente em Hirado. Em 1557, as autoridades chinesas autorizaram os portugueses a estabelecerem-se em Macau, que, depressa, se tornou a base de um próspero comércio triangular entre a China, o Japão e a Europa via Malaca e Goa. Em 1571, uma cadeia de entrepostos ligava Lisboa a Nagasáqui, cidade então fundada pelos portugueses: o império tornara-se verdadeiramente global, trazendo no processo enormes riquezas para Portugal. Em 1572, três anos após regressar do Oriente, Luís Vaz de Camões publicaria a epopeia "Os Lusíadas", cuja ação central é a descoberta do caminho marítimo para a Índia por Vasco da Gama, imortalizando os feitos dos portugueses.
Este mapa representa o Império Português em 1573, descobrimentos e primeiras colonizações, nomeadamente várias descobertas que foram realizadas em 1500, descobertas essas que deram origem a províncias, que pertenceram ao Reino de Portugal até ao final do século XVI e algumas duraram até metade do século XVII, e outras que conhecemos nos dias de hoje que duraram até ao século XIX e até ao final do século XX. Podemos ver também, outras reivindicações como por exemplo as 3 bandeiras Portuguesas na Austrália, e em muitos outros lugares do mundo.
Apesar dos formidáveis ganhos no Oriente, o interesse pelo Marrocos manteve-se. Em 1578, o rei Sebastião procurou conquistar os territórios interiores, o que terminou na derrota em Alcácer-Quibir, seguindo-se uma crise sucessória que resultou na união com a coroa espanhola em 1580. Durante a Dinastia Filipina, o império português sofreu grandes reveses ao ser envolvido nos conflitos de Espanha com a Holanda, a França e a Inglaterra, que tentavam estabelecer os seus próprios impérios.

### África

#### África Ocidental

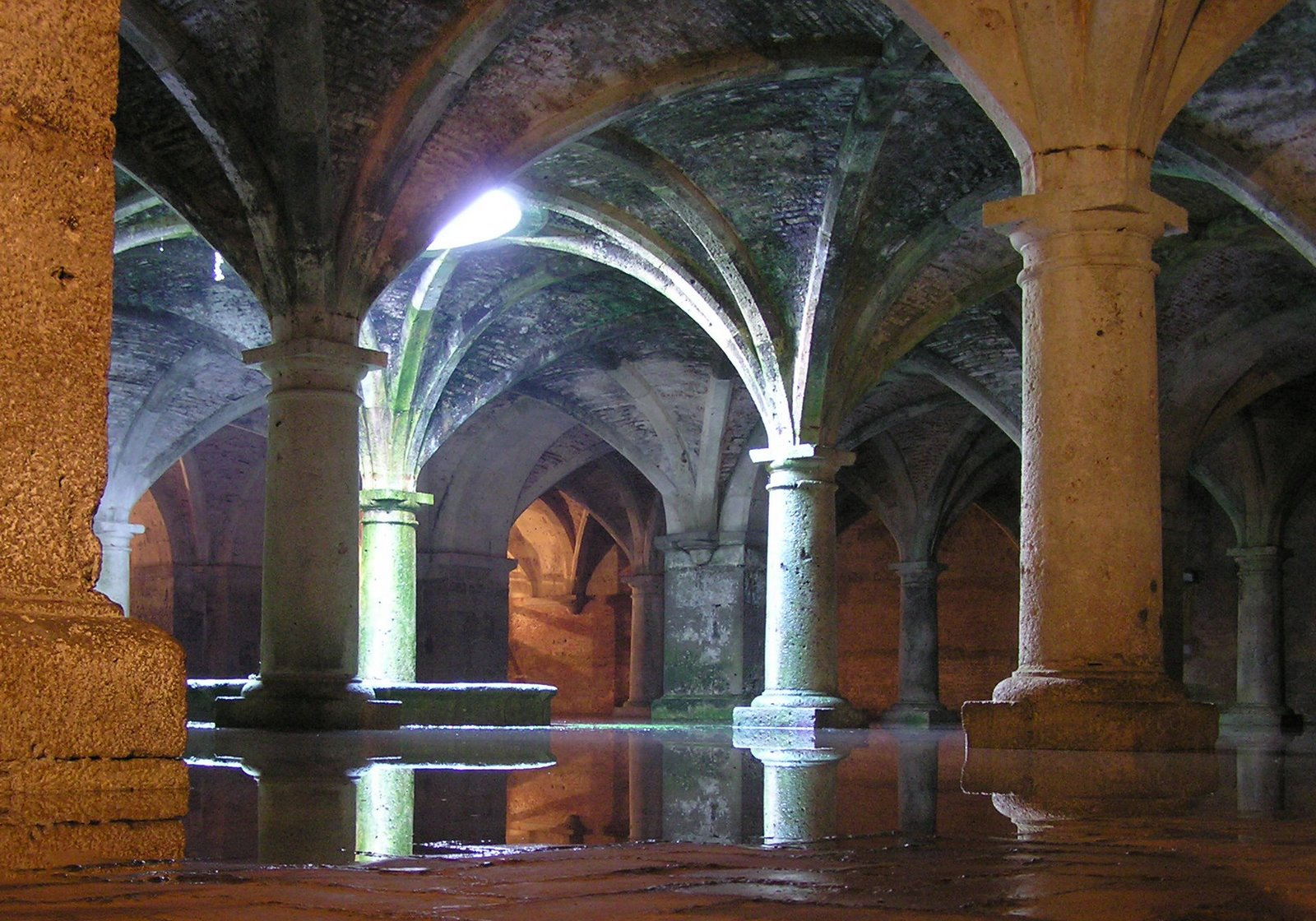
Cisterna Manuelina da Fortaleza de Mazagão construída entre 1513–1541, Marrocos

As expedições passaram o cabo Bojador em 1434. À medida que os resultados se mostravam mais compensadores, foram tomadas medidas para proteger os interesses de Portugal. Atribuído pelo regente Pedro ao seu irmão Infante Henrique "o Navegador", e reconhecido pela bula Rex regum, é decretado o monopólio da navegação na costa oeste Africana em 1443. Os navios passam a ser licenciados por Portugal em troca de parte dos lucros obtidos, o que motivou o investimento em viagens de exploração por portugueses e estrangeiros, como os genoveses e venezianos. Em 1444, como governador do Algarve, o Infante estabelece um consórcio de navegação em Lagos. E, em 1445, é criada a primeira feitoria comercial da ilha de Arguim, na costa da Mauritânia, construída sob as instruções do próprio Infante: visava a atrair as rotas percorridas por mercadores muçulmanos no norte de África: tentava-se implantar um mercado para monopolizar a atividade comercial da zona.
Em 1453, dá-se a queda de Constantinopla, tomada pelos otomanos, um golpe para a cristandade e para as relações comerciais estabelecidas no Mar Mediterrâneo. Pouco depois o papa Nicolau V emite a bula Romanus Pontifex a favor do rei Afonso V, reforçando a anterior Dum Diversas de 1452, declarando que as terras e mares descobertos além do Cabo Bojador são pertença dos reis de Portugal, e autorizando o comércio e as conquistas contra muçulmanos e pagãos, legitimando a política portuguesa de mare clausum no oceano Atlântico e a ainda incipiente escravatura.
Em 1455, iniciara-se, nas capitanias da Madeira, uma florescente indústria de açúcar. A acessibilidade das ilhas atraiu comerciantes genoveses e flamengos interessados em contornar o monopólio veneziano, mas o problema era a necessidade de mão-de-obra e o trabalho pesado: a solução foi trazer escravos da África. Neste comércio, prosperou o florentino Bartolomeu Marchionni, que viria a investir em numerosas viagens portuguesas. A partir de 1458, Ceuta e Arguim, com as suas guarnições militares, foram pontos-chave de apoio logístico e material às navegações portuguesas e um entrave à pirataria praticada pelos mouros.

##### O Golfo da Guiné e o ouro da Mina

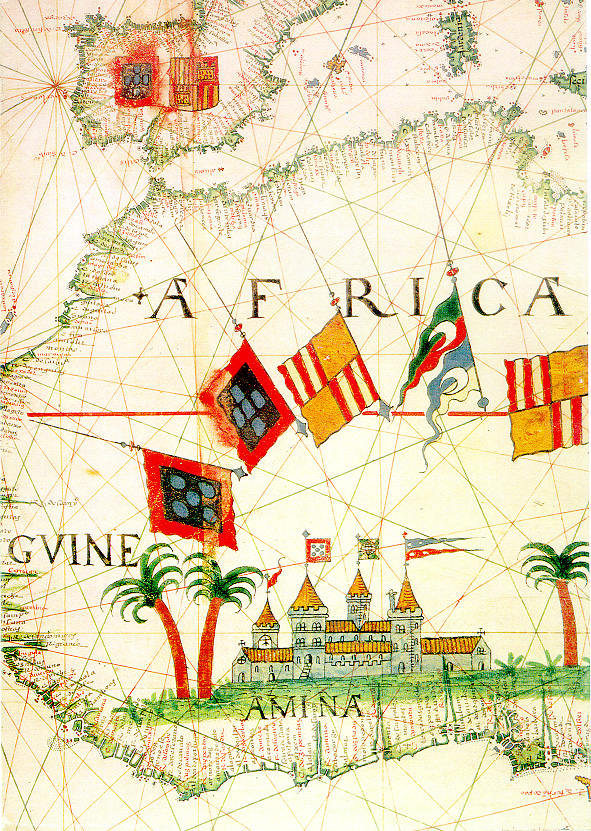
Mapa do século XVI mostrando as reivindicações portuguesas para a Guiné e São Jorge da Mina

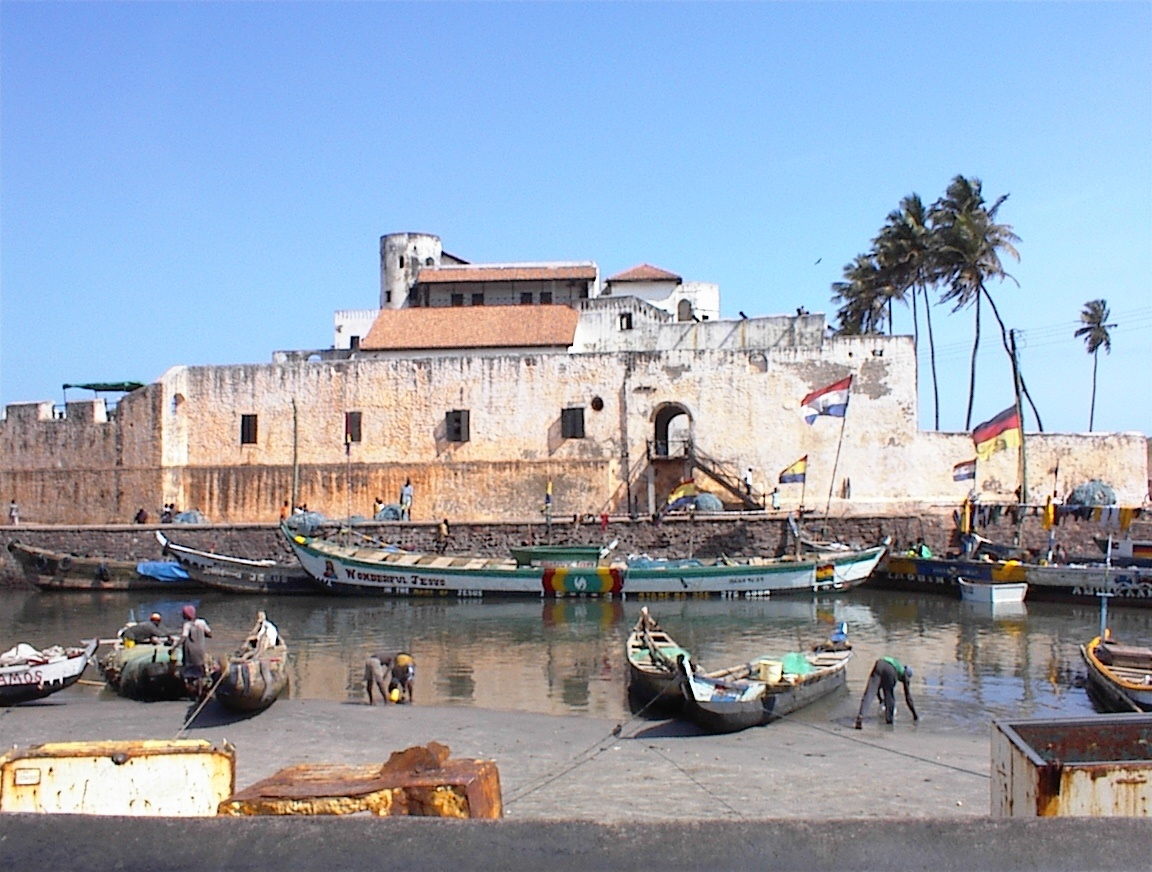
Castelo de São Jorge da Mina construída em 1482 em redor da indústria de ouro da então chamada Costa do Ouro, actual Gana

Após a morte do infante e dados os magros proveitos da exploração, em 1469 Afonso V concedeu o monopólio do comércio na parte do Golfo da Guiné ao mercador Fernão Gomes contra uma renda anual de 200 000 reais. O exclusivo do comércio da então chamada "malagueta", a pimenta-da-guiné (Aframomum melegueta) popular substituto da pimenta preta, foi-lhe também concedido por 100 000 reais anuais. Gomes tinha que explorar 100 léguas da costa da África por ano durante cinco anos.
Com a colaboração de navegadores como João de Santarém, Pedro Escobar, Lopo Gonçalves, Fernão do Pó e Pedro de Sintra, Fernão Gomes fê-lo mesmo para além do contratado. Com o seu patrocínio, a exploração da costa oeste africana avançou até ao Cabo de Santa Catarina, já no hemisfério Sul, e encontraram também as ilhas do Golfo da Guiné, incluindo São Tomé e Príncipe e Elmina em 1471, onde encontrou uma florescente indústria de ouro de aluvião.
Com os lucros deste comércio, Fernão Gomes auxiliou Afonso V na conquista de Arzila, Alcácer Ceguer e Tânger, desempenhando um papel de enorme influência na economia do reino. Aquele trecho do litoral passou a ser designado Costa do Ouro, despertando a cobiça dos Reis Católicos, que só cessaram as pressões para se apossarem da região após a assinatura do Tratado das Alcáçovas-Toledo em 1479. O tratado reconhecia o domínio português das descobertas a Sul das Canárias, incluindo os direitos sobre a costa da Mina e o Golfo da Guiné e o prosseguimento da exploração na costa.
Pouco depois de subir ao trono, em 1482, João II centralizou na coroa a exploração e comércio, determinando a construção de uma feitoria para o comércio do ouro. Sob o comando de Diogo de Azambuja foi rapidamente construído o "Castelo de São Jorge da Mina" com pedra previamente talhada e numerada em Portugal, enviada como lastro nos navios, sistema de construção depois adotado para numerosas fortificações. Ao abrigo da fortificação-feitoria desenvolveu-se a povoação de São Jorge da Mina que recebeu Carta de Foral em 1486. Ali passaram a ser trocados trigo, tecidos, cavalos e conchas ("zimbo"), por ouro (até 400 kg/ano) e escravos, estes com intensidade crescente a partir do século XVI.
Entre 1472 e 1486, os portugueses chegaram ao Império do Benim, uma sofisticada sociedade governada pelo Obá. Foram trocadas embaixadas, que, segundo Gaspar Correia, terão informado João II sobre a possibilidade de chegar à Índia. Aí, estabeleceram o comércio de bronze e latão europeus, na forma de pulseiras (as manilhas), em troca de pimenta da Guiné, tecidos, marfim, e escravos (originando o nome "costa dos escravos"), coincidindo com grandes mudanças locais políticas e artísticas: os bronzes do Benim testemunham a presença portuguesa.

##### O reino do Congo e a fundação de Angola
Desde a assinatura do Tratado das Alcáçovas que as costas da Guiné eram cuidadosamente patrulhadas, sendo vedadas a castelhanos e outros europeus. Entre 1482 e 1486, Diogo Cão, que fora investido por João II nestas patrulhas, partiu de S. Jorge da Mina para explorar o estuário do Rio Congo e terá subido 150 km a montante até às cataratas de Ielala. Aí ergueu o primeiro padrão de pedra, substituindo as habituais cruzes de madeira, e enviou uma embaixada portuguesa ao Reino do Congo, iniciando os primeiros contactos europeus.

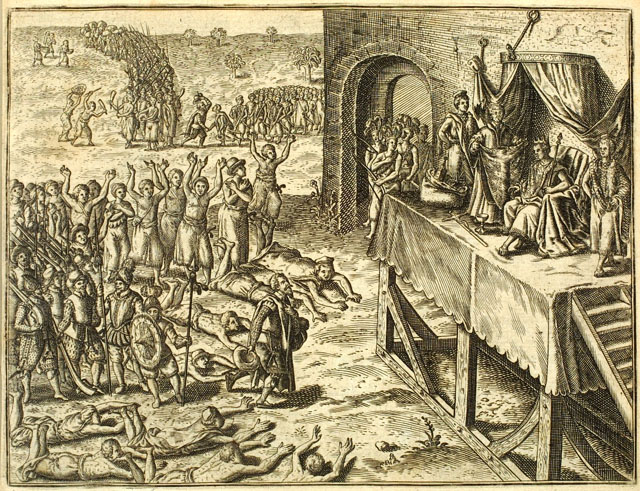
Audiência do rei do Congo a navegadores portugueses e súditos africanos

O primeiro passo foi o estabelecer de uma aliança com o influente "Manicongo" (do quicongo "mwene kongo"), que dominava toda a região: Diogo Cão levou alguns nobres de visita a Portugal e ao retornar em 1485 faz um acordo com o rei Anzinga Ancua, que em 1491 se converteu ao cristianismo e foi batizado, bem como vários nobres, assumindo o nome João I em honra do rei português.
Os primeiros sacerdotes católicos e soldados descrevem a capital Mabanza Congo como uma grande cidade do tamanho de Évora. João I do Congo governou até cerca de 1506 e foi sucedido pelo filho Afonso I, que estabeleceu o catolicismo romano como religião oficial do reino. A sul deste reino existiam dois outros, o de Dongo e o de Matamba, os quais acabariam por fundir-se, para dar origem ao reino de Angola (c. 1559).
Explorando as rivalidades e conflitos entre estes reinos, na segunda metade do século XVI, os portugueses instalam-se na região de Angola. O primeiro governador de Angola, Paulo Dias de Novais, procurou delimitar o vasto território e explorar os seus recursos naturais, em particular os escravos. A penetração para o interior era limitada. Em 1576 fundam São Paulo de Loanda, a atual cidade de Luanda. Angola tornar-se-á mais tarde o principal mercado abastecedor de escravos para as plantações da cana-de-açúcar do Brasil.

#### África Austral e Oriental

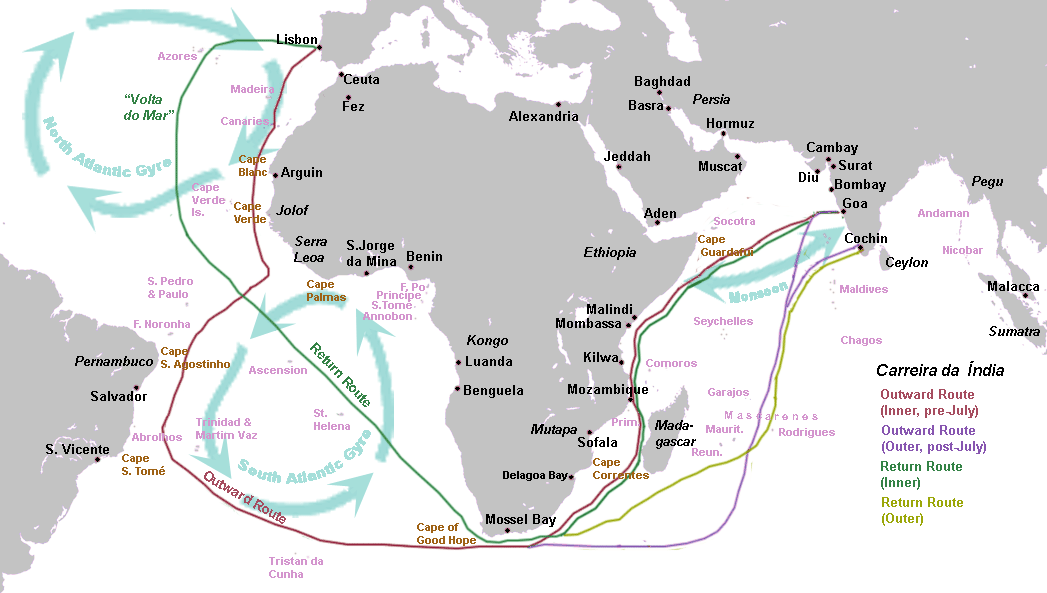
A ilha de Moçambique foi uma importante escala de navegação da carreira da India iniciada em 1498: mapa do percurso seguido pelas naus na ida (vermelho) e rota de regresso (verde)

Com a passagem do cabo da Boa Esperança por Bartolomeu Dias em 1488, ao proselitismo da Reconquista adicionam-se a curiosidade científica e o mercantilismo. Vasco da Gama usou as cartas marítimas até então traçadas para estabelecer uma rota marítima para a Índia. Após esta descoberta o século XVI tornar-se-ia o "século de ouro" para Portugal e o seu apogeu como nova potência europeia. A partir de então as explorações perderam o carácter privado, passando a efetuar-se sob iniciativa da Coroa, com Manuel I a determinar que todos os anos, entre fevereiro e março, saísse uma armada para a Índia.
Na sua segunda viagem em 1502, Vasco da Gama tornou tributário de Portugal o porto árabe da ilha de Quíloa (atual Quilua Quisiuani), na Tanzânia, e fez também o reconhecimento de Sofala em Moçambique. Para impor o monopólio do comércio de especiarias no Índico, partiu no início de 1505 a armada de Francisco de Almeida, nomeado primeiro de Vice-rei da Índia Portuguesa. Foi então estabelecido o Forte de São Caetano de Sofala, mediante um acordo com um chefe local e progressivamente reforçado.

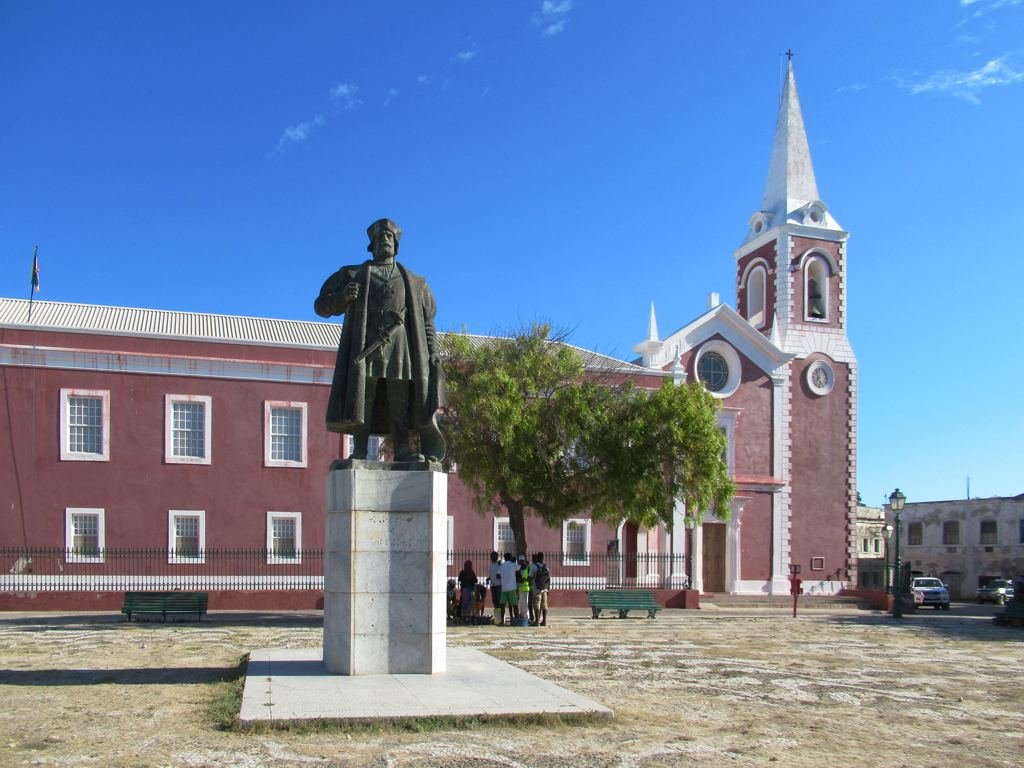
Estátua de Vasco da Gama na praça em frente ao antigo Palácio dos Capitães-Generais, na Ilha de Moçambique, uma pequena ilha de coral na entrada da Baía de Mossuril, na costa de Nampula, Moçambique

Em 1507, os portugueses ocuparam a ilha de Moçambique, porto estratégico de apoio à carreira da Índia que ligava Lisboa a Goa. Como escala de navegação era o ponto de encontro das embarcações desgarradas na viagem de ida e das que aguardavam a monção. Aí foi construída mais tarde uma poderosa fortificação, a Fortaleza de São Sebastião (1558) e um hospital. Nos Açores, a Armada das ilhas protegia as naus carregadas a caminho de Lisboa dos ataques de piratas e corsários europeus.
Em Agosto de 1507, a ilha de Socotra, na entrada do Mar Vermelho, foi conquistada. Aí, Tristão da Cunha enviou uma expedição para a Etiópia, que então se pensava ser mais próxima. Sem conseguir atravessar por Melinde, Afonso de Albuquerque conseguiu desembarcá-los em Filuk, perto do Cabo Guardafui. Na sequência desta expedição, chegou a Goa em 1512 o embaixador Mateus, enviado pela rainha regente Eleni da Etiópia ao rei Manuel I de Portugal e ao papa, em busca de uma aliança para fazer face ao crescente poder otomano na região. Visto como o muito esperado contacto com o lendário Preste João e com Pêro da Covilhã, o rei informou o Papa Leão X em 1513 e Mateus viajou para Portugal em 1514, de onde regressou com uma embaixada portuguesa, juntamente com Francisco Álvares. Os portugueses só compreenderam a natureza da sua missão ao chegarem à Etiópia em 1520, após a morte de Mateus, facto que complicou os contactos com o imperador etíope. Contudo iniciou as primeiras relações contínuas de um país europeu com a Etiópia e em 1517 Portugal ajudou o imperador Lebna Dengel, enviando armas e quatrocentos homens, que ajudaram a restabelecer o governo na guerra Etíope-Adal.

### Oriente

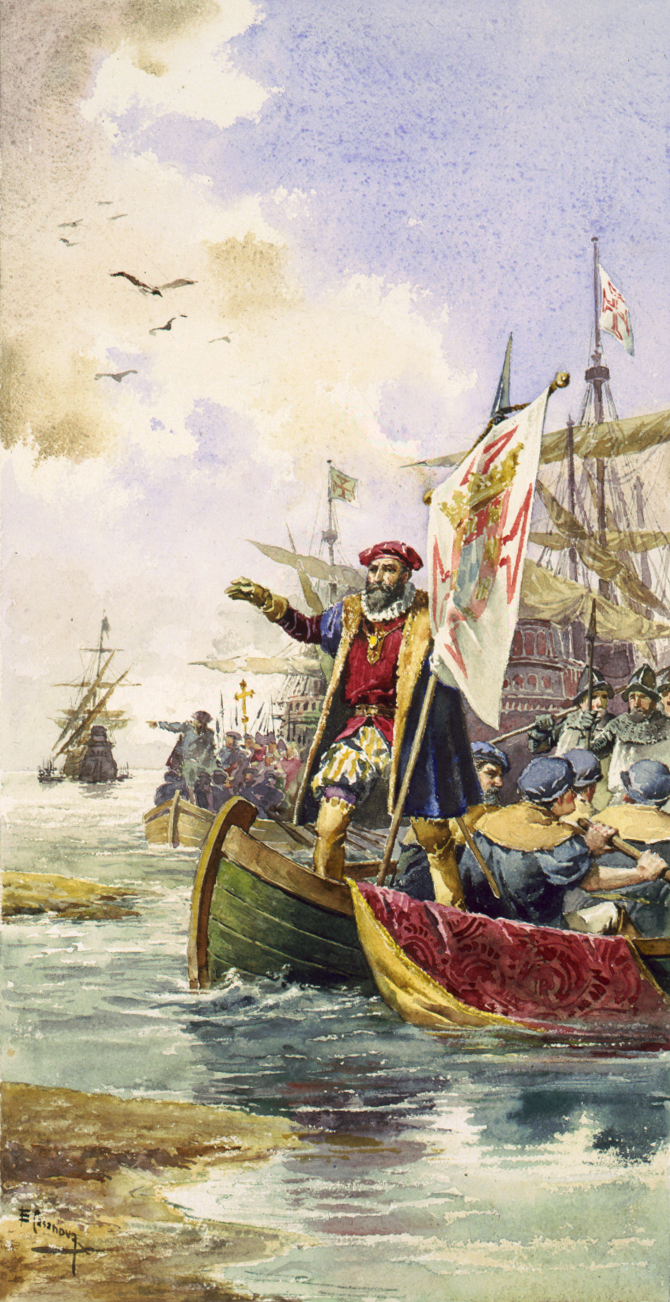
Chegada de Vasco da Gama a Calecute, Índia a 20 de Maio de 1498

A viagem comandada por Vasco da Gama até Calecute, foi ponto de partida da implantação portuguesa na costa oriental africana e na Índia. O primeiro contacto deu-se a 20 de maio de 1498. Após alguns conflitos com mercadores árabes que detinham o monopólio das rotas de especiarias, Vasco da Gama conseguiu uma carta de concessão ambígua para as trocas comerciais com o samorim de Calecute, aí deixando alguns portugueses para estabelecerem uma feitoria. Pouco depois, foi criada em Lisboa a Casa da Índia para administrar o monopólio régio da navegação e comércio com o Oriente.
O objetivo de Portugal no Oceano Índico foi o de assegurar o monopólio do comércio de especiarias. Jogando continuamente da rivalidade que opunha hindus e muçulmanos, os portugueses estabeleceram, entre 1500 e 1510, várias fortalezas e feitorias comerciais.
Em 1500 a segunda armada à Índia que vinha de descobrir as terras que hoje compõem o Brasil explorou a costa oriental africana, onde Diogo Dias descobriu a ilha a que deu o nome de São Lourenço, mais tarde designada Madagáscar. Esta armada, comandada por Pedro Álvares Cabral, chegou a Calecute em setembro, onde assinou o primeiro acordo comercial na Índia. A feitoria portuguesa aí instalada teve contudo efémera duração: atacada pelos muçulmanos em 16 de dezembro, nela pereceram vários portugueses, entre os quais o escrivão Pero Vaz de Caminha. Após bombardear Calecute, Cabral seguiu para Cochim.

#### Estado Português da Índia e Paquistão
Beneficiando da rivalidade entre o marajá de Cochim e o samorim de Calecute, os portugueses foram bem recebidos e vistos como aliados na defesa, fundando em Cochim o forte (Forte Manuel) e posto comercial que seria a primeira colónia europeia na Índia. Aí construíram em 1503 a Igreja de São Francisco. Em 1502 Vasco da Gama tomou a ilha de Quíloa, na costa da Tanzânia, onde em 1505 foi construída a primeira fortificação portuguesa da África Oriental para proteger as naus da carreira da Índia.
Em 1505, o rei Manuel I nomeou Francisco de Almeida primeiro vice-rei da Índia por um triénio. Sedeada em Cochim iniciou-se a governação portuguesa no oriente. Nesse ano os portugueses tomaram Cananor onde fundaram a fortaleza de Santo Angelo e Lourenço de Almeida chega a Ceilão — a lendária Taprobana — atual Sri Lanka, onde descobre a origem da canela. Encontrando-o dividido em sete reinos rivais, estabelece um pacto de defesa com o Reino de Cota e, explorando as rivalidades internas, estende o controlo nas áreas costeiras, onde em 1517 seria fundada a fortaleza de Colombo.

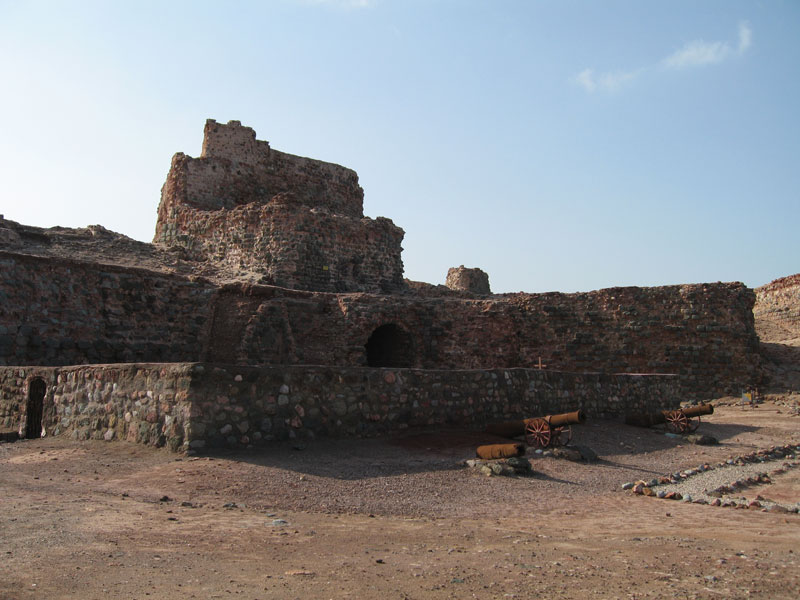
Forte de Nossa Senhora da Conceição de Ormuz, erguido entre 1507–1515, Irão

Em 1506, os portugueses, sob o comando de Tristão da Cunha e Afonso de Albuquerque, conquistam Socotorá na entrada do Mar Vermelho, em 1507 Mascate e temporariamente Ormuz, onde Albuquerque inicia a construção do Forte de Nossa Senhora da Vitória, seguindo a estratégia que pretendia fechar as entradas para o Índico. Nesse mesmo ano foram construídas fortalezas na Ilha de Moçambique e em Mombaça, na costa queniana.
Em 1509, é travada a batalha de Diu contra uma frota conjunta do Sultanato Burji do Cairo, do Sultão Otomano Bajazeto II, do samorim de Calecute e do Sultão de Guzerate, com o apoio naval da República de Veneza e da República de Ragusa. A vitória portuguesa foi determinante, marcando o início do domínio europeu no Índico. Com o poder dos otomanos seriamente abalado, os Portugueses conquistaram rapidamente localidades costeiras.
Já sob o governo de Albuquerque, Goa foi tomada aos árabes em 1510 com o auxílio do corsário hindu Timoja. Cobiçada por ser o melhor porto comercial da região, entreposto de cavalos árabes para os sultanatos do Decão, permitia cumprir a vontade do Reino de não permanecer eterno hóspede de Cochim. Apesar de ataques constantes, Goa tornou-se a sede da presença portuguesa, sob nome de Estado Português da Índia, com a conquista a desencadear o respeito dos reinos vizinhos: Guzerate e Calecute enviaram embaixadas, oferecendo alianças, concessões e locais para fortificar. Albuquerque iniciou nesse ano em Goa a primeira cunhagem de moeda portuguesa fora do reino, aproveitando a oportunidade para anunciar a conquista.

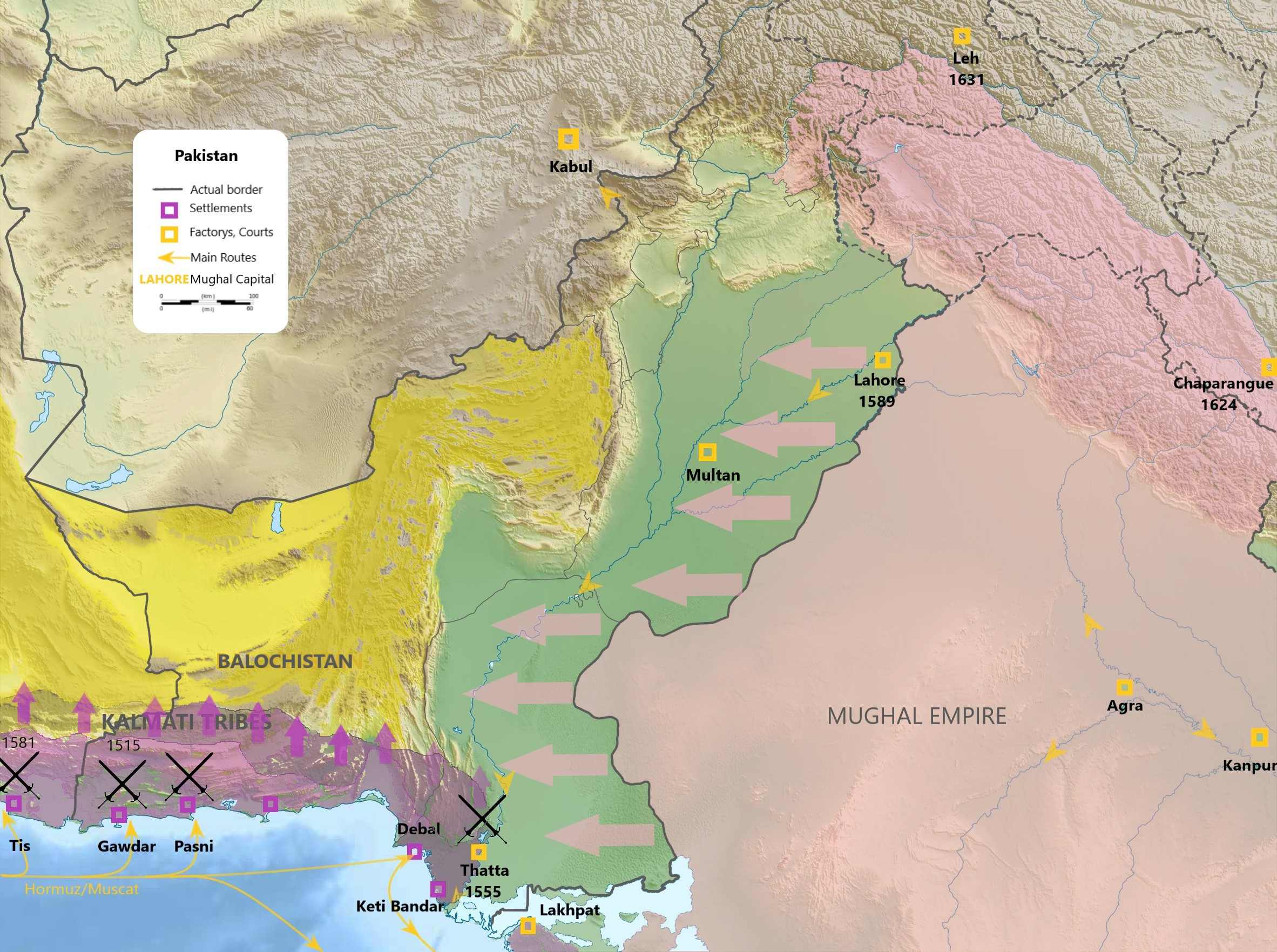
Portugueses no Paquistão e costa do Macrão

No início do século XVI a presença Portuguesa fez-se sentir primeiro na costa do Macrão junto ao Mar Arábico, e junto à costa do Sinde de modo a controlar as rotas marítimas de ligação ao Golfo Pérsico. Em 1515 foi a primeira fase de guerra aberta foi a partir de Afonso de Albuqueque que a pedido do Imperador Persa, atacou as tribos Kalmati que eram um flagelo para a navegação e comércio com o Golfo Pérsico.
A província do Sinde e de Balochistão foram as que tiveram maior contacto direto sob a pressão militar Portuguesa. Já a Norte no interior do Subcontinente Indiano, após a conquista Mogol de Lahore e com a deslocação da capital Mogol para a mesma cidade em 1589, os portugueses mantiveram uma presença assídua na corte como aliados dos Mogóis, contra os Persas.
Entre o património genético que se menciona ser de descendentes de Portugueses, hoje ainda podem ser observados diversas estruturas construídas na costa do Macrão, como o Castelo histórico de Tis (Irão), definido como Castelo Português, entretanto reabilitado. 1581 viu acontecer novo raide sobre as cidades costeiras com uma frota portuguesa que partiu de cidade portuguesa de Mascate, cujo objetivo além de destruir as embarcações que serviam à pirataria, era também punir as localidades que deram apoio a frotas Turcas que tentavam romper o bloqueio naval português no Golfo Pérsico.
A leste, junto ao histórico rio Indo, A cidade histórica de Thatta que já tinha uma presença assídua de portugueses no início do séc. 16, foi atacada e saqueada em 1555 depois de um contingente de 700 Portugueses ter subido o rio Indo para auxílio militar ao Rei local Mirza Issa Cã I. Ao aguardarem vários dias e se apercebendo que o rei não os ia receber, Pero Barreto deu a ordem sendo a cidade saqueada e destruída. Ainda assim posteriormente os Portugueses permaneceram na cidade com uma feitoria, e um convento de Agostinhos, Diogo do Couto o cronista português descreve a cidade como uma cidade rica que vive do comércio com o Golfo Pérsico.

#### Malaca e o Sudeste Asiático
Inicialmente, o rei Manuel e o conselho do reino tentaram distribuir o poder a partir de Lisboa, criando três áreas de jurisdição no Índico: Albuquerque seguira com a missão de tomar Hormuz, Aden e Calecute assegurando o domínio no mar Vermelho; Diogo Lopes de Sequeira fora enviado para o sudoeste asiático, com a missão de tentar um acordo com o sultão de Malaca; Jorge de Aguiar e, depois, Duarte de Lemos presidiam à área entre o Cabo da Boa Esperança e Guzerate. Contudo estes cargos foram centralizados por Afonso de Albuquerque, que se tornou plenipotenciário, e assim permaneceram.
Em Abril de 1511, Albuquerque zarpou para Malaca, na Malásia, com uma força de cerca de 1 200 homens e 17 ou 18 navios. Placa contornante do comércio com a China e com o sudeste asiático, a península de Malaca tornou-se então a base estratégica para a expansão portuguesa na Índia Oriental, sob o Estado Português da Índia cuja capital era Goa. Para defender a cidade foi erguido um forte cuja porta, denominada a "A Famosa", ainda subsiste. Vencido o sultanato de Malaca, Afonso de Albuquerque envia imediatamente Duarte Fernandes em missão diplomática ao Reino do Sião (Tailândia), onde é o primeiro europeu a chegar, dadas as pretensões siamesas em Malaca. Em novembro desse ano, ficando a saber a localização das chamadas "ilhas das especiarias" nas Molucas, as ilhas Banda, enviou uma expedição comandada por António de Abreu para as encontrar. Pilotos malaios guiaram-nos via Java, as Pequenas Ilhas da Sonda e da ilha de Amboíno até Banda, onde chegaram no início de 1512. Aí permaneceram, como primeiros europeus a chegar às ilhas, enchendo os seus navios com noz moscada e cravinho. Abreu partiu por Ambão enquanto o seu vice-comandante Francisco Serrão se adiantou para Ternate. Nesse mesmo ano, na Indonésia, os portugueses tomam Macáçar, chegando a Timor em 1514.

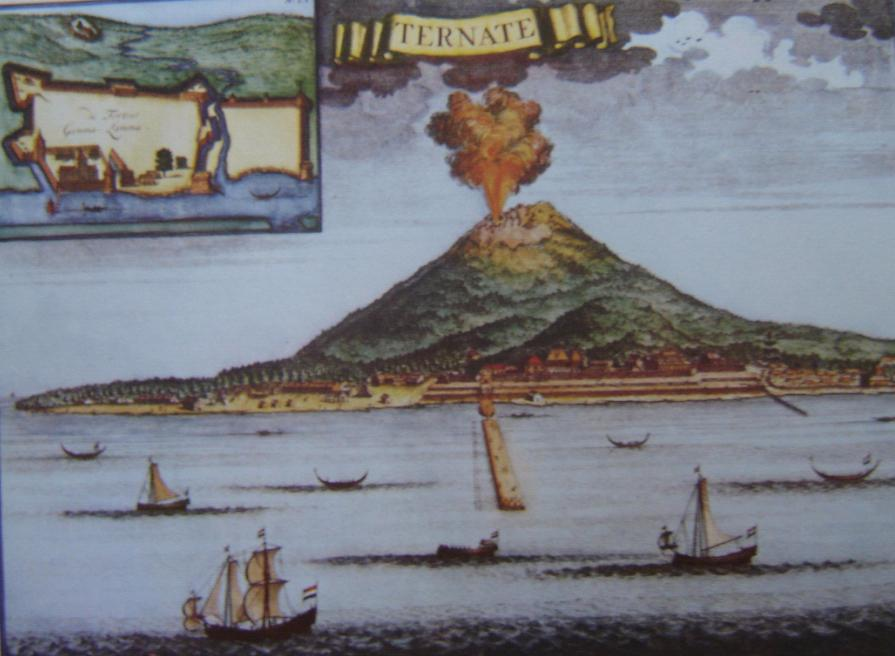
Ternate, no arquipélago das Molucas, mostrando a feitoria-Forte de São João Baptista de Ternate iniciada em 1522. Desenho holandês de 1720

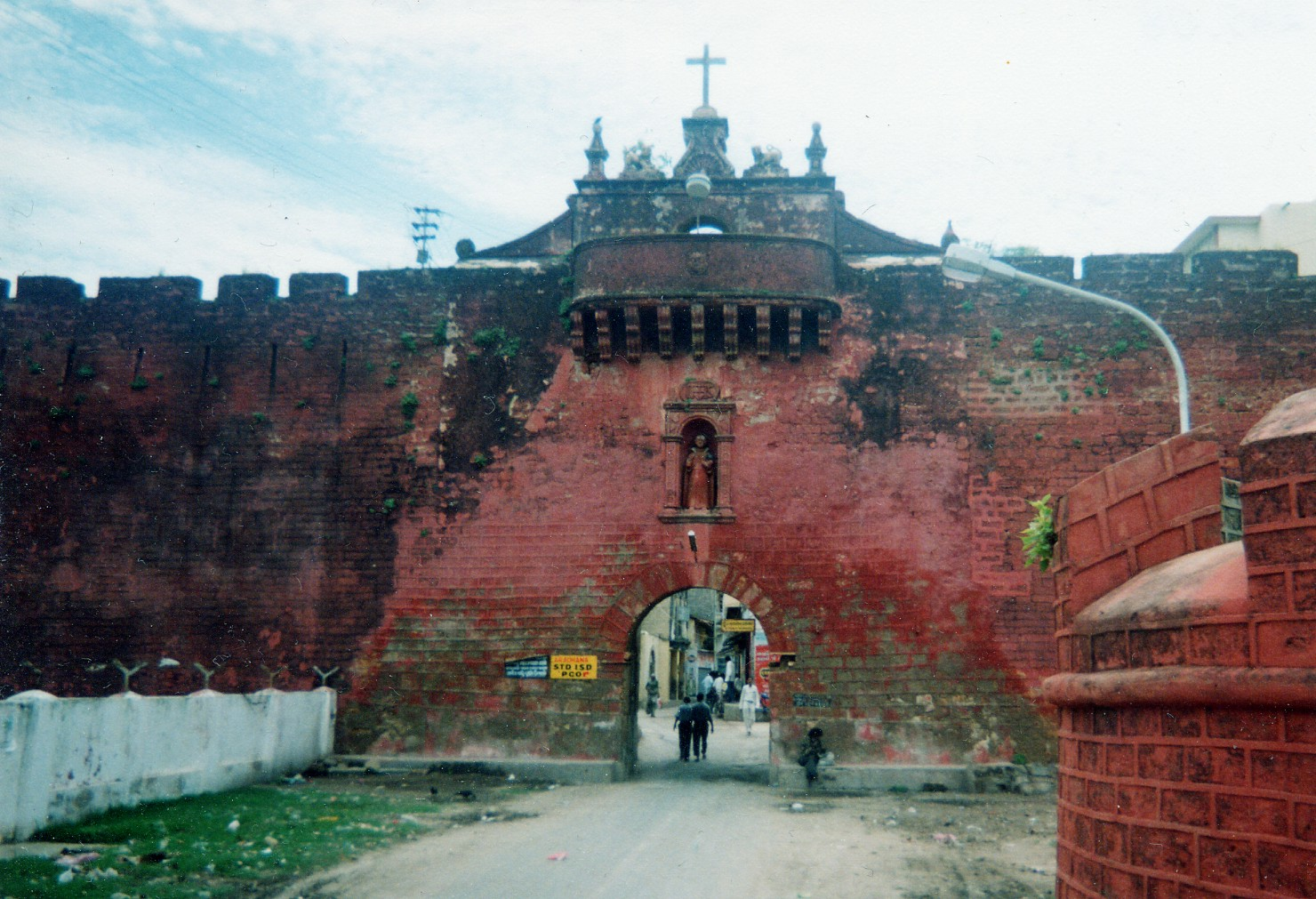
Fortaleza de Diu, a mais importante fortificação da Índia Portuguesa (1535–1536). Guzerate, Índia

Em 1513, partindo de Malaca, Jorge Álvares chegou ao Sul da China, aportando na foz do Rio das Pérolas na Ilha de Lintin. Seguiu-se a chegada a Cantão e Sanchoão por Rafael Perestrelo. Em 1517 Tomé Pires foi enviado como embaixador de Manuel à China, na frota de Fernão Peres de Andrade, que conseguiu negociar com as autoridades de Cantão o seu envio a Pequim e uma feitoria em Tamau. Inicialmente bem-sucedida, a embaixada ficou retida. Comerciantes portugueses sedearam-se então na ilha de Sanchoão, subornando mandarins locais, mais tarde em Liam Pó que seria destruída, Tamau onde em 1521 e 1522 foram combatidos pelas forças chinesas e Lampacau, uma pequena ilha na baía de Cantão.
No Golfo Pérsico, os portugueses conquistam Ormuz em 1515 e, devido à posição estratégica na região, o Barém em 1521. Em 1522, o rei hindu de Sonda na Indonésia procurou selar uma aliança com os Portugueses em Malaca para se defender do aumento de poder muçulmano no centro de Java, convidando-os a construir uma fortaleza no porto de Calapa (atual Jacarta). O Tratado de Sunda Kalapa (1522) foi selado com um padrão, mas os portugueses não conseguiriam cumprir a promessa de voltar no ano seguinte: nesse ano torna-se governador da Índia Duarte de Meneses que, após uma administração desastrosa, é enviado sob prisão para o reino e substituído por Vasco da Gama, que morreu em Cochim em 1524. Entre 1522 e 1529, na sequência da viagem de circum-navegação de Fernão de Magalhães, os castelhanos contestaram o limite Este do Tratado de Tordesilhas, disputando as valiosas Molucas "berço de todas as especiarias" e as Filipinas com os portugueses. Em 1529 João III e Carlos I de Espanha selaram o Tratado de Saragoça, que definia a continuação do meridiano de Tordesilhas no hemisfério oposto, a leste das ilhas Molucas, cedidas pela Espanha mediante o pagamento de 350 000 ducados de ouro.
Em 1533, Portugal conquista Baçaim, a cerca de 50 km de Bombaim. Em 1534, Guzerate foi ocupada pelos mogóis e o sultão Bádur Xá de Guzerate foi forçado a firmar o tratado de Baçaim, onde estabelecia uma aliança para recuperar o seu país, cedendo em troca Damão, Diu, Bombaim e Baçaim. Em 1535, o capitão António de Faria, partindo de Da Nang, onde os portugueses tinham aportado em 1516, na então chamada Cochinchina (atual Vietname), tentou estabelecer um posto comercial em Faifo, o que falhou.
Em 1538, a fortaleza de Diu é novamente cercada por 54 navios otomanos. Um outro cerco falhado em 1547 poria fim às ambições otomanas, confirmando a hegemonia portuguesa.

#### O empório comercial
O Império Português em África e no Oriente foi essencialmente marítimo e comercial, localizado em regiões costeiras. A vasta rede de feitorias e fortalezas facilmente abastecíveis por mar, reforçadas pela ação das missões religiosas em terra, permitiram aos portugueses controlar e dominar o comércio de especiarias, de pedras preciosas, da seda e da porcelana. Lisboa era o "empório" da Europa.[carece de fontes?]

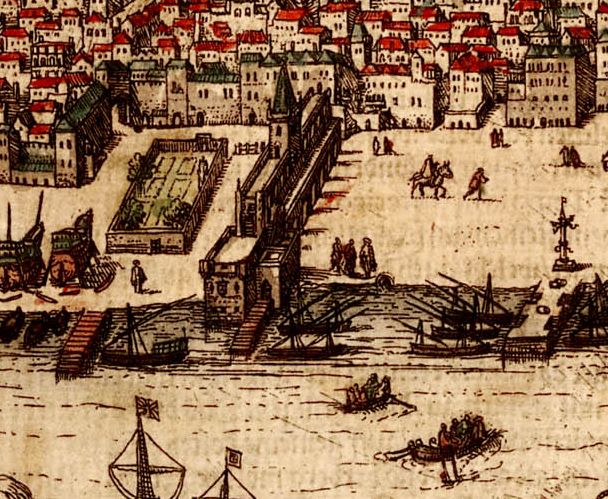
A Casa da Índia situada no Paço da Ribeira frente ao rio Tejo, vendo-se o estaleiro naval (Ribeira das Naus). Desenho de Braun e Hogenberg — Civitates Orbis Terrarum — 1572

Em Lisboa, a "Casa da Índia" administrava o monopólio da navegação e do comércio com o oriente, mantendo a Coroa como reguladora. Criada entre 1500 e 1503, foi sucessora de instituições semelhantes, como a Casa da Guiné e a Casa da Mina, para acompanhar a expansão comercial no oriente. A Casa da Índia administrava as exportações para Goa, centro do império oriental, o desembarque de mercadorias orientais e a sua venda em Lisboa. A distribuição na Europa era feita através da Feitoria Portuguesa de Antuérpia.
O monopólio régio incidia sobre as principais especiarias — pimenta, cravinho e canela e exportação de cobre, com grande procura na Índia- cobrando uma taxa de 30% no lucro dos restantes produtos. Em 1506 cerca de 65% dos proveitos do reino vinham de taxas sobre as atividades além-mar. Em 1518, só o lucro das especiarias representava 39% da receita da Coroa, o que levaria Francisco I de França a apelidar Manuel I de Portugal "le roi épicier", ou seja, "o rei merceeiro".
Ao longo de cerca de 30 anos, de 1503 a 1535, os portugueses conseguiram ultrapassar o comércio de especiarias veneziano do Mediterrâneo, projetando Antuérpia como grande centro comercial da Europa. O estilo Manuelino atesta ainda hoje prosperidade do reino em obras como o Mosteiro dos Jerónimos, encomendado pelo Manuel e iniciado em 1502, pouco depois de Vasco da Gama ter regressado da Índia. Financiado em grande parte pelos lucros do comércio de especiarias, grande parte da sua construção seria realizada até 1540, no reinado de João III. No oriente desde 1510, a política do governador-geral Afonso de Albuquerque encorajou os casamentos mistos, permitindo o aparecimento de uma comunidade eurasiática em Goa, que por sua vez apoiava a administração e as atividades comerciais e de construção naval.
A receita começou a declinar em meados do século, devido aos custos da presença em Marrocos e a gastos perdulários. Portugal não desenvolvera as infraestruturas domésticas para acompanhar a atividade, confiando em serviços exteriores para apoiar as suas atividades comerciais, fazendo com que grande parte da receita se dissipasse no processo. Em 1549, após um pico especulativo, a Feitoria Real de Antuérpia faliu e foi encerrada. O trono confiava crescentemente no financiamento externo e, em 1560, a receita da Casa da Índia não era suficiente para cobrir as suas despesas: a monarquia tinha entrado em rutura (a política portuguesa de monopólio real seria atenuada em 1570 e abandonada em 1642, com a crise sucessória e após dinastia filipina, passando a Casa da Índia a ter um carácter de alfândega).

#### Chegada ao Japão e fixação em Macau

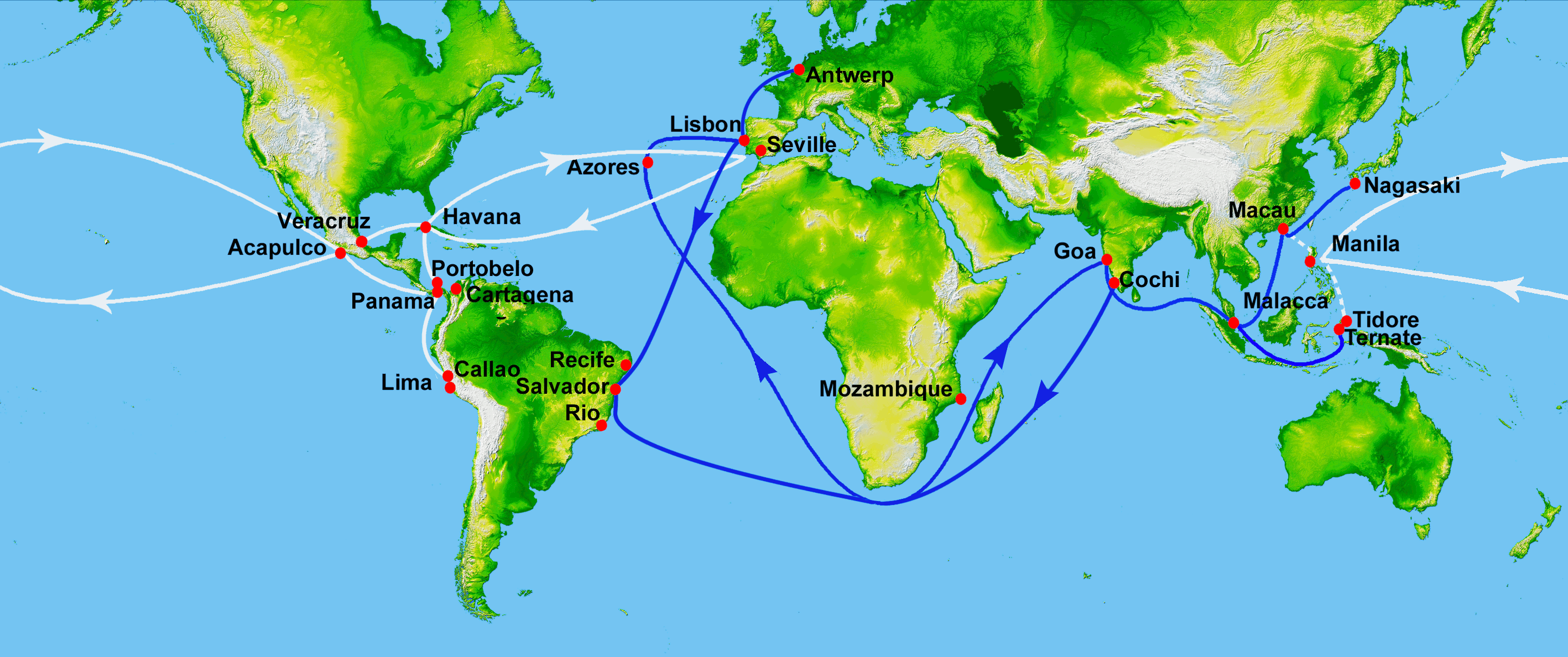
Rotas comerciais portuguesas de Lisboa a Nagasáqui entre 1580–1640 (azul). E a rota comercial espanhola estabelecida em 1565, o chamado galeão de Manila (branco)

Entre 1542 e 1543 um grupo de comerciantes, entre os quais Francisco Zeimoto aportou no Japão pela primeira vez. Segundo Fernão Mendes Pinto, que terá participado nesta viagem, chegaram à ilha de Tanegaxima, onde espantaram os autóctones as armas de fogo e o relógio. Nesse mesmo ano chegou a Goa, viajando com o novo vice-rei, o missionário jesuíta Francisco Xavier para ocupar o cargo de Núncio Apostólico, ao abrigo do Padroado português. Fora enviado por João III após sucessivos apelos ao Papa pedindo missionários para espalhar a fé e ajudar a manter a ordem na Ásia portuguesa, e recomendado entusiasticamente por Diogo de Gouveia, que aconselhou o rei a chamar os jovens cultos da recém-formada Companhia de Jesus.
Após a chegada ao Japão, mercadores e aventureiros portugueses envolveram-se num lucrativo comércio na ilha de Quiuxu, sem porto fixo, em navios próprios e juncos chineses. Este comércio tornou-se particularmente lucrativo a partir de 1547, quando as autoridades chinesas proibiram o comércio direto entre a China e o Japão devido à pirataria, retomando a política isolacionista Hai Jin (literalmente "proibição marítima"), mas deixando os portugueses como únicos intermediários: apesar da proibição, a China, carente da prata, precisava de acesso às reservas do Japão. Por sua vez, os japoneses eram grandes consumidores de sedas e porcelana chinesa.
A importância deste comércio levou à instituição em 1550 de uma viagem anual sob monopólio da Coroa: a "Viagem do Japão". O direito a realizar esta viagem era atribuído a um Capitão-mor designado pelo Governador- como recompensa por serviços prestados. Dada a longa distância entre Goa e o Japão, inicialmente a chamada "nau do trato" partia de Malaca. Em 1554, após várias tentativas de criar uma escala intermédia na China, Leonel de Sousa capitão-mor da viagem do Japão, obteve um acordo para negociar em Cantão. Desde 1535, na sequência de um naufrágio, tinham sido autorizados a aportar na península de Macau e a exercer as suas atividades comerciais, embora sem permanecer em terra. Em 1549 foram autorizadas missões comerciais anuais de Sanchoão. Os portugueses encontraram uma lucrativa fonte de rendimento no comércio triangular China-Macau-Japão.
Por volta de 1555, Macau tornara-se, já, um importante centro de um comércio triangular entre a China e o Japão e Goa, e entre estes e a Europa. Em 1557, as autoridades chinesas deram finalmente autorização para os portugueses estabelecerem-se permanentemente, concedendo-lhes um considerável grau de autogovernação mediante um pagamento anual (cerca de 500 taéis de prata).

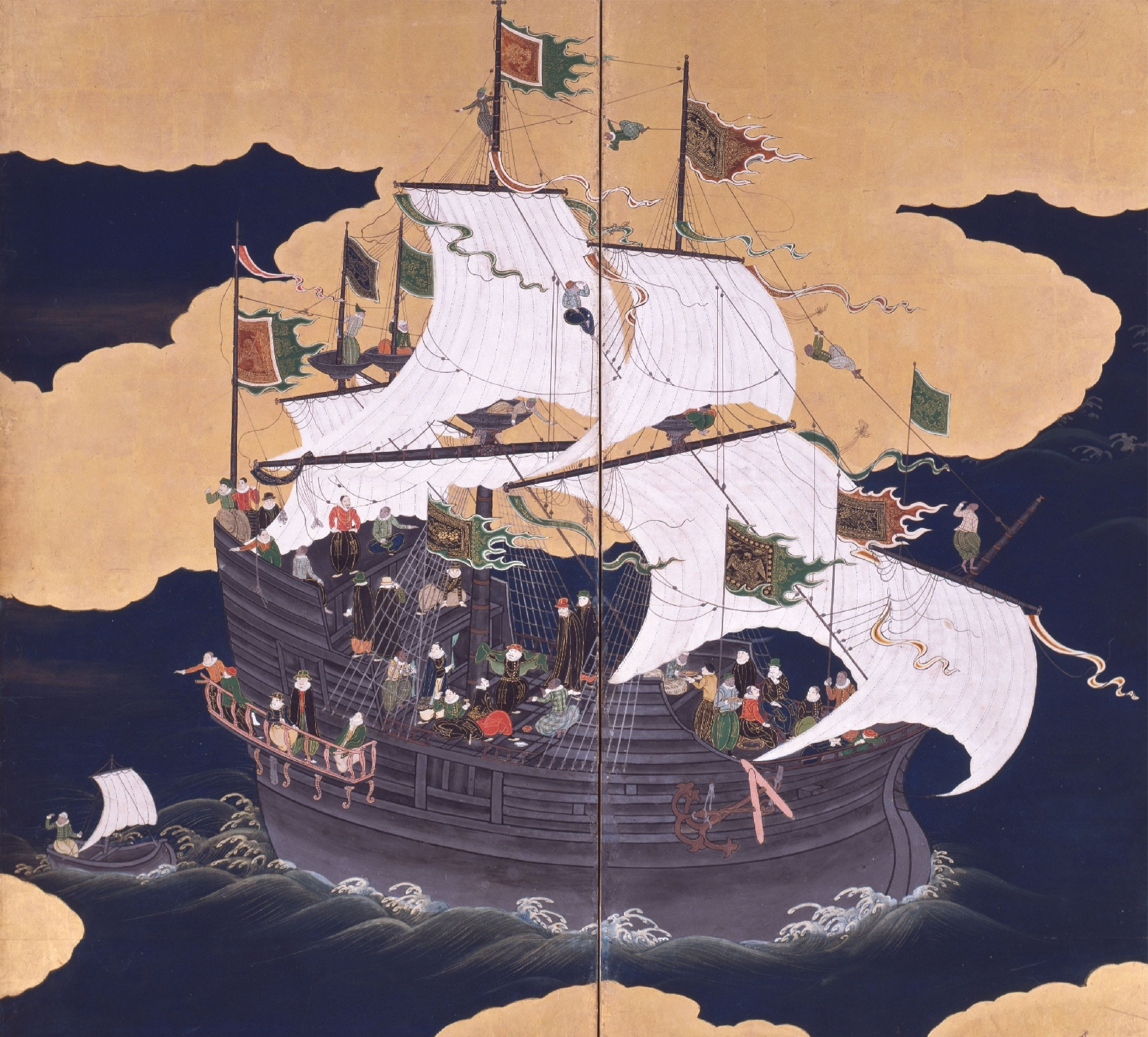
Carraca Portuguesa em Nagasáqui. Painel japonês do período Nanban do Japão

No Japão os portugueses estabeleceram-se inicialmente no porto de Hirado, iniciando uma intensa interação tanto a nível económico como religioso, no que ficou conhecido como período de "Comércio Nanban", (japonês:南蛮貿易, nanban-bōeki, "Comércio com os bárbaros do sul"). O arcabuz foi fabricado pelos japoneses em grande escala e teria um papel determinante no curso das batalhas do período Sengocu que então travavam entre daimiôs; o açúcar refinado e o cristianismo seriam outras das novidades de grande aceitação. Francisco Xavier viajaria no Japão em 1549, fazendo numerosos convertidos.
Em 1571, após um acordo com o daimiô cristão Omura Sumitada (batizado "Dom Bartolomeu") os portugueses mudar-se-iam estabelecendo-se em Nagasáqui, no Japão, até então uma pequena comunidade, e criando assim um centro comercial que durante muitos anos seria a porta do Japão para o mundo. Em 1580, pouco antes do início da união Ibérica, Omura Sumitada cedeu a jurisdição sobre Nagasáqui aos Jesuítas.
Desde a sua fundação, Macau cresceu à custa do lucrativo comércio baseado na troca de sedas chinesas por prata japonesa. Em apenas uma década, tornou-se o intermediário-chave no comércio entre a China e o Japão, com os portugueses a embolsar enormes lucros. Tornar-se-ia rapidamente um nó importante no desenvolvimento do comércio ao longo de três eixos principais: Macau-Malaca-Goa/Lisboa; Cantão-Macau-Nagasáqui e mais tarde Macau-Manila-México. Nestas circunstâncias, os portugueses tornaram-se os intermediários naturais, ganhando o monopólio de um comércio que atingiria o seu auge entre o final do século XVI e o início do século XVII.

### Américas

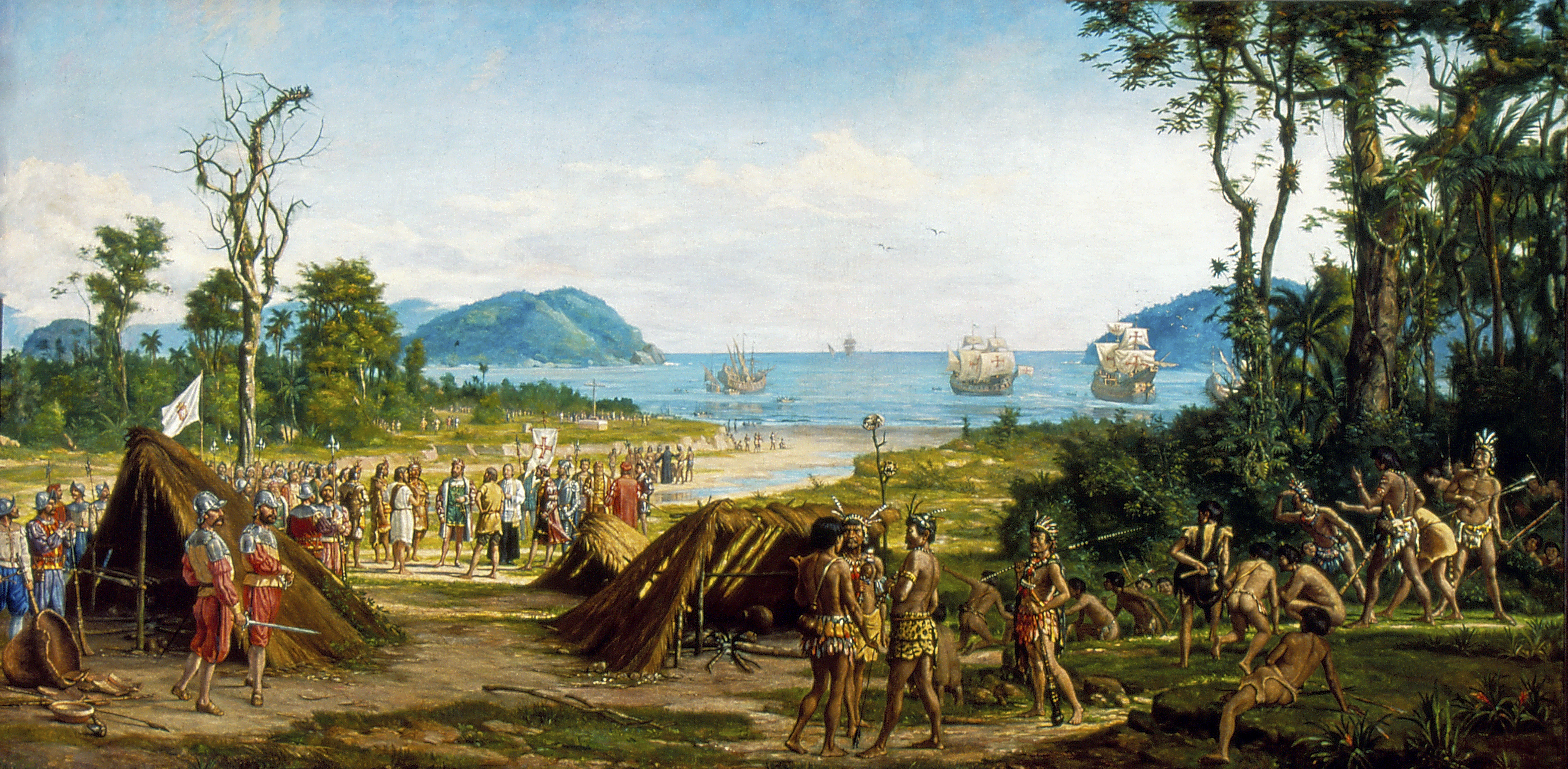
Fundação de São Vicente, a primeira vila da América Portuguesa

A expressão "América Portuguesa" incluiria áreas que estiveram de facto sob domínio português, mesmo algumas que hoje não são parte do Brasil, como a Colónia do Sacramento. O domínio português de jure sobre o Barbados — território que nunca foi brasileiro — é um exemplo de área da América Portuguesa que não faz parte do Brasil. Áreas que anteriormente foram espanholas, localizadas a oeste do meridiano de Tordesilhas, foram absorvidas pelo domínio português, fazendo hoje parte do Brasil. Atualmente, a América Portuguesa está em territórios do atual República Federativa do Brasil, das atuais províncias canadenses da Terra Nova e Labrador (tanto a ilha da Terra Nova quanto a região do Labrador ficaram sob o domínio português) e Nova Escócia, pelo país centro-americano de Barbados, pelo Uruguai e pelo departamento de ultramar francês da Guiana Francesa.

#### Posse e ocupação do território que se tornou o Brasil
Em 1499, na segunda armada à Índia, a mais bem equipada do século XV, Pedro Álvares Cabral afastou-se da costa africana. A 22 de abril de 1500 avistou o Monte Pascoal no litoral sul da Baía. Oficialmente tida como acidental, a descoberta do Brasil originou a especulação de ter sido preparada secretamente. O território conseguira fazer parte dos domínios portugueses renegociando a demarcação inicial da Bula Inter Coetera de 1493, quando João II firmou o Tratado de Tordesilhas em 1494, que movia mais para oeste o meridiano que separava as terras de Portugal e de Castela.
Até 1501, a Coroa portuguesa enviou duas expedições de reconhecimento. Confirmando a descrição de Pero Vaz de Caminha, de que "Nela até agora não podemos saber que haja ouro nem prata, nem alguma coisa de metal nem de ferro lho vimos; pero a terra em si é de muitos bons ares, assi frios e temperados como os d'antre Doiro e Minho", encontrou-se como principal recurso explorável uma madeira avermelhada, valiosa para a tinturaria europeia, que os tupis chamavam ibirapitanga e a que foi dado o nome pau-brasil. Nesse mesmo ano o rei Manuel decide entregar a exploração a particulares, adotando uma política de concessões de três anos: os concessionários deveriam descobrir 300 léguas de terra por ano, instalar aí uma fortaleza e produzir 20 mil quintais de pau-brasil.

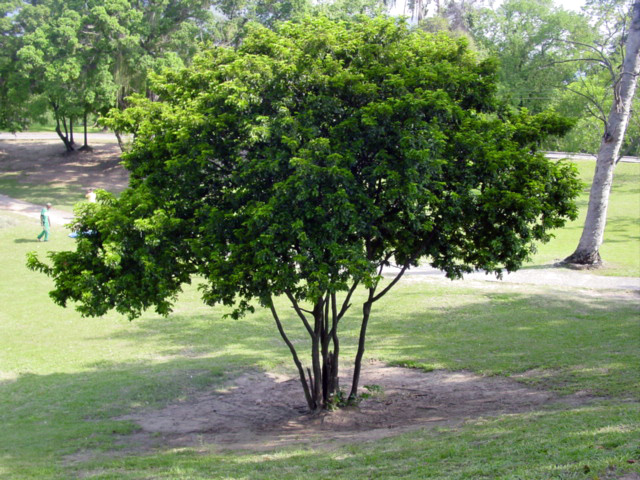
Pau-brasil (ou "pau-pernambuco")

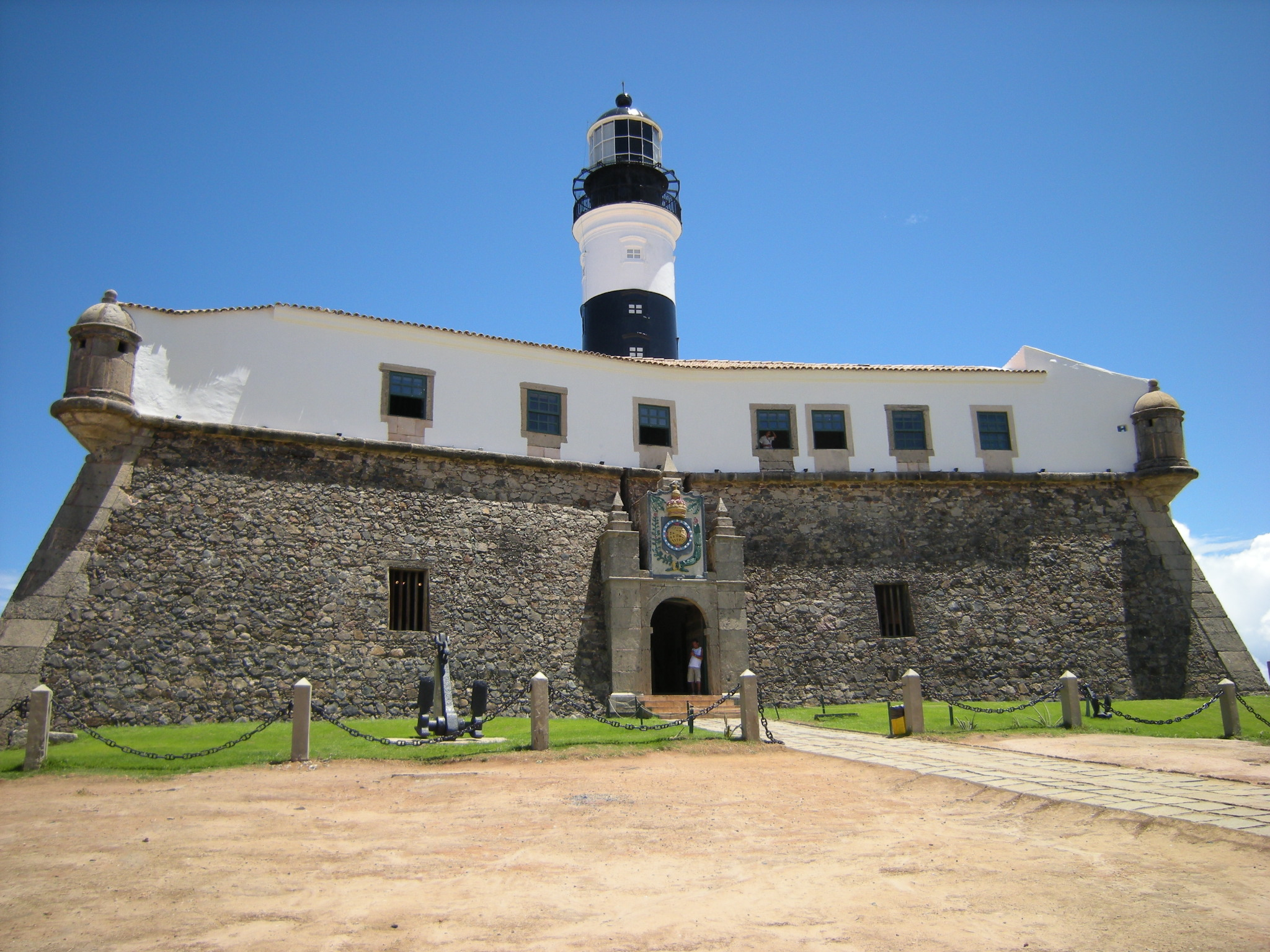
O Forte de Santo António da Barra, em Salvador da Baía, foi construído pelos portugueses no final do século XVI

Em 1502, um consórcio de comerciantes financiou uma expedição, que terá sido comandada por Gonçalo Coelho, para aprofundar o conhecimento sobre os recursos da terra, estabelecer contactos com os ameríndios e principalmente fazer o mapeamento da parte situada aquém do Meridiano de Tordesilhas, por isso pertencente à coroa portuguesa.
Em 1503, todo o território foi arrendado pela coroa para exploração do pau-brasil aos comerciantes que financiaram a expedição, entre eles Fernão de Noronha, que seria representante do banqueiro Jakob Fugger, que vinha financiando viagens portuguesas à Índia. Em 1506 produzia cerca de 20 mil quintais de pau-brasil, com crescente demanda na Europa, cujo preço elevado tornava a viagem lucrativa.
Comerciantes de Lisboa e do Porto enviavam embarcações à costa para contrabandearem pau-brasil, aves de plumagem colorida (papagaios, araras), peles, raízes medicinais e índios para escravizar. Os navios ancoravam no litoral e recrutavam índios para trabalhar no corte e carregamento, em troca de pequenas mercadorias como roupas, colares e espelhos (prática chamada "escambo"). Cada nau carregava em média cinco mil toras de 1,5 metro de comprimento e 30 quilogramas de peso. O arrendamento foi renovado duas vezes, em 1505 e em 1513. Em 1504, como reconhecimento, o rei Manuel I doou a Fernão de Noronha a primeira capitania hereditária no litoral brasileiro: a ilha de São João da Quaresma, atual Fernando de Noronha.
As regiões de Pernambuco, Porto Seguro e Cabo Frio tinham maior concentração de pau-brasil, e por isso contavam as três com feitorias portuguesas. Pernambuco, lugar onde se iniciou a exploração da árvore, tinha a madeira mais cobiçada no Velho Mundo, o que explica o facto de o pau-brasil ter como principal nome "pernambuco" em línguas como o francês e o italiano. Em 1516, foi construído no litoral pernambucano o primeiro engenho de açúcar de que se tem notícia na América portuguesa, mais precisamente na Feitoria de Itamaracá, confiada ao administrador colonial Pero Capico — o primeiro "Governador das Partes do Brasil". Em 1526 já figuravam direitos sobre o açúcar de Pernambuco na Alfândega de Lisboa. O litoral brasileiro servia ainda como apoio à carreira da Índia, em especial a Baía de Todos-os-Santos onde as frotas se abasteciam de água e lenha, aproveitando para fazer pequenos reparos. No Rio de Janeiro, junto à foz do rio foi erguida uma construção inspirou o nome que os índios deram ao local: "cari-oca", casa dos brancos. Contudo, nas três primeiras décadas o Brasil teve um papel secundário na expansão portuguesa, então centrada no comércio com a Índia e para o Oriente.
A cultura da cana-de-açúcar consolidou-se e as grandes plantações em Pernambuco e na Baía exigiriam um número crescente de escravos negros da Guiné, do Benim e da Angola.

##### Capitanias hereditárias e o primeiro Governo Geral (1532–1580)

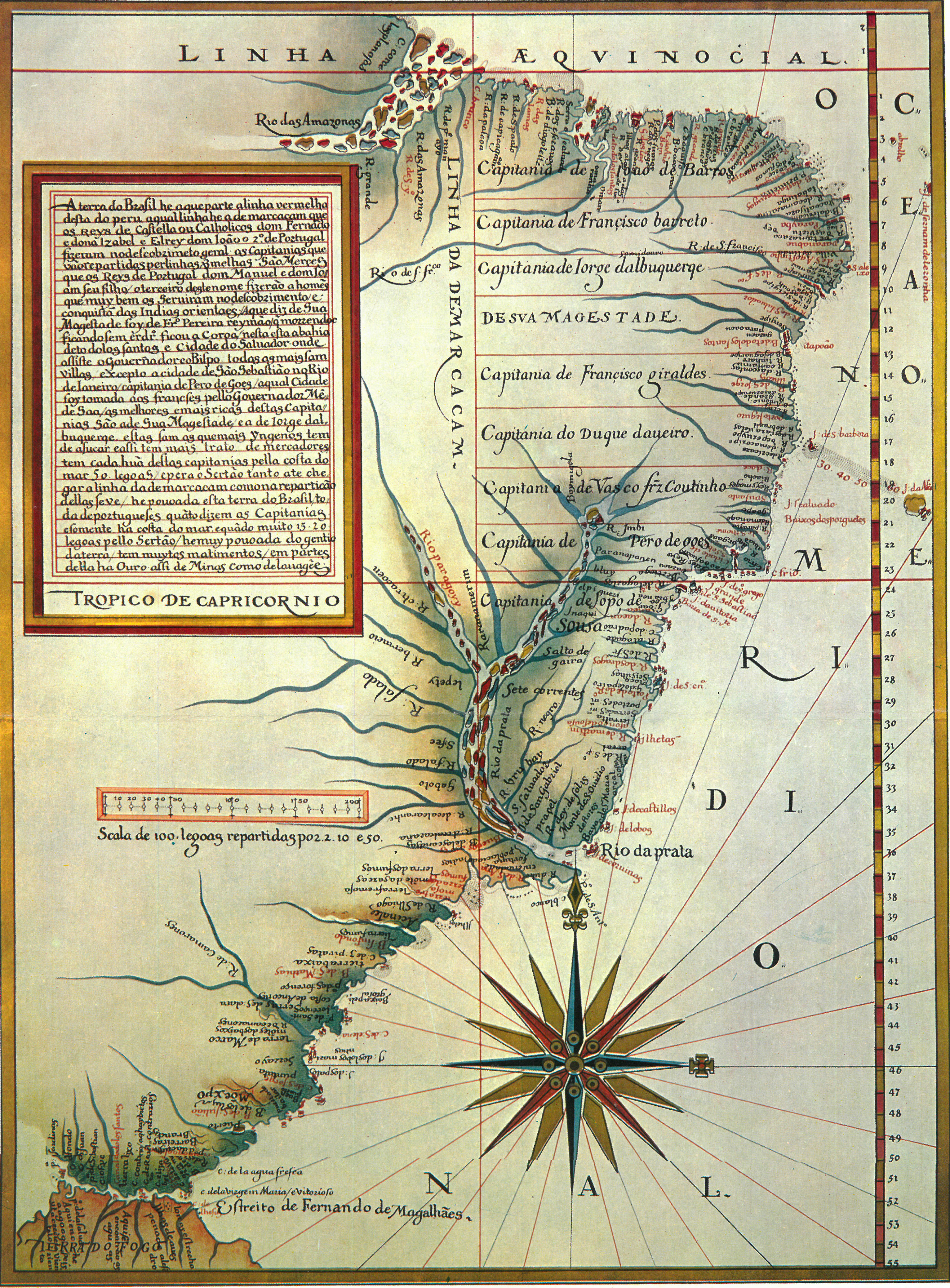
Mapa de Luís Teixeira (c. 1574) com a divisão do Brasil em 12 capitanias e a linha de Tratado de Tordesilhas deslocada dez graus para oeste

Desde as expedições de Gonçalo Coelho que se assinalavam incursões de franceses no litoral brasileiro. A partir de 1520, os portugueses apercebem-se que a região corria o risco ser disputada, dada a contestação do Tratado de Tordesilhas por Francisco I de França, que incentivava a prática do corso. O aumento do contrabando de pau-brasil e outros géneros por corsários, desencadearam um esforço de colonização efetiva do território.
Entre 1534–36, João III instituiu o regime de capitanias hereditárias, promovendo o povoamento através das sesmarias, como se fizera com sucesso nas ilhas da Madeira e de Cabo Verde. Foram criadas quinze faixas longitudinais que iam do litoral até o Meridiano das Tordesilhas. Este sistema envolvia terras vastíssimas, doadas a capitães-donatários que possuíssem condições financeiras para custear a colonização. Cada capitão-donatário e governador deveria fundar povoamentos, conceder sesmarias e administrar a justiça, ficando responsável pelo seu desenvolvimento e arcando com as despesas de colonização, embora não fosse proprietário: podia transmiti-la aos filhos, mas não vendê-la. Os doze beneficiários eram elementos da pequena nobreza de Portugal que haviam se destacado nas campanhas da África e na Índia, altos funcionários da corte, como João de Barros e Martim Afonso de Sousa. Das quinze capitanias originais (a dois meses de viagem de Portugal) apenas as capitanias de Pernambuco e de São Vicente prosperaram. Ambas se dedicaram à lavoura de cana-de-açúcar e, apesar dos problemas comuns às demais, os donatários Duarte Coelho e os representantes de Martim Afonso de Sousa, conseguiram manter os colonos e estabelecer alianças com os indígenas.
Percebendo o risco que corria o projeto de colonização, a Coroa decidiu centralizar a organização da Colónia. Com a finalidade de "dar favor e ajuda" aos donatários, o rei criou em 1548 o Governo Geral, enviando como primeiro governador-geral Tomé de Sousa. Resgatou dos herdeiros de Francisco Pereira Coutinho a Capitania da Baía de Todos os Santos, transformando-a na primeira capitania real, sede do Governo Geral. Esta medida não implicou a extinção das capitanias hereditárias.

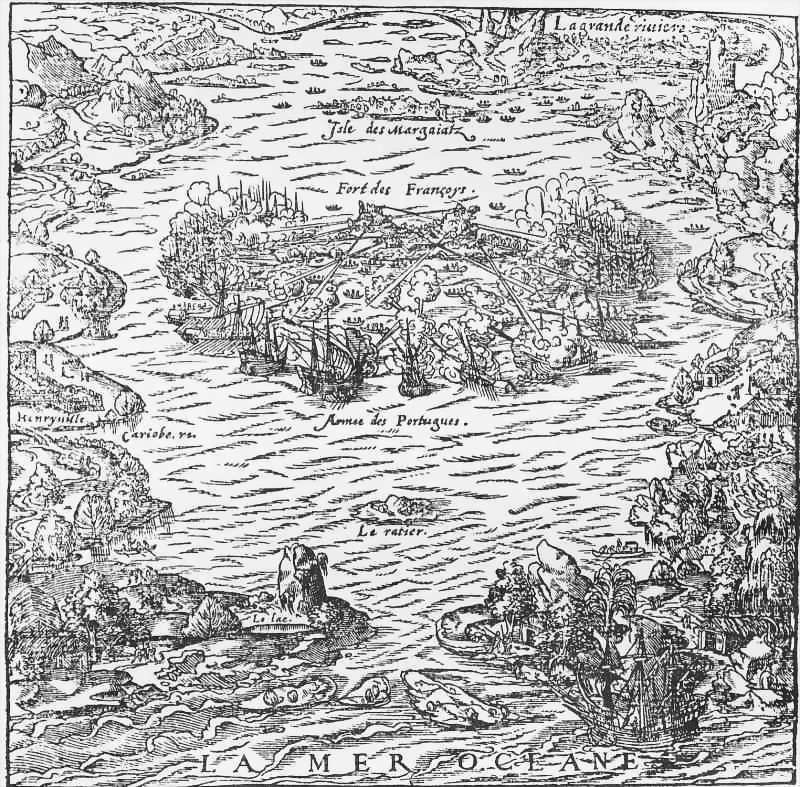
Esquema do ataque de Mem de Sá aos franceses na baía de Guanabara em 1560 (autoria desconhecida, 1567)

O governador-geral passou a assumir muitas funções antes desempenhadas pelos donatários. Tomé de Sousa fundou a primeira cidade, Salvador), capital do estado. Trouxe três ajudantes para ocupar os cargos das finanças, da justiça e da defesa do litoral. Vieram também padres jesuítas, para catequese dos indígenas. Em 1551, foi criado o 1º Bispado do Brasil. Foram também instaladas as Câmaras Municipais, compostas pelos "homens bons": donos de terras, membros das milícias e do clero. Sob o governo de Tomé de Sousa que chegou ao Brasil um considerável número de artesãos. De início trabalharam na construção da cidade de Salvador e, depois, na instalação de engenhos na região.
Os governadores seguintes, Duarte da Costa (1553–1557) e Mem de Sá (1557–1572), reforçaram a defesa das capitanias, fizeram explorações de reconhecimento e tomaram medidas no sentido de reafirmar a colonização, enfrentando choques com índios e com invasores, especialmente os franceses, que em 1555 trazidos por Nicolas Durand de Villegagnon ocuparam o território o Rio de Janeiro, onde tentaram estabelecer uma colónia, a França Antártica (ver: Invasões francesas no Brasil). A ocupação francesa perduraria até 1567, ano em que foram definitivamente derrotados, estabelecendo-se em definitivo a hegemonia portuguesa. Surgiram ainda conflitos com o bispo, e com os próprios jesuítas que se opunham à escravidão indígena, e entre antigos e novos colonos.
No início do século XVII, Pernambuco atingiu o posto de maior e mais rica área de produção de açúcar do mundo.

## Segundo Império (1580–1822)
No livro Diálogos das grandezas do Brasil, de 1610, o escritor Ambrósio Fernandes Brandão enaltece o espírito destemido e conquistador dos descobridores portugueses:[carece de fontes?]
| “ | (...) Vede também tantas ilhas, situadas no meio desse grande pego do oceano, as quais descobriram e povoaram, esses reinos de Angola e de Congo, ilhas do Cabo Verde e de S. Tomé, esta grande terra do Brasil; de modo que aos nossos portugueses se pode, com razão, atribuir (nas muitas conquistas que fizeram por mar e terra) o verdadeiro nome de Hércules e de Argonautas.[carece de fontes?] | ” |

Entre 1595 e 1663, foi travada a Guerra Luso-Holandesa com as Companhias Holandesas das Índias Orientais (VOC) e Ocidentais (WIC), que tentavam tomar as redes de comércio portuguesas de especiarias asiáticas, escravos da África ocidental e açúcar do Brasil. Após a perda de numerosos territórios,
Portugal restaurou sua independência em 1640. Em 1654, conseguiu recuperar o Brasil e Angola, embora tendo perdido para sempre a proeminência na Ásia. O Brasil ganhou, assim, importância no império, reforçada pela descoberta de grandes quantidades de ouro no fim do século XVII. Com a chegada da Corte portuguesa em 1808 protegendo-se dos exércitos de Napoleão I, passou a ser considerado um associado ao Reino, com a designação de Reino Unido de Portugal, Brasil e Algarves.

### África

#### Confrontos com os holandeses em África (1597–1663)

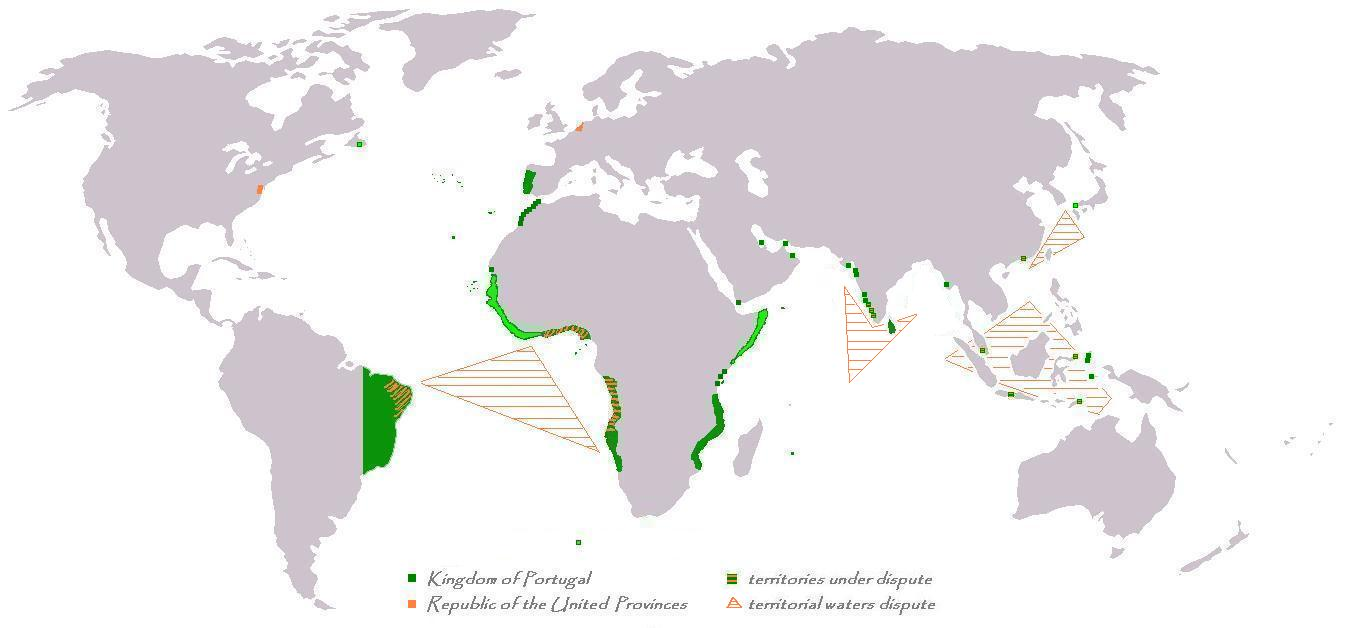
Zonas disputadas entre 1588–1654 (a tracejado) pelas companhias da República das Sete Províncias Unidas que originaram o Império Holandês (laranja)

Apesar dos formidáveis benefícios gerados pelo império colonial no Oriente, o interesse da coroa por Marrocos não enfraqueceu. O século XVI é uma sucessão de conquistas e de abandonos de fortalezas costeiras até que o rei Sebastião (1557  1578) investiu na conquista dos territórios interiores, o que resultou na derrota em Alcácer-Quibir em 1578 seguindo-se uma crise sucessória que acabou na união com a coroa espanhola em 1580.
No contexto da Dinastia Filipina, o império português sofreu grandes reveses ao ser envolvido nos conflitos que a Espanha travava com a Inglaterra, a França e a Holanda, que tentavam estabelecer os seus próprios impérios. Portugal seria arrastado, sem verbas e sem capacidade para enviar exércitos para as regiões atacadas por forças bem-preparadas. Os holandeses, envolvidos na Guerra dos Oitenta Anos com Espanha desde 1568, atacavam por mar colónias e navios. O império português, constituído sobretudo de assentamentos costeiros, vulneráveis a ser tomados um a um, tornou-se um alvo fácil.
A Guerra Luso-Holandesa começou com um ataque a São Tomé e Príncipe em 1597. Foi travada pelas Companhias Holandesas das Índias Orientais e Ocidentais, com o objetivo de tomar as redes de comércio portuguesas de especiarias asiáticas, escravos da África ocidental e açúcar do Brasil. Após vários confrontos no oriente e no Brasil, começaram os ataques nos postos comerciais da costa oeste africana, visando assegurar escravos para a produção de açúcar em territórios conquistados no Brasil. Em 1638 os holandeses tomaram o Forte de São Jorge da Mina, seguindo-se Luanda em 1641 e Axim, no golfo da Guiné em 1642.

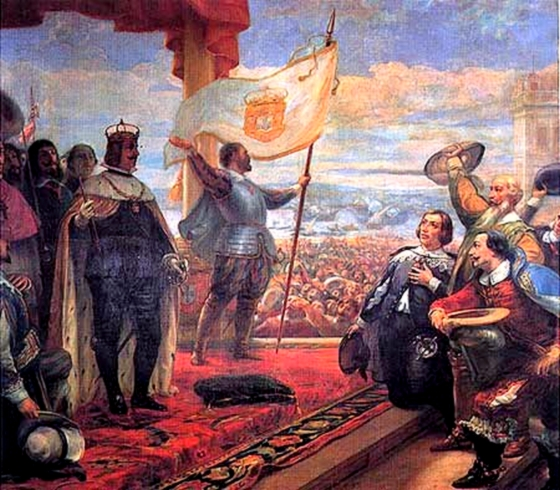
Aclamação de D.João IV como rei de Portugal, pintado por Veloso Salgado (Museu Militar de Lisboa)

Em 1640, Portugal restaurou a independência, restabelecendo a aliança com a Inglaterra que pouco depois viria a desafiar os Holandeses. Em 6 de Abril de 1652, o mercador da VOC Jan van Riebeeck estabelece perto do Cabo da Boa Esperança um posto de reabastecimento que se tornaria na Cidade do Cabo, permitindo aos holandeses dominar a rota do Cabo, de comércio para o oriente. Portugal perdeu para sempre a proeminência na Ásia, mas, em 1654, a frota de Salvador Correia de Sá e Benevides conseguiu recuperar o Brasil e Luanda. Os Holandeses, temendo perder os territórios já conquistados, acabariam por selar definitivamente a paz do Tratado de Haia em 1663.
Em 1622, uma força anglo-persa tomou o forte de Ormuz, cuja guarnição foi enviada para Mascate (Omã). Com a vitória omani sobre Mascate em 1650, prosseguiu o combate aos portugueses na costa oriental africana, vencendo-os em Zanzibar e Pemba até que, após um cerco de dois anos, é tomado o Forte Jesus de Mombaça em 1698 (Quénia), forçando a recuar para o sul até Moçambique.
Na tentativa de consolidar as posições na África Oriental, determinou-se que as terras pertenciam à coroa e eram arrendadas pelos chamados prazos, por 3 gerações transmitidos por via feminina. Contudo através de casamentos mistos estas propriedades tornaram-se verdadeiros “estados” afro-portugueses ou afro-indianos, defendidos por grandes exércitos de escravos conhecidos como “chicundas”. A escravidão era realizada entre chefes tribais, que invadiam tribos guerreiras e vendiam os prisioneiros aos prazeiros.

### Oriente

#### Dinastia Filipina e guerra luso-holandesa (1580–1663)

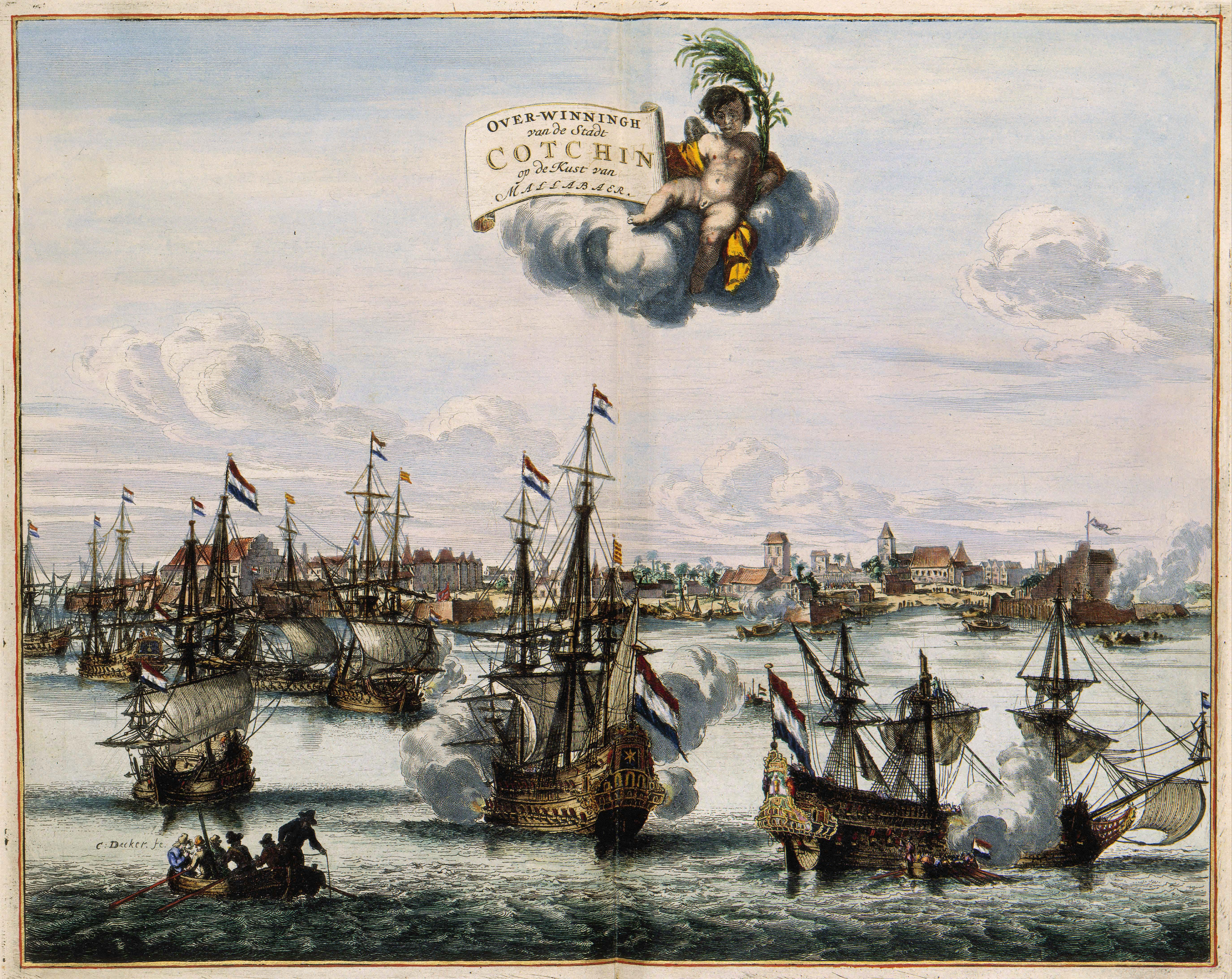
A captura de Cochim e vitória da V.O.C. holandesa sobre os portugueses em 1663. 1682, Atlas van der Hagen

A morte de Sebastião em Alcácer Quibir, sem descendência, fez passar a coroa em 1580 para os Habsburgos da Espanha. Durante este período, o império do Oriente viu-se envolvido nas guerras que a Espanha travava com os ingleses e os holandeses. Ao longo do século XVII, na guerra Luso-Holandesa os holandeses tomaram sistematicamente possessões portuguesas, aliando-se por sua vez com os dirigentes locais, e desmantelando o monopólio comercial português na Ásia.
Em 1592, considerando suspenso a aliança Luso-Britânica de 1373 e em plena guerra com Espanha, uma frota inglesa intercetou ao largo dos Açores uma frota vinda da Índia, capturando a Nau portuguesa Madre de Deus de grande tonelagem. Com 1600 toneladas (das quais 900 de mercadorias) tinha 3 vezes o tamanho do maior navio inglês e uma tripulação de 600 a 700 homens. Entre as riquezas estavam joias, ouro e prata, âmbar, rolos de tecido e tapeçaria, 425 toneladas de pimenta, cravo da Índia, canela, cochonilha, ébano, noz-moscada, benjamim. Havia ainda incenso, sedas, damasco, tecido de ouro, porcelana chinesa e presas de elefante entre outros. E o maior tesouro: um documento impresso em Macau em 1590, contendo informação sobre o comércio português na China e no Japão. Richard Hakluyt relatou-o tratado como a mais preciosa das joias. Quando Isabel I de Inglaterra foi informada do sucedido enviou Sir Walter Raleigh para reclamar o seu quinhão. O valor estimado da carga equivalia a metade do tesouro inglês na altura. Quando Raleigh restaurou a ordem já só sobrava cerca de um quarto. A Madre de Deus seria um dos maiores saques da História, galvanizando o interesse inglês na região. Nesse mesmo ano, Cornelis de Houtman fora enviado por mercadores de Amesterdão para Lisboa, com a missão de recolher tanta informação sobre as Ilhas das Especiarias, quanto pudesse.

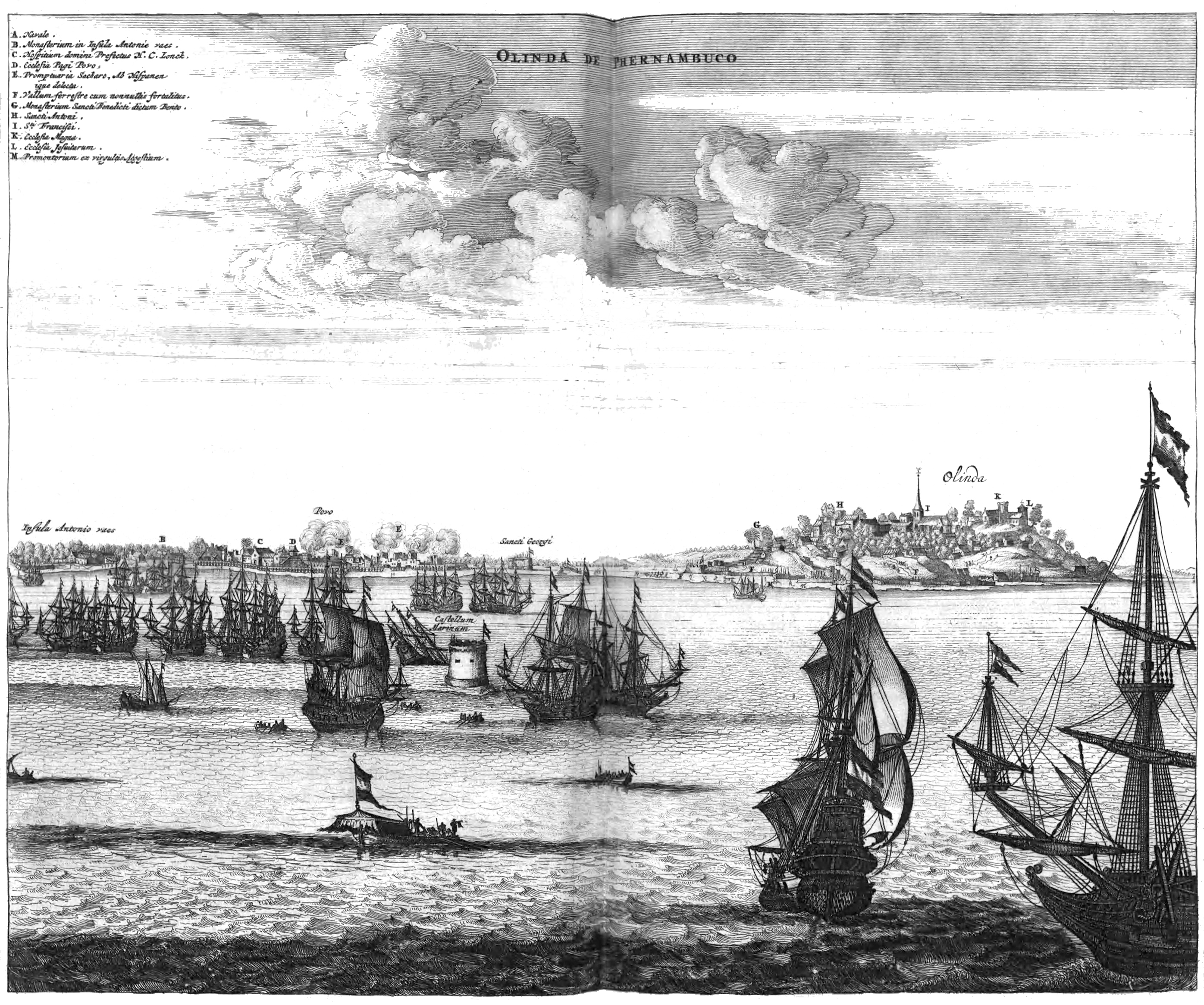
Olinda, então a urbe mais rica do Brasil, foi saqueada e incendiada pelos holandeses, que escolheram o Recife como a capital da Nova Holanda. A gravura neerlandesa mostra o cerco a Olinda em 1630

Em 1595, holandeses auxiliaram os ingleses no Saque do Recife, que representou o mais rico butim da história da navegação de corso da Inglaterra elisabetana. Também naquele ano o mercador e explorador holandês Linschoten, após ter viajado extensamente na Ásia ao serviço dos portugueses, publicou em Amesterdão o relato "Reys-gheschrift vande navigatien der Portugaloysers in Orienten" ("Relato de uma viagem pelas navegações dos portugueses no Oriente"). A obra continha cartas e indicações sobre como navegar entre Portugal e as Índias Orientais até ao Japão. O interesse despertado nos Países Baixos e na Inglaterra por estas informações esteve na origem do movimento de expansão comercial que levou à fundação da Companhia Neerlandesa das Índias Orientais em 1602 da Companhia Britânica das Índias Orientais em 1600, permitindo a entrada dos seus compatriotas nas então denominadas Índias Orientais.
Os confrontos com os Holandeses no oriente iniciaram-se em 1603, quando a carraca portuguesa "Santa Catarina", carregada de valiosas mercadorias, foi capturada ao largo de Singapura pela recém-criada Companhia Holandesa das Índias Orientais, ou VOC. O feito, um saque que duplicava o capital inicial da VOC, gerou protestos internacionais mas serviu de pretexto para contestar a política ibérica de Mare Clausum, advogando o "Mare Liberum", uma sustentação ideológica para que os holandeses quebrassem os monopólios comerciais, utilizando a sua potência naval para estabelecer o seu próprio monopólio.
Em 1605, mercadores da VOC capturaram o forte português de Amboina, seguindo-se Ternate, nas ilhas Molucas. Em 1619, fundaram Batávia (atual Jacarta) na Indonésia, tornando-a capital do seu império no Oriente. Nos vinte anos seguintes Goa, sob cercos desde 1603, e Batávia batalharam incessantemente entre si, como capitais rivais dos Estado Português da Índia e da VOC. No médio oriente os Persas, com a ajuda dos ingleses, expulsaram os portugueses do Barém em 1602 e de Ormuz em 1622.

#### Apogeu e queda do comércio Macau-China-Japão

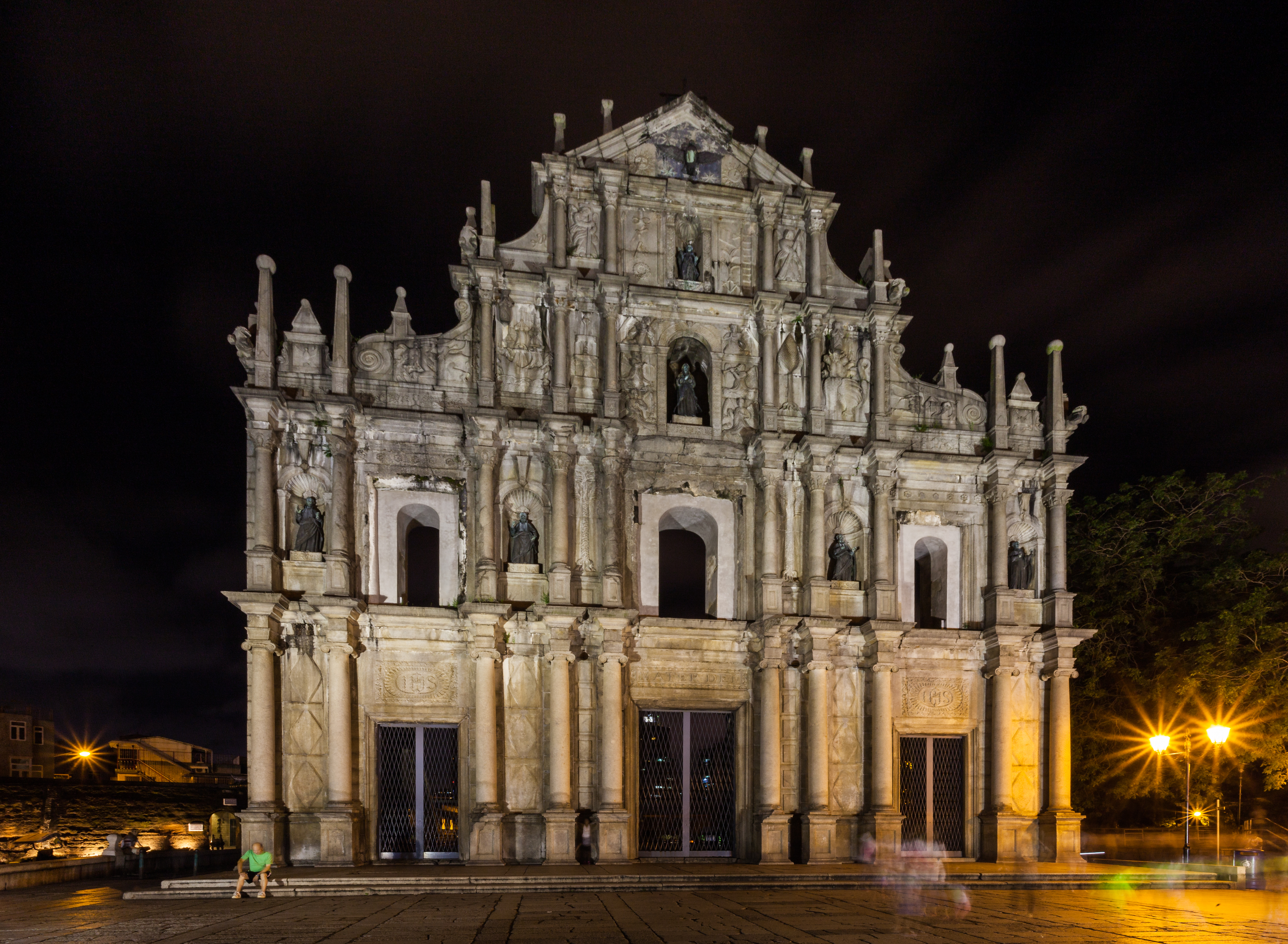
Ruínas de São Paulo, igreja construída em 1565 em Macau

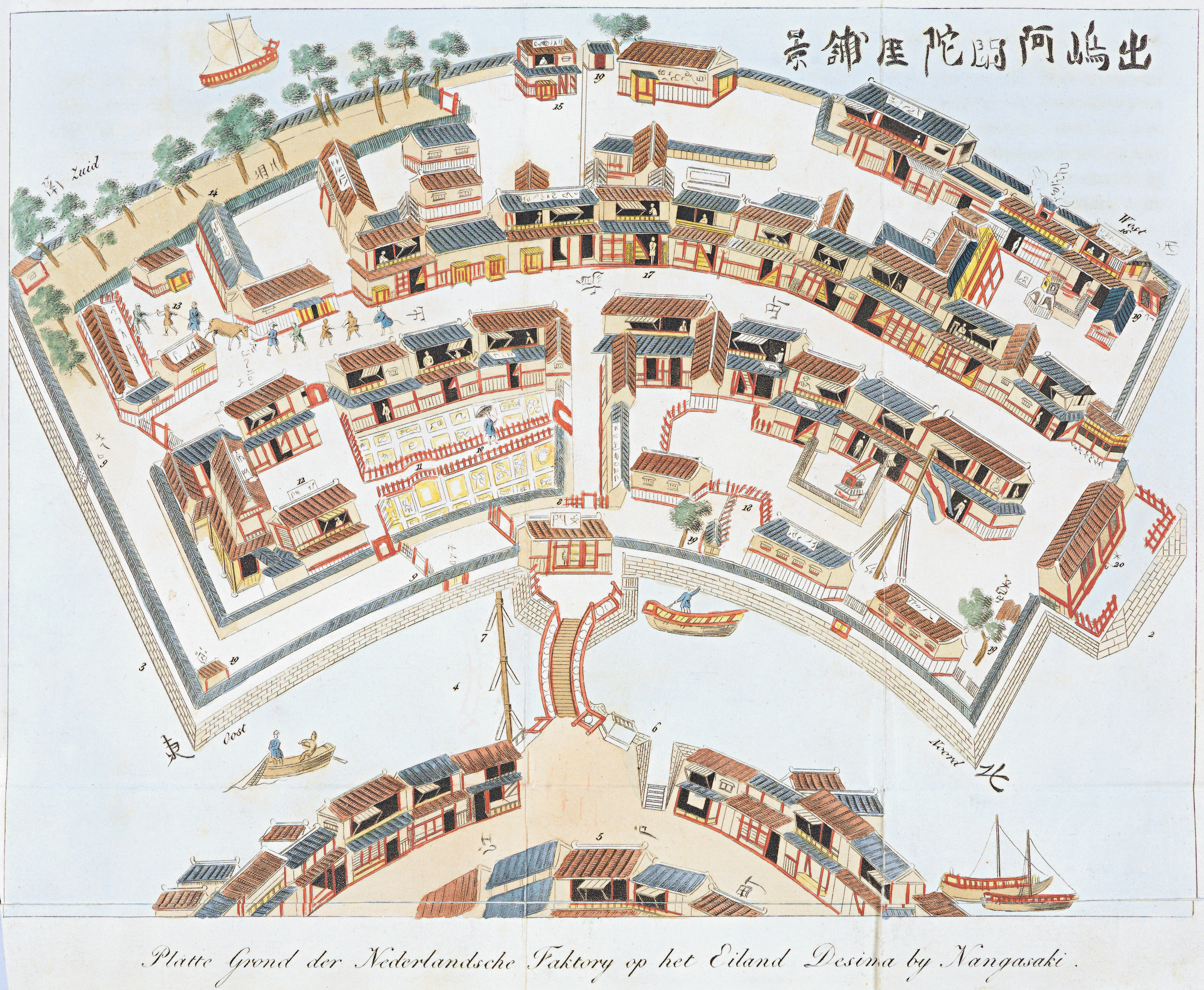
A ilha de Dejima na baía de Nagasáqui, construída em 1634 para confinar os portugueses e sede Holandesa desde 1641, único ponto de comércio externo do Japão após decretado o sakoku

Os portugueses de Macau viram com preocupação a subida de Filipe II ao trono, temendo perder o monopólio no comércio ou a expulsão do território pelos chineses. Em 1583 criaram o Senado para garantir a autonomia e mantiveram a bandeira portuguesa. Fulcral no comércio entre a China, a Europa e o Japão, Macau atingiu a sua "idade de ouro" durante a união espanhola, de 1595 a 1602. Devido à crescente prosperidade foi elevada a cidade em 1586 por Filipe II.
Além da exclusividade portuguesa do comércio com o Japão, a sua posição estratégica permitia beneficiar das rotas comerciais portuguesas e espanholas, como o Galeão de Manila, a rota alternativa que ligara Manila a Acapulco e a Espanha desde 1565, e tornara-se fulcral quando os Holandeses começaram a perturbar as rotas de Goa e Malaca.
Os espanhóis sedeados em Manila tentaram sem sucesso acabar com a posição privilegiada portuguesa: em 1589, com a criação de uma rota comercial Macau-Acapulco, chegaram a pedir a destruição de Macau e transferência do comércio de prata e de seda entre o Japão e a China para Manila. (Mais tarde, João IV recompensaria a lealdade de Macau com o título Não Há Outra Mais Leal, passando esta cidade a ser designada por Cidade do Santo Nome de Deus de Macau, Não Há Outra Mais Leal).
Macau sofreu ataques holandeses desde 1603 a 1622, ano em que resistiu a uma tentativa de conquista após dois dias de combate. O comércio com o Japão terminaria abruptamente: confinados à ilha de Dejima no porto de Nagasáqui desde 1636, os portugueses e o catolicismo foram vistos como uma das causas da rebelião de Ximabara de 1638, sendo expulsos do Japão em 1639, ao mesmo tempo que o cristianismo no Japão passou à clandestinidade (os Kakure Kirishitan).
Reprimida com o auxílio dos holandeses, que se haviam estabelecido em Hirado- a rebelião reforçou as políticas de isolamento Sakoku do xogum Tocugaua Iemitsu, afetando seriamente a economia de Macau, que entrou rapidamente em declínio. Dejima passou para os holandeses da VOC, que ganharam o exclusivo do comércio, prejudicando seriamente a economia de Macau.

#### Restauração e declínio do Estado Português da Índia
Em 1640, começou a Guerra da Restauração em Portugal. Com o fim do domínio Habsburgo João IV de Portugal ascendeu ao trono. O rei enviou embaixadores a França, Inglaterra e à Holanda, visando formar parcerias na luta contra a Espanha. Foi firmado o Tratado de Haia (1641), estabelecendo uma trégua de dez anos entre o Reino de Portugal e a Holanda. Foi um Tratado de Aliança Defensiva e Ofensiva entre ambas as partes. Na prática, a trégua firmada para todos os territórios de ambos os impérios, limitou-se ao continente europeu, sendo ignorada por ambas as partes no resto do mundo:[carece de fontes?]
Malaca foi conquistada pelos holandeses da VOC em 1641, no culminar da guerra, constituindo o maior golpe, ao privar o império português do controlo do estreito.[carece de fontes?]
Em 6 de Abril de 1652, o mercador da VOC Jan van Riebeeck estabeleceu um posto de reabastecimento próximo do Cabo da Boa Esperança que evoluiu para se tornar na Cidade do Cabo, permitindo aos holandeses dominar a rota do Cabo, fazendo a navegação direta desde o Cabo da Boa Esperança até ao estreito de Sunda, na Indonésia.
Ceilão foi perdida em 1658, Cochim em 1662 e a costa de Malabar em 1663, quebrando um segundo acordo de paz, o Tratado de Haia de 1661, o ano em que Bombaim e Tânger foram cedidas à Inglaterra como dote do casamento entre a princesa Catarina de Bragança e Carlos II.
A desatualizada administração do império, a falta de recursos humanos, económicos e militares para uma efetiva ocupação, a reorganização do comércio por parte dos Turcos e dos Árabes, com novas rotas de transporte dos produtos orientais (as "Rotas do Levante"), a pirataria e o corso, e, sobretudo o aumento da capacidade económica, militar e naval de potências europeias como a Inglaterra e a Holanda, que estabelecera o seu império sobre os territórios conquistados aos portugueses com vastas rotas comerciais, ditaram do monopólio Português no Oriente.

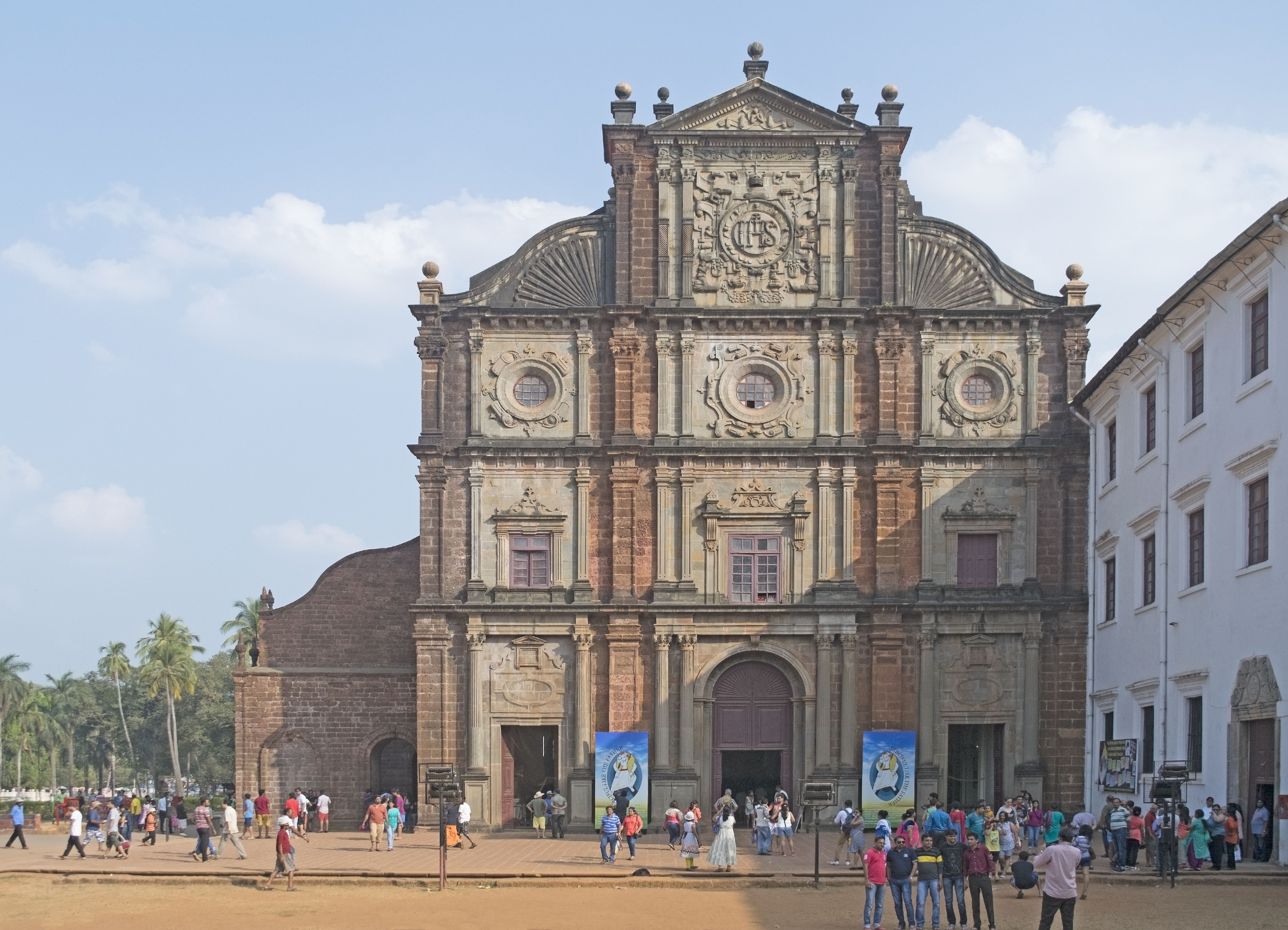
Basílica do Bom Jesus, Goa Velha, Índia, construída entre 1594–1605 onde se encontra o túmulo de S. Francisco Xavier, Património Mundial da UNESCO

Do seu império fragmentado, Portugal só conseguiu conservar não muito mais do que Goa, Damão, Diu, Macau e Timor Português. Na Índia, vários territórios foram, entretanto, perdidos para os maratas até 1739, mantendo-se as designadas "Velhas Conquistas", quatro concelhos de Goa incorporados no Estado Português da Índia desde o início do domínio português. Entre 1713 e 1788, a superfície de Goa triplica com a incorporação das Novas Conquistas: Portugal apoderou-se de Dadrá e Nagar-Haveli, num grupo de sete concelhos, ao sul, ao norte e a leste, que foram acrescentados ao Estado Português da Índia.
Em 1787 dá-se a chamada "Conjuração dos Pintos", uma tentativa de derrubar o regime português em Goa, com vários clérigos e militares, naturais da região, sentiam-se discriminados nas promoções de suas carreiras, por motivos raciais. O grupo dos conspiradores era liderado pelo padre José António Gonçalves de Divar, e incluía o nome de José Custódio Faria, conhecido como "Abade Faria". Denunciada, a conspiração foi reprimida pelas autoridades portuguesas. O padre Divar conseguiu escapar e viria a morrer em Bengala. O Abade Faria escapou para a França, onde alcançaria a fama.

### Américas

#### Domínio Habsburgo, divisão e invasões holandesas (1580–1663)

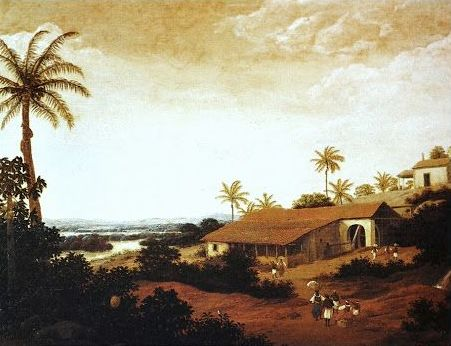
Um engenho de cana-de-açúcar em Pernambuco, principal produtor de açúcar do Brasil colonial

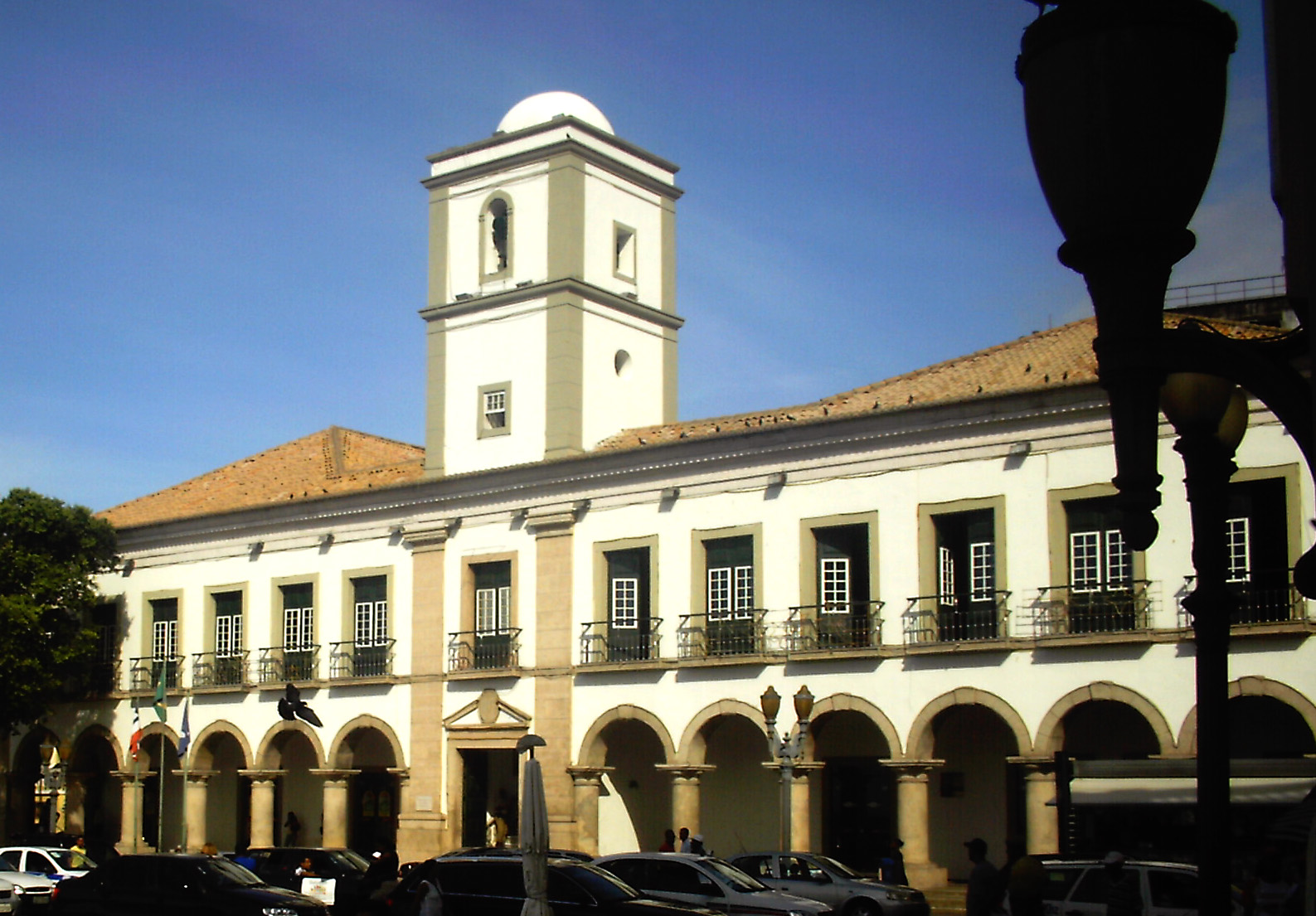
Antiga "Casa de Câmara e Cadeia" da Cidade do Salvador, primeira capital do Brasil colonial

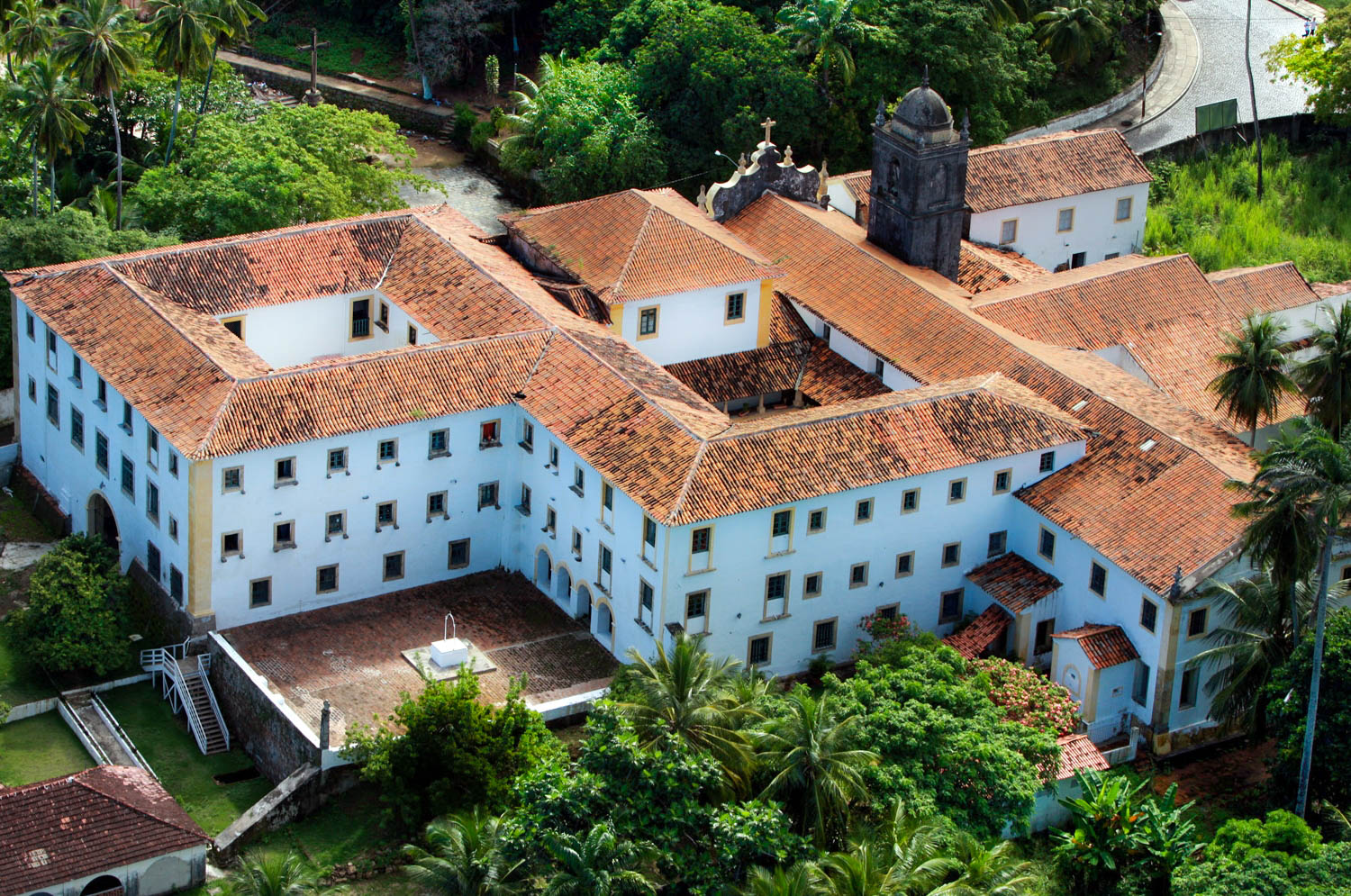
Convento de São Francisco, convento franciscano mais antigo do Brasil, localizado em Olinda, Pernambuco

Com a União Ibérica sob o domínio Habsburgo, resultante da crise de sucessão de 1580 em Portugal, terminaram os limites do meridiano de Tordesilhas, permitindo expandir o território do Brasil para oeste. Foram então realizadas expedições ao interior tanto por ordem da Coroa, as "entradas", como por particulares, os "bandeirantes". Estas expedições exploratórias duravam anos, em busca de riquezas minerais, sobretudo a prata abundante na América espanhola e indígenas para escravização. Esta união colocou contudo o império português em conflito com potências europeias rivais de Espanha, como a Holanda. Em 1595, iniciou-se a guerra Guerra Luso-Holandesa.
Inicia-se, então, um grande desenvolvimento da agricultura. A economia da colónia gradualmente passara à produção da cana-de-açúcar em grandes propriedades, com o engenho de açúcar como peça principal, especialmente em Pernambuco, na Baía, em São Vicente (atual São Paulo) e mais tarde no Rio de Janeiro. Com uma produção muito superior à das ilhas Atlânticas, o açúcar brasileiro supria quase toda a Europa e, no início do século XVII, era exportado para Lisboa, Antuérpia, Amesterdão, Roterdão, Hamburgo. Gabriel Soares de Sousa comentava o luxo reinante na Baía, com capelas magníficas e refeições em louça da Índia, que servia de lastro nos navios. Para sustentar a produção a partir de meados do século XVI, começaram a importar-se africanos como escravos. Até então os portugueses possuíram o monopólio do tráfico de escravos, mas com o crescimento das suas colónias franceses, holandeses e ingleses entraram no negócio, enfraquecendo a participação portuguesa. Capturados entre tribos em África, por vezes com a conivência de chefes rivais, atravessavam o Atlântico em navios negreiros, em péssimas condições. Nas senzalas os seus filhos também eram escravizados, perpetuando a situação.
Em 1621, o Brasil é dividido em dois estados independentes: o Estado do Brasil, de Pernambuco à Santa Catarina, e o Estado do Maranhão, do Ceará à Amazónia, resultado do destacado papel como ponto de apoio para a colonização do norte e nordeste. Em ambos os estados, os chamados de "portugueses do Brasil" estavam sujeitos às mesmas leis que regiam os residentes em Portugal: as Ordenações manuelinas e as Ordenações Filipinas.
Em 1624, a recentemente criada Companhia Holandesa das Índias Ocidentais, ou WIC, conquista a cidade de Salvador, capital do Brasil. O Governador é capturado e o governo passa para as mãos de Johan van Dorth. A resistência portuguesa reorganiza-se a partir do Arraial do rio Vermelho. Em 1625 a Coroa espanhola envia uma poderosa armada luso-espanhola, conhecida como Jornada dos Vassalos. Esta bloqueia o porto de Salvador, consegue a rendição holandesa e a recuperação da Baía.
Em 1630, a Capitania de Pernambuco é conquistada pela WIC. O território ocupado é renomeado Nova Holanda, abrangendo sete das dezanove capitanias do Brasil à época. Maurício de Nassau foi nomeado Governador da colónia. O avanço holandês nas duas costas do Atlântico Sul a partir do fim do século XVI ameaçou fortemente as possessões portuguesas. Os holandeses apoderaram-se sucessivamente do Recife, capital de Nova Holanda, em 1630, de São Jorge da Mina (1637), de Arguim (1638), de São Tomé (1641) e São Luís (1641), capital do Estado do Maranhão. No entanto, a maior parte do Brasil permaneceu em mãos portuguesas, que foram uma constante ameaça ao domínio holandês.
Nessa época, foram fundados os quilombos, como o Quilombo dos Palmares, liderado por Zumbi, que congregava milhares de negros fugidos dos engenhos de cana do Nordeste brasileiro e alguns índios e brancos pobres ou indesejáveis. Este "submundo" foi destruído por bandeirantes portugueses comandados por Domingos Jorge Velho.

#### Restauração e capitulação holandesa (1640–1663)

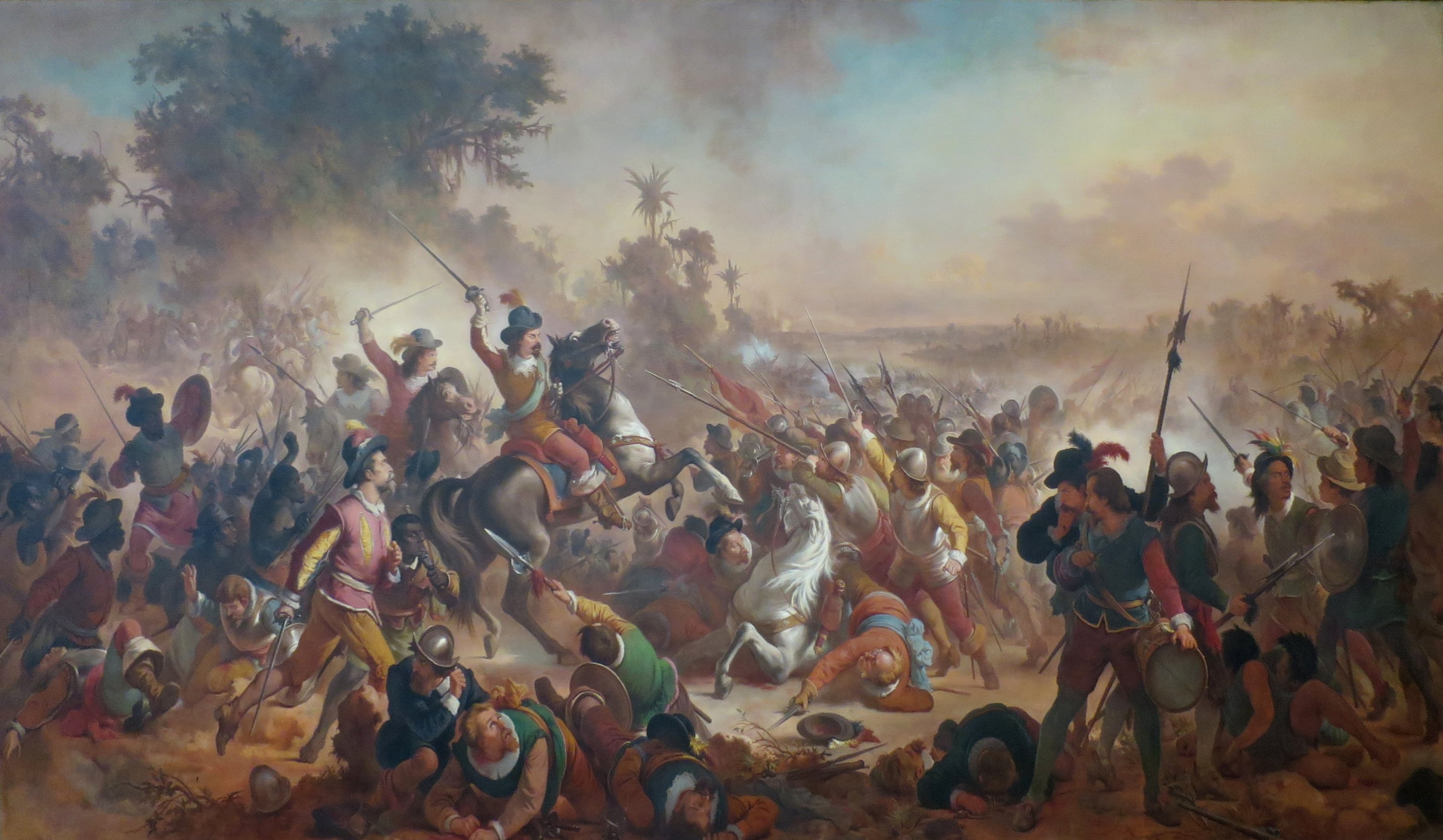
As Batalhas dos Guararapes, episódios decisivos na Insurreição Pernambucana e considerados a origem do Exército Brasileiro, marcam a retomada da Capitania de Pernambuco, principal centro produtivo da América portuguesa, pelo Império Português

Em 1640, uma armada luso-espanhola falhou o desembarque em Pernambuco, sendo destruída perto de Itamaracá. A guerra recomeçou. No mesmo ano começou a Guerra da Restauração, terminando assim o período do domínio Habsburgo e João IV ascende ao trono. Em 1642, Portugal concedeu à Inglaterra a posição de "nação mais favorecida" no comércio colonial.
Em 1645, eclode a Insurreição Pernambucana de luso-brasileiros descontentes com a administração da WIC. Nesse ano, foi criado o título de Príncipe do Brasil, título nobiliárquico do herdeiro presuntivo do trono de Portugal entre 1645 e 1817. Entre 1648–1649 são travadas as Batalhas dos Guararapes, vencidas pelos luso-brasileiros no Estado de Pernambuco. A primeira batalha ocorreu em 19 de Abril de 1648, e a segunda em 19 de fevereiro de 1649. As forças lideradas pelos senhores de engenho André Vidal de Negreiros e João Fernandes Vieira, pelo africano Henrique Dias e pelo indígena Filipe Camarão, terminam as invasões holandesas do Brasil, embora a guerra continuasse noutras partes do império. Entre 1645 e 1654, os colonos luso-brasileiros da Capitania de Pernambuco expulsaram-nos do Brasil e recuperaram Recife.
Em 1648, no Rio de Janeiro, Salvador Correia de Sá e Benevides preparou uma frota de 15 navios sob o pretexto de levar ajuda aos portugueses sitiados pelos guerreiros da rainha Nzinga em Angola. Partiu do Rio de Janeiro a 12 de Maio e, através de contactos com Jesuítas, conseguiram reconquistar Luanda em 15 de Agosto. A campanha prolongou-se de 1648 a 1652, recuperando Angola e a ilha de São Tomé para os portugueses.

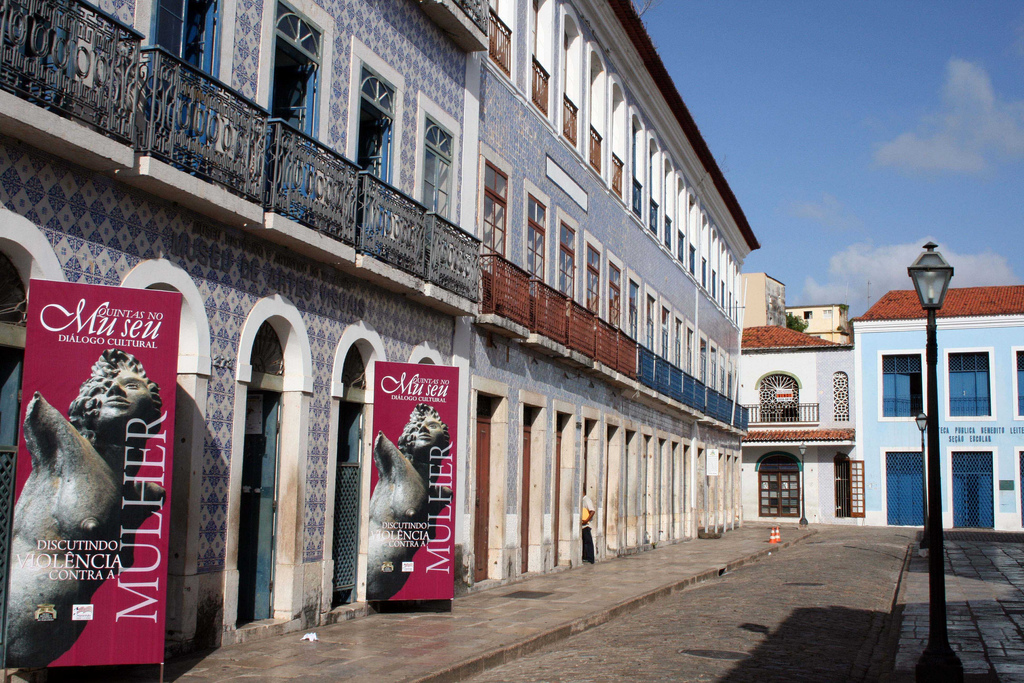
Sobrados da época colonial revestidos com azulejos portugueses, em São Luís do Maranhão, Brasil

Em meados do século, o açúcar produzido nas Antilhas Holandesas começou a concorrer fortemente com o açúcar do Brasil. Os holandeses tinham aperfeiçoado a técnica no Brasil, e dominavam o transporte e distribuição em toda a Europa. Em 1649, dando seguimento a uma ideia já avançada por padre António Vieira, João IV autoriza a criação da Companhia Geral do Comércio do Brasil para fomentar a recuperação da agromanufatura açucareira. A sua principal função era a de fornecer, em carácter de exclusivo, escravos africanos para a região nordeste do Brasil e garantir o transporte do açúcar em segurança para a Europa, para coadjuvar a resistência ao invasor.
Em 26 de Janeiro de 1654 é assinada a capitulação holandesa no Brasil, a Capitulação do Campo do Taborda, no Recife, de onde partiram os últimos navios holandeses. Portugal foi obrigado a recorrer à Inglaterra e nesse ano aumentou os direitos ingleses, que poderiam negociar diretamente vários produtos do Brasil com Portugal e vice-versa.
Em 1661, a Inglaterra comprometeu-se a defender Portugal e colónias em troca de dois milhões de cruzados, obtendo ainda as possessões de Tânger e Bombaim, cedidas como dote do casamento entre a princesa Catarina de Bragança e Carlos II de Inglaterra. Nesse ano é assinado o segundo Tratado de paz de Haia com os holandeses: Portugal aceitou as perdas na Ásia, comprometendo-se a pagar oito milhões de Florins, equivalente a sessenta e três toneladas de ouro, como compensação pelo reconhecimento da soberania portuguesa sobre os territórios até então ocupados pela Nova Holanda. Este valor foi pago em prestações, ao longo de quarenta anos e sob a ameaça de invasão da Marinha de Guerra.

#### Ciclo do ouro (1693–1800)
No fim dos confrontos com os holandeses, embora conseguindo recuperar o Brasil e territórios em África, Portugal perdeu para sempre a proeminência no Oriente. Assim, ao longo do século XVII, o Brasil começou a ganhar uma importância crescente no império, para o qual exportava pau-brasil e açúcar.
A partir de 1693, as atenções centraram-se no interior do território americano, na região que onde se estabeleceria depois a Capitania de Minas Gerais, onde bandeirantes paulistas haviam descoberto ouro. As primeiras descobertas importantes na serra de Sabarabuçu e o início da exploração nas regiões auríferas provocaram uma verdadeira "corrida do ouro", com grande afluxo migratório para estas regiões. Em 1696 foi fundada a povoação tornou-se a primeira vila de Minas Gerais em 1711, novo centro económico da colónia, com rápido povoamento e alguns conflitos.
Este ciclo do ouro permitiu a criação de um mercado interno e atraiu uma grande quantidade de imigrantes. A população cresceu 750% entre 1650 a 1770. A população de Minas Gerais rapidamente se tornou a maior do Brasil, contribuindo para o povoamento do interior. 78% desta população era formada por negros e mestiços, destacando-se também os cristãos-novos vindos do norte de Portugal e das Ilhas dos Açores e Madeira, importantes no comércio colonial nos povoados em volta de Ouro Preto e Mariana.

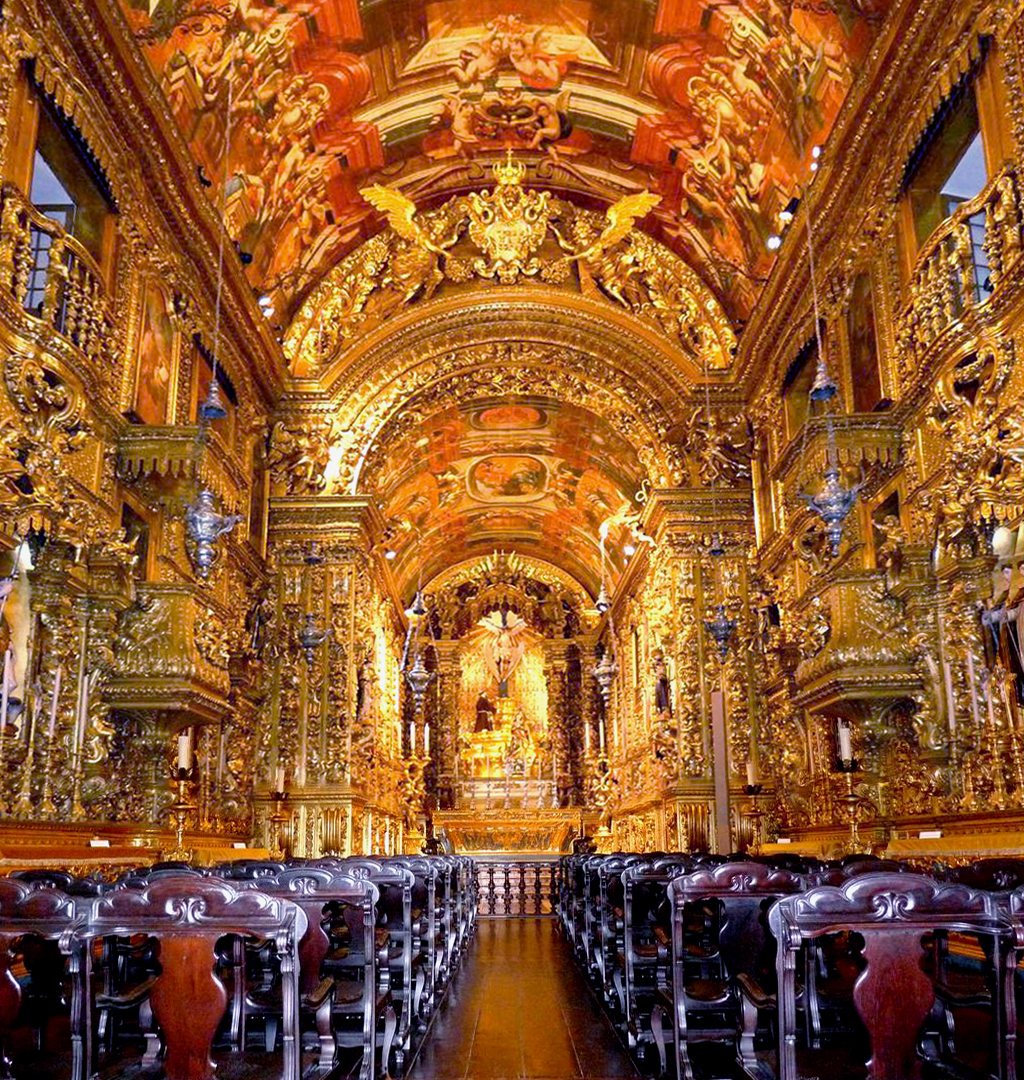
Talha joanina da Igreja da Ordem Terceira de São Francisco da Penitência, no Rio de Janeiro (1657–1733)

A corrida ao ouro aumentou consideravelmente as receitas da coroa, que cobrava um quinto de todo o minério extraído, o que passou a ser conhecido como "o quinto". Os desvios e o tráfico eram frequentes, pelo que instituiu toda uma burocracia de controlo.
Na correspondência do embaixador francês em Lisboa, Rouillé, há a primeira menção ao ouro chegado na frota em 1697 — 115,2 quilos. Faltam elementos para julgar o ouro entrado no Reino de 1698 a 1703, mas Godinho sem citar a fonte menciona, em 1699, 725 quilos e, em 1701, 1 785 quilos. A produção aurífera terá passado de 2 toneladas por ano em 1701 para 14 toneladas nos anos 1750, mas depois começou a declinar fortemente até se esgotar antes do fim do século. O ouro ultrapassou em lucro os outros produtos do comércio e permitiu a prosperidade do Rio de Janeiro. A importância económica do Brasil para Portugal, teria levado João IV a referir-se ao Brasil como a "vaca leiteira do Reino".
No final da década de 1720, descobriram-se também diamante e outras gemas preciosas. O ouro abundante nos ribeirões esgotou-se e passou a ser mais penosamente buscado em veios dentro da terra, com as condições de vida dos escravizados na região mineira particularmente difíceis. Apareceram metais preciosos nas regiões tornadas capitanias de Goiás e no Mato Grosso, no século XVIII.
O tratado de Madrid (1750) definiu as fronteiras entre o Brasil e o resto dos territórios espanhóis, mas os conflitos continuam frequentes ao respeito da colónia do Sacramento, até que Portugal a renunciou no Tratado de Santo Ildefonso (1777). O século XVIII foi marcado por uma maior centralização e aumento do poder real por todo o Império Português; o poder dos jesuítas, então protetores dos indígenas ante a escravidão, foi brutalmente suprimido por Marquês de Pombal com a dissolução desta ordem religiosa católica sob solo português em 1759.
Em 1761, Portugal foi pioneiro na abolição do tráfico de escravos na metrópole, declarando libertos e forros os escravos que entrassem em Portugal. Foi um primeiro passo para a abolição da escravatura. O Reino de Portugal, pela mão do Marquês de Pombal, primeiro-ministro do rei José I, aboliu a escravatura na Metrópole a 19 de setembro de 1761, mas não no resto do Império, onde a escravatura continuou a ser praticada e o transporte e venda de escravos continuou a ser feito.
Em 1774, os dois Estados do Brasil e do Grão-Pará e Maranhão fundiram-se numa só entidade administrativa. Os colonos começam a manifestar uma certa insatisfação face às autoridades de Lisboa.

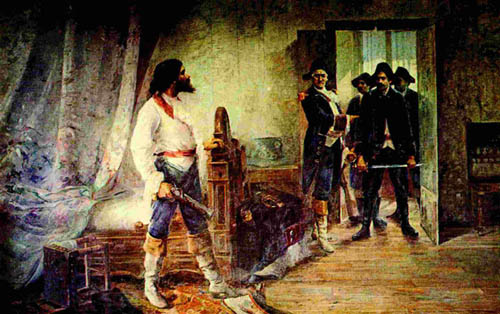
Prisão de Tiradentes, por António Diogo da Silva Parreiras

A decadência da mineração tornou difícil pagar os impostos exigidos pela Coroa. Em 1789, quando se anunciava a derrama, um imposto de 20% do valor do ouro retirado, eclodiu em Ouro Preto a Inconfidência Mineira. A revolta que partiu da elite de Minas Gerais fracassou e, em 1792, um dos seus líderes, Tiradentes, foi enforcado.
Dez anos mais tarde seguiu-se a Conjuração Baiana em Salvador, um movimento que partiu da camada humilde da sociedade da Baía, com grande participação de negros, mulatos e alfaiates, por isso também é conhecida como Revolta dos Alfaiates, que pregavam a libertação dos escravos, a instauração de um governo igualitário com a instalação de uma República na Baía, que seria detida em 12 de agosto de 1798. Estes dois movimentos manifestavam já a intenção de proclamar a independência, inspirados nos ideais iluministas da França e na recente independência norte-americana.

### Mudança da Corte e Independência do Reino do Brasil (1807–1822)

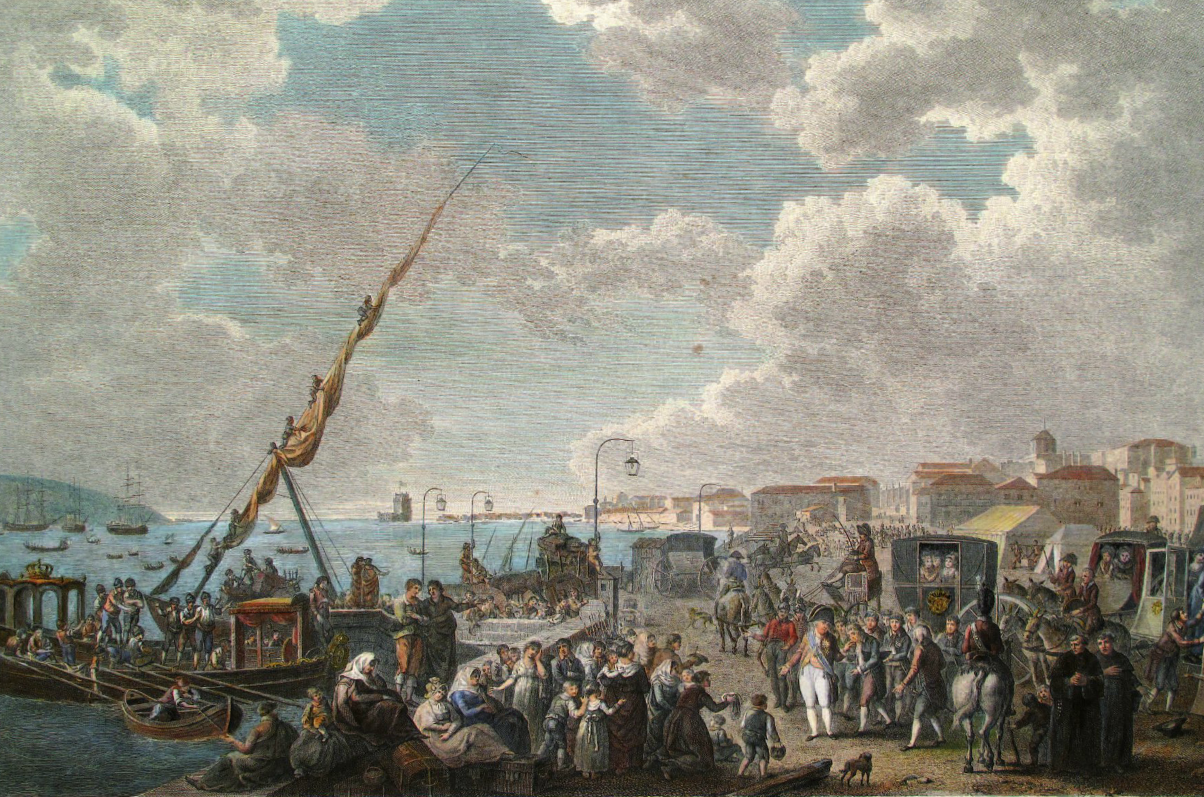
Embarque da família real portuguesa no cais de Belém, em 29 de novembro de 1807

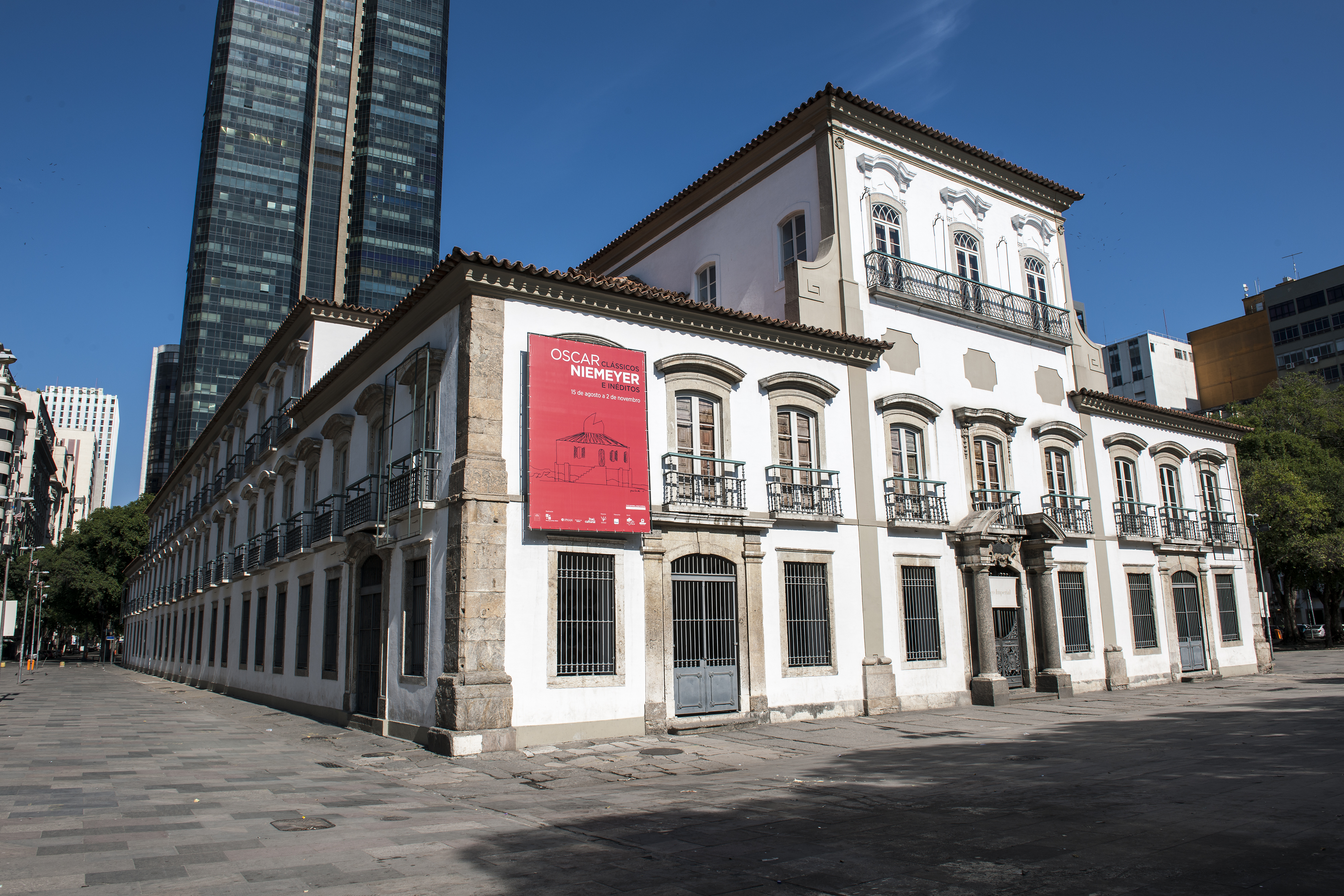
O Paço dos Vice-Reis foi construído no século XVIII para residência dos governadores da Capitania do Rio de Janeiro. Depois passou a ser a casa de despachos do Vice-Rei do Brasil, e posteriormente do rei João VI

Em Novembro de 1807, refugiando-se das tropas do imperador francês Napoleão Bonaparte, a coroa portuguesa mudou-se para o Brasil. João VI chegou à cidade do Rio de Janeiro em 1808 com uma comitiva de 15 mil pessoas, após uma aliança secreta com a Grã-Bretanha, que acordou pôr a salvo a família real e o governo português, escoltando os navios no caminho. Instalaram-se no Paço da Cidade, residência dos governadores desde 1743.
Quatro dias após a chegada, ainda em Salvador, Baía, o Príncipe assinou a primeira carta régia com o Decreto de Abertura dos Portos às Nações Amigas, acabando com o Pacto colonial, que estabelecia o monopólio de comércio do Brasil com Portugal. Os portos brasileiros foram então abertos às nações amigas — como a Grã-Bretanha). Foi permitida a importação "de todos e quaisquer géneros, fazendas e mercadorias transportadas em navios estrangeiros das potências que se conservavam em paz e harmonia com a Real Coroa" ou em navios portugueses, numa tentativa de diminuir, abrindo os portos, a total dependência de Portugal da Grã-Bretanha. Esta abertura foi acompanhada por uma série de melhoramentos, decretados por carta régia: depois do comércio, chegou "a liberdade para a indústria", a criação da Imprensa Nacional e de uma Fábrica de Pólvora, que desde 1540 era fabricada na Fábrica da Pólvora de Barcarena. Em 12 de outubro foi fundado o Banco do Brasil para financiar as novas iniciativas e empreitadas.
Como represália à França, João ordenou a invasão e anexação da Guiana Francesa, no extremo norte, e da banda oriental do rio Uruguai, no extremo sul. O primeiro território seria devolvido à soberania francesa em 1817, mas o Uruguai foi mantido sob o nome de Província Cisplatina.
Em 16 de dezembro de 1815, no contexto das negociações do Congresso de Viena, o Brasil foi elevado à condição de Reino dentro do Estado português, com a designação "Reino Unido de Portugal, Brasil e Algarves". O Rio de Janeiro tornou-se Corte e capital imperial. Nesse ano morreu a rainha Maria I e João VI foi coroado rei.
Em janeiro de 1821, após a (revolução liberal portuguesa de 1820), foram instauradas em Portugal as "Cortes Gerais, Extraordinárias e Constituintes da Nação Portuguesa" encarregadas de elaborar uma constituição. Em fevereiro, João VI ordenou que deputados do Brasil, bem como dos Açores, Madeira e Cabo Verde participassem na assembleia. No Rio de Janeiro, um decreto comunicou o retorno do rei a Portugal e ordenou que, «sem perda de tempo», fossem realizadas eleições dos deputados para representarem o Brasil nas "Cortes Gerais" convocadas em Lisboa.[carece de fontes?]

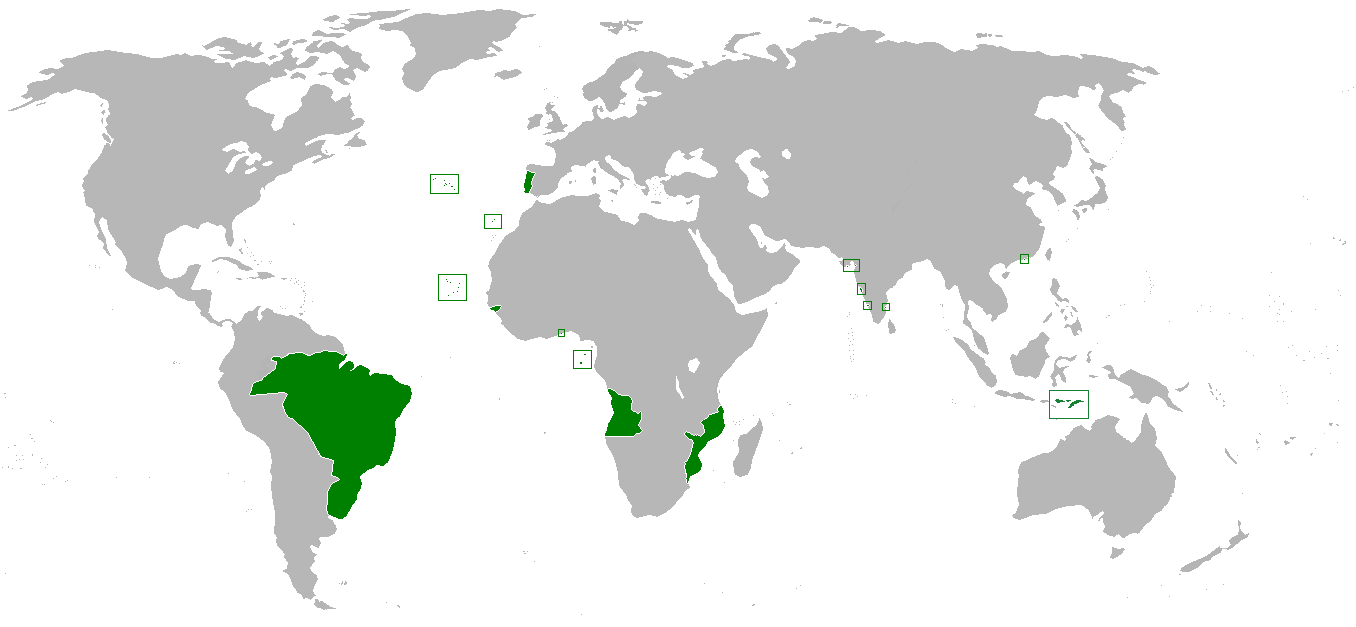
Império Português em 1822

Independência ou Morte, do pintor paraibano Pedro Américo (óleo sobre tela, 1888)

O Brasil, com as capitanias convertidas em províncias, elegeu 81 representantes para as Cortes Constituintes em Lisboa. Em abril chegaram a Lisboa Filipe Alberto Patroni e Francisco Moniz Tavares, deputados do Pará e de Pernambuco, os primeiros brasileiros a discursar oficialmente na Assembleia, em vivo debate, com os deputados portugueses Borges Carneiro e Ferreira Borges e Moura, contra a remessa de mais tropas para Pernambuco e a incómoda presença da numerosa guarnição militar portuguesa na província.
Em janeiro de 1822, a secessão do Brasil seria impulsionada e anunciada informalmente pelo príncipe herdeiro Pedro, com a declaração de que iria permanecer no Brasil, no "Dia do Fico", com as seguintes palavras: Como é para o bem de todos e felicidade geral da nação, estou pronto: diga ao povo que fico. Agora só tenho a recomendar-vos união e tranquilidade. Esta seria declarada no dia 7 de setembro a data do romantizado "grito do Ipiranga".[carece de fontes?]
Em 7 de setembro de 1822, Pedro proclamou a independência e reinou até 1831, como Pedro I.

## Terceiro Império (1822–1999)
Com o reconhecimento da declaração de independência do Brasil em 1825, Portugal acentuou a expansão territorial no interior da África, e a partir de 1870 teria que enfrentar as potências europeias para conservar o resto do seu fragmentado Império. Durante o Estado Novo, em que esteve em vigor o Acto Colonial (1930–1951), o Ultramar Português teve a designação oficial de "Império Colonial Português", sendo então composto pelas colónias africanas de São Tomé e Príncipe, Cabo Verde, Guiné Portuguesa, Angola, Cabinda, Moçambique e São João Baptista de Ajudá, pelas colónias asiáticas de Macau, do Estado Português da Índia e de Timor Português. Em 1951, a designação "Império Colonial Português" foi abolida, como política para evitar ser considerado uma potência colonial nos fóruns internacionais. Na esperança de preservar um Portugal intercontinental, o Estado Novo passou a designar as colónias por províncias ultramarinas, considerando que esses territórios não eram colónias, mas sim parte integrante e inseparável de Portugal, como uma "Nação Multirracial e Pluricontinental".[carece de fontes?]
A resistência à dominação portuguesa manifestou-se no contexto da descolonização europeia. Em 1954, a União Indiana anexou os territórios de Dadrá e Nagar Haveli, e em 1961 iniciam-se confrontos generalizados no Oriente e em África: a Índia independente conquistou Goa, numa ação armada com pouca resistência e pouco depois a Ilha de Angediva. Em 1961 iniciam-se também os confrontos da Guerra Colonial Portuguesa em África, que duraria até à Revolução dos Cravos em (1974), resultando na independência das colónias em 1975.[carece de fontes?]
O "fim" de facto do Império Português terá sido em 1999, quando Macau, último território sob a sua administração, foi devolvido à China.

### África

##### O mapa cor-de-rosa (1822–1890)

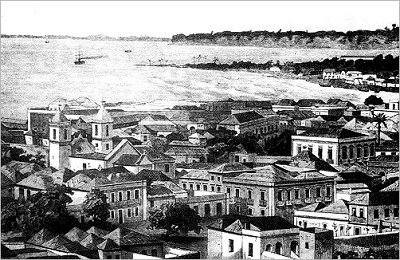
Luanda em 1883

Após a perda do Brasil, com a independência em 1822, Portugal teve de enfrentar as potências europeias para conservar o resto do seu império: as possessões na Índia, Macau e Timor-Leste, as ilhas de Cabo Verde e de São Tomé e Príncipe, as costas da África Ocidental (depois Angola e Guiné) e Oriental portuguesas (depois Moçambique), onde vigoravam acordos de protecção com governantes locais e cujo interior não fora ocupado. Em 1842 Portugal pôs fim ao tráfico negreiro no Império e em 1869 aboliu a escravidão sob pressão da Grã-Bretanha. Esta decisão seria rapidamente contrabalançada por uma legislação trabalhista insistindo na necessidade do trabalho indígena nos campos de algodão ou nas obras públicas.[carece de fontes?]
Durante a chamada "partilha de África", Portugal reclamou vastas áreas do continente africano baseado no "direito histórico", alicerçado na primazia da ocupação, entrando em colisão com as principais potências europeias. A crescente presença britânica, francesa e alemã no continente ameaçavam a hegemonia portuguesa, como testemunhou Silva Porto, comerciante sedeado no planalto do Bié. A partir da década de 1870 ficou claro que o direito histórico não bastava: à intensa exploração científica e geográfica europeia seguia-se muitas vezes o interesse comercial. Entre 1840 e 1872 David Livingstone explorou a África central, onde se instalaria a Companhia Britânica da África do Sul. Em 1874 Henry Morton Stanley explorou a bacia do rio Congo e foi financiado pelo rei Leopoldo II da Bélgica, que em 1876 criou uma associação para colonizar o Congo, ignorando os interesses portugueses na região. Em 1875, setenta e quatro subscritores fundaram a Sociedade de Geografia de Lisboa para apoiar a exploração, tal como as congéneres europeias.
Prepararam então as primeiras expedições científico-geográficas, financiadas por subscrição nacional, de Hermenegildo Capelo, Roberto Ivens e Serpa Pinto, que entre 1877 e 1885 mapearam o território. Pretendiam fazer o reconhecimento dos rios Cuango, Congo e Zambeze, concluindo a carta da África centro-austral (o famoso Mapa cor-de-rosa) para manter "estações civilizadoras" portuguesas no interior.[carece de fontes?]

Mapa Cor-de-Rosa reclamando a soberania de Portugal nos territórios entre Angola e Moçambique, c. 1886

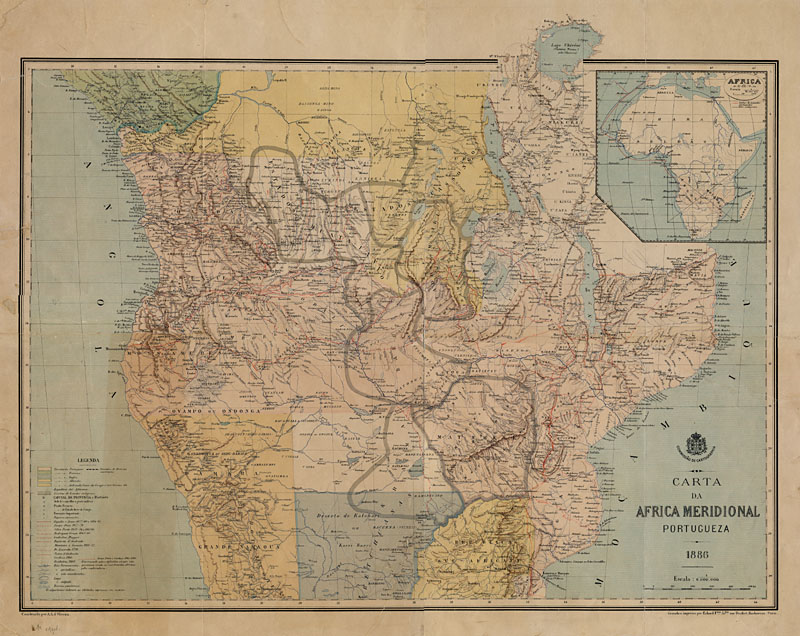
Versão original do Mapa Cor-de-Rosa

Entretanto, o ministro dos negócios estrangeiros João de Andrade Corvo reafirmou a tradicional aliança Luso-Britânica, propondo abrir Moçambique e Goa ao comércio e navegação britânicos em troca do reconhecimento no Congo. Em 1883 Portugal ocupou o norte do rio Congo e no ano seguinte firmou um acordo com os ingleses reconhecendo o direito a ambas as margens. O acordo foi de imediato denunciado pelas restantes potências, levando à convocação da Conferência de Berlim (1884–1885) por Bismarck, para dirigir os conflitos — incluindo a oposição Luso-Britânica à expansão de Leopoldo II. Contudo a aliança decepcionou: sob pressão da Alemanha e da França, Portugal perdeu o controlo da foz do Congo, mantendo apenas Cabinda, cujos notáveis assinaram o Tratado de Simulambuco em fevereiro de 1885, pelo qual aceitavam ser um protectorado da coroa portuguesa.
A exigência de uma ocupação efectiva determinada pela Conferência de Berlim obrigou Portugal a agir. O estado português diversificou então os contactos internacionais, cedendo à França na Guiné, e à Alemanha no Sul de Angola, que então nomeou colónia, em troca do reconhecimento às terras interiores. Nascia assim o Mapa Cor-de-Rosa, tornado público em 1886, reclamando uma faixa de território de Angola à contra-costa ou seja, a Moçambique. Para sustentar esta reclamação foram feitas campanhas de exploração e avassalamento dos povos do interior, cuja resistência era combatida pelas Campanhas de Conquista e Pacificação conduzidas pelas forças armadas.[carece de fontes?]
Em 1887, ao saber dos planos portugueses, o primeiro-ministro britânico Lord Salisbury avisou que não reconheceria territórios "não ocupados com forças suficientes para manter a ordem, proteger estrangeiros e controlar nativos". Enquanto os britânicos criavam a Rodésia do Sul, Portugal tentou fechar o Rio Zambeze à navegação e reclamou o vale do Niassa, numa faixa que isolava as colónias britânicas. Em Janeiro de 1890 Paiva Couceiro estacionou com 40 soldados no Bié, em Angola, a caminho do Barotze para tentar obter a "avassalamento" do soba Levanica. Simultaneamente, junto ao Lago Niassa, em Moçambique, as forças de Serpa Pinto arreavam as bandeiras inglesas, num espaço monitorizado pelo Reino Unido.[carece de fontes?]
No dia 11 de janeiro de 1890, a pretexto do incidente Serpa Pinto, o Ultimato britânico exigiu a retirada imediata das forças militares portuguesas no território entre Moçambique e Angola (actuais Zimbábue e Zâmbia). Portugal terminou, então, de imediato a expansão colonial africana que Lord Salisbury considerara baseada em "argumentos arqueológicos" de ocupação. O ultimatum causou sérios danos à imagem do governo monárquico português. Um ano depois a Questão do Barotze, referente ao estabelecimento das fronteiras de Angola foi resolvida entre Portugal e a Grã-Bretanha com a arbitragem de Vítor Emanuel III da Itália.[carece de fontes?]

##### O Império Colonial Português em África (1890–1975)

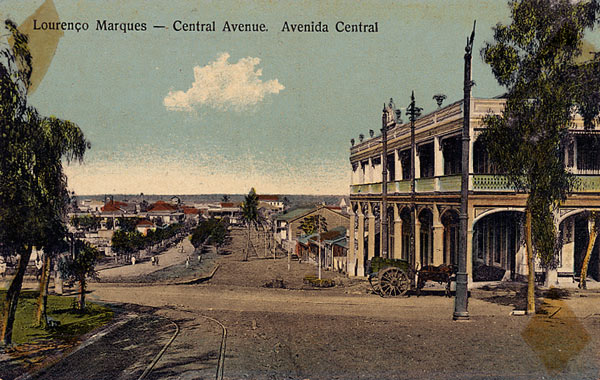
Vista de Lourenço Marques (atual Maputo) em 1905

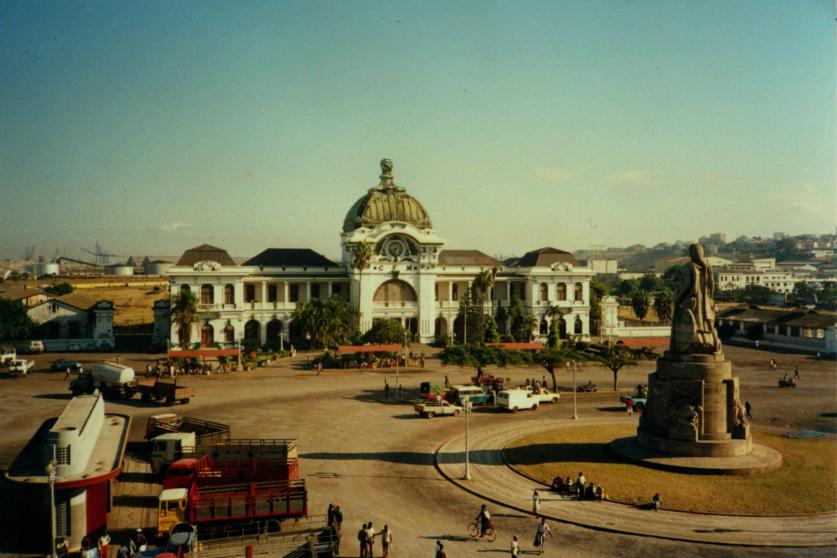
Estação do Caminho de Ferro de Maputo, Moçambique, construída entre 1913–1916, e o monumento aos mortos na Primeira Guerra Mundial inaugurado em 1935

Na sequência do ultimato britânico de 1890 a administração colonial portuguesa endureceu a atuação, investindo em "campanhas armadas de pacificação" e no derrube dos régulos menos cooperantes. Em 1885 aliara-se a Gungunhana, imperador do Império de Gaza na África oriental, entre os rios Zambeze e Limpopo, que aceitara o acordo num balanço precário entre forças portuguesas, britânicas e a ameaça dos pretendentes ao trono. A província de Gaza e o porto de Lourenço Marques (actual Maputo) eram cobiçados pelos britânicos da British South Africa Company e Cecil Rhodes para escoar as matérias-primas do Transvaal. Após o ultimato foram autorizadas três grandes concessionárias para explorar imensos territórios em Moçambique: a Companhia do Niassa (1890), a Companhia de Moçambique (1891) e a Companhia da Zambézia (1892): todos procuravam atrair Gungunhana para os seus interesses. Em outubro de 1890 Cecil Rhodes obtém uma aliança para concessão de exploração e acesso ao mar ao arrepio do acordo de 1885, mas ao jogar no conflito entre Londres e Lisboa Gungunhana é surpreendido quando, ao pedir a protecção britânica, fica sem resposta: os governos tinham acordado a delimitação dos territórios em junho de 1891, e Gaza fica no interior de Moçambique. É intimado assumir-se como súbdito de Portugal.[carece de fontes?]
Em 1890, António Enes decretou uma revisão do Código de Trabalho Rural de 1875 — que estabelecia a obrigação "moral" dos colonos [camponeses indígenas] de produzirem bens para comercialização- que o camponês já não tem a opção de pagar o "mussoco" em géneros: "[...] O arrendatário [dos Prazos] fica obrigado a cobrar dos colonos em trabalho rural, pelo menos metade da capitação de 800 réis". Entre 189 e 1892, Mouzinho de Albuquerque, governador do distrito de Lourenço Marques (Maputo) endureceu as relações com os povos circundantes. O trabalho forçado, o pagamento de impostos, como o Imposto de palhota, e a violência contra as populações levaram à revolta. Entre os cada vez mais frequentes incidentes, em junho de 1894 uma força naval alemã ocupou o triângulo de Quionga na foz do rio Rovuma, na fronteira entre a África Oriental Alemã (atual Tanzânia) e Moçambique, obtendo o controlo da desembocadura no oceano Índico; em agosto, e até 1895, uma rebelião reúne milhares de guerreiros e cerca Lourenço Marques (Maputo) durante mais de dois meses. A cidade foi saqueada, sendo a queda impedida por navios de guerra. Em Lisboa a rebelião era atribuída a Gungunhana e a interesses britânicos, o alarme foi grande. O governo reagiu energicamente reforçando a presença militar em Moçambique. A 28 de dezembro de 1895 Gungunhana foi preso por Mouzinho de Albuquerque. Conhecido da imprensa europeia, foi condenado ao exílio nos Açores.[carece de fontes?]
Em 1911, após o fim da monarquia, emprestando dos britânicos um método de administração indireta, mas também influenciados pelos franceses, os republicanos deram, às possessões d'além-mar, o nome de colónia, às quais atribuem uma certa autonomia financeira e administrativa. O Triângulo de Quionga foi reocupado em 1916, durante a Primeira Guerra Mundial, por forças portuguesas e foi reintegrado oficialmente em Moçambique em 1919 pelo Tratado de Versalhes, que definiu novamente a fronteira ao longo do rio Rovuma.[carece de fontes?]

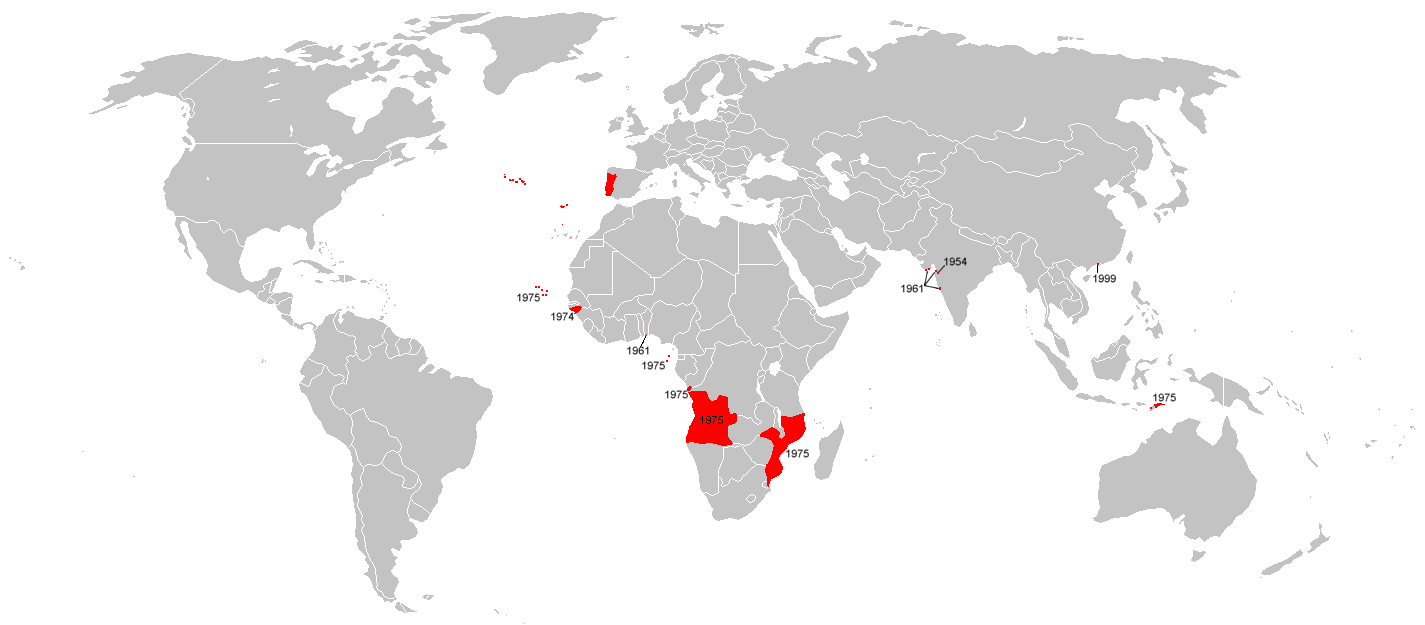
Colónias portuguesas no século XX, as datas representam a perda do território

O Ato Colonial centralizador aprovado em 1930, durante a Ditadura Militar (1926–1933) que antecedeu o Estado Novo, redefiniu as formas de relacionamento entre a metrópole e as colónia, restringindo a já limitada autonomia financeira e administrativa. Desde 1926 as pessoas afetadas pelo Estatuto do indígena estiveram excluídas da categoria de cidadãos ao qual pertenciam os africanos integrados e os colonos europeus, até 1961. O conjunto dos territórios administrados passou a então a denominar-se Império Colonial Português. Este Ato definiu durante muito tempo o conceito ultramarino português tendo sido revogado na revisão da Constituição feita em 1951, que o modificou e integrou no texto da Constituição.[carece de fontes?]
A partir de 1946, como forma política de evitar que Portugal fosse considerado uma potência colonial nos fóruns internacionais, e na esperança de preservar um Portugal intercontinental, o Estado Novo passou a designar as colónias por províncias d'além-mar ou províncias ultramarinas, considerando que esses territórios não eram colónias, mas sim parte integrante e inseparável de Portugal, como uma "Nação Multirracial e Pluricontinental".[carece de fontes?]

### Colapso

#### África

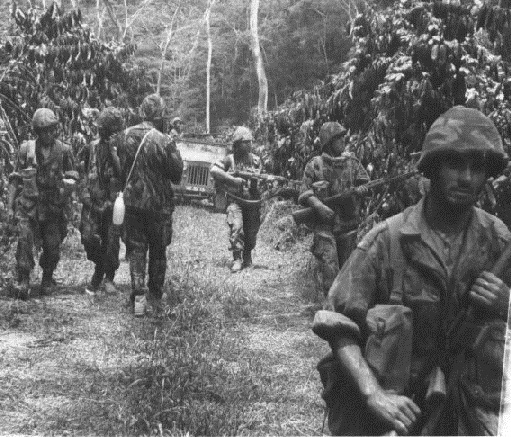
Soldados portugueses nas matas de Angola durante a Guerra Colonial Portuguesa

Em 1961, um movimento anticolonial manifestou-se em Angola com o surgimento de dois partidos de luta armada, o Movimento Popular de Libertação de Angola (MPLA) e a União dos Povos de Angola (UPA), iniciando a Guerra Colonial Portuguesa. Em Moçambique, as operações de guerrilha começaram em 1964. Após a morte de Salazar, Portugal aceitou conceder, em 1972, uma limitada autonomia a Angola e a Moçambique. Após a Revolução dos Cravos na metrópole (1974), os portugueses concordaram em conceder a independência às suas colónias em 1975. Em Moçambique, a Frente de Libertação de Moçambique (FRELIMO) toma o comando do país, mas enfrente durante anos a resistência armada da RENAMO. Em Angola, uma guerra civil, entre quatro movimentos de libertação durará até 2002 e conduz a uma degradação da situação no país.[carece de fontes?]
O processo de descolonização é próximo na Guiné, onde os portugueses se mostram incapazes de travar o aumento das hostilidades e reconheceram rapidamente a independência da Guiné-Bissau (1974) e de Cabo Verde (1975). No mesmo ano, as ilhas de São Tomé e Príncipe acederam igualmente à independência.[carece de fontes?]

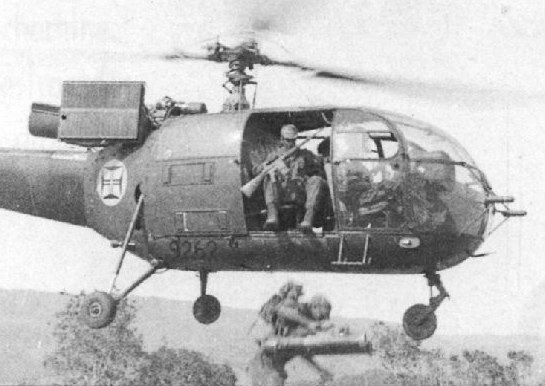
Paraquedistas em operação de heliassalto, na Guerra do Ultramar

No início da década de 1960, inicia-se a guerra colonial portuguesa em face à recusa de Portugal de garantir a independência aos seus territórios africanos. O restante do Estado Português da Índia é anexado em dezembro de 1961 pela União Indiana. Na altura da Revolução dos Cravos, processo revolucionário que ditou o fim do Estado Novo e do colonialismo português, foi reconhecida a independência da Guiné-Bissau (10 de setembro de 1974) e garantida a independência a Moçambique (25 de junho de 1975), Cabo Verde (5 de julho de 1975), São Tomé e Príncipe (12 de julho de 1975), Angola (11 de novembro de 1975).[carece de fontes?]
O "fim" de facto do Império Português ocorreu em 1975, quando as suas colónias proclamaram em massa a sua independência e/ou viram a sua independência reconhecida por Portugal, ou ainda quando Timor-Leste, que proclamou unilateralmente nesse mesmo ano a sua independência, foi imediatamente invadido e ocupado pela Indonésia. Macau foi o único que não proclamou a sua independência em 1975, mas esta possessão colonial, encravada em terras chinesas, possui uma situação colonial peculiar e única no Império Português e por isso, o seu caso deve ser analisado de uma maneira diferente e especial.[carece de fontes?]

#### Ásia
No Oriente, a resistência à dominação portuguesa manifestou-se no contexto da descolonização europeia. Após a independência indiana concedida pelos britânicos, em 1947, Portugal recusou-se a aceder ao pedido da Índia para rescindir a sua posse. A atitude era condenada pelo Tribunal Internacional e pela Assembleia das Nações Unidas que se pronunciou a favor da Índia. Em 1954, após a descolonização francesa Pondicherry, a União Indiana anexou os territórios de Dadrá e Nagar Haveli, que, desde 1779, faziam parte do Estado Português da Índia. A Índia impediu Portugal de deslocar militares para a sua defesa, acabando por anexar formalmente os enclaves, após vários protestos pacíficos, com o governo português liderado por António de Oliveira Salazar a recusar-se a negociar. Em dezembro de 1961, a União Indiana invadia os territórios de Goa, Damão e Diu. De 18 para 19 de dezembro de 1961 uma força de 40 000 soldados a Índia independente conquistou Goa, numa ação armada — feita por terra, ar e mar, que durou cerca de 36 horas — acabou com o domínio Português de 451 anos em Goa encontrando pouca resistência, e integrou o Estado Português da Índia no seu território. E no ano seguinte tomava a Ilha de Angediva. À época, o Conselho de Segurança da ONU considerou uma resolução que condenava a invasão, o que foi vetado pela União das Repúblicas Socialistas Soviéticas. A maioria das nações reconheceram a ação da Índia, no entanto, Salazar recusava-se a reconhecer a soberania indiana sobre os territórios, mantendo-os representados na Assembleia Nacional até 1974, altura em que se deu a Revolução dos Cravos. A partir de então, Portugal pôde restabelecer as relações diplomáticas com a Índia, começando pelo reconhecimento da soberania indiana sobre o antigo Estado da Índia. No entanto, aos seus habitantes que o pretendessem foi dada a possibilidade de manterem a cidadania portuguesa.[carece de fontes?]
O Timor Português, atual Timor-Leste, proclamou unilateralmente a sua independência em 1975, mas foi anexado no mesmo ano pela Indonésia, tornando-se na província de Timor Timur em 15 de julho de 1976. Consequentemente, esteve sob administração indonésia até ao referendo de 1999, seguida da administração provisória da ONU até 2002, quando Portugal reconheceu a sua independência.

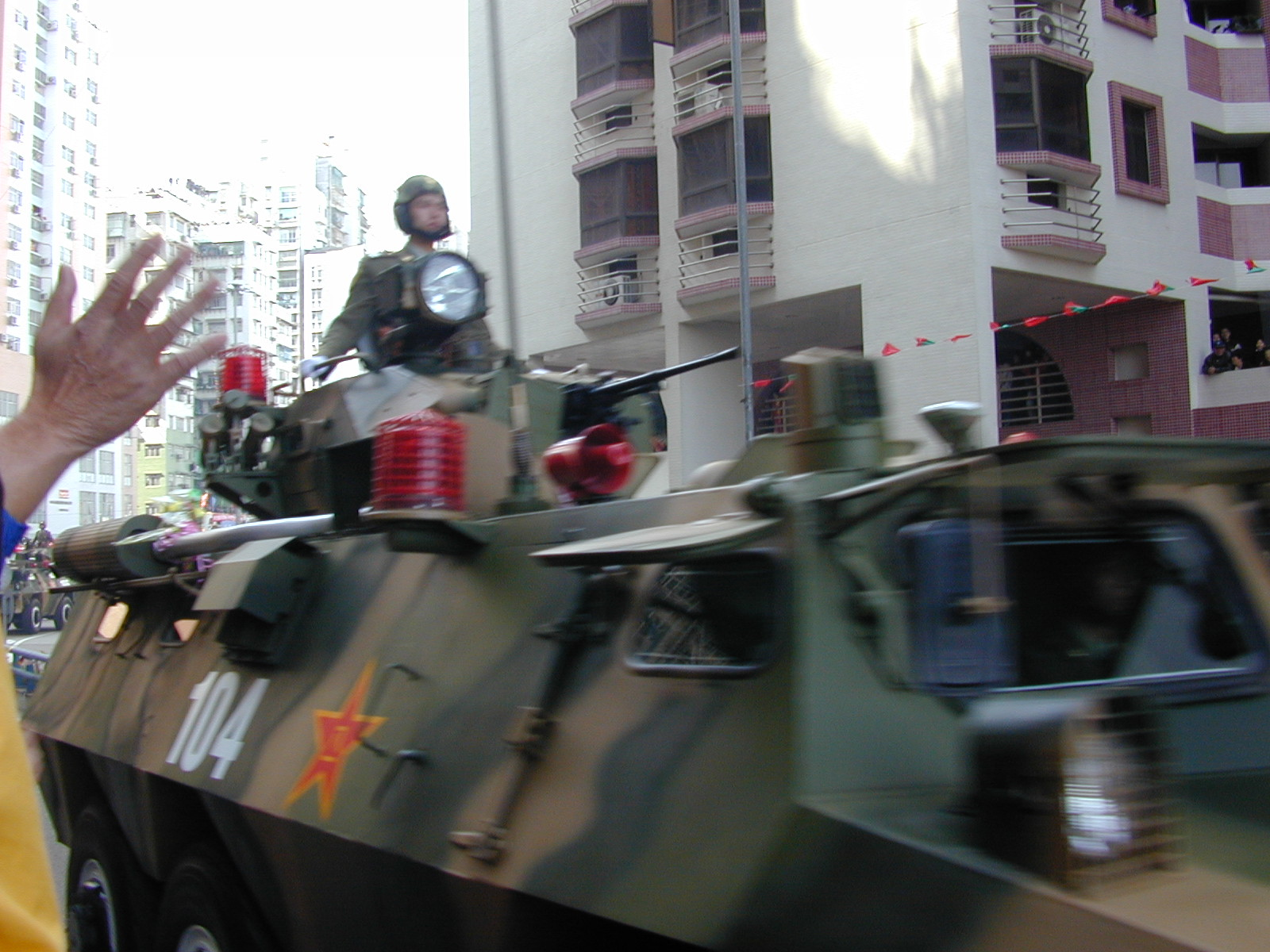
O Exército Popular de Libertação da China entra em Macau pela primeira vez após a transferência da soberania

Pode-se considerar o "fim" oficial ou de jure do Império Português em 1999, mais precisamente no dia 20 de Dezembro de 1999, quando Macau, o último território sob a sua administração, foi finalmente devolvido na sequência da declaração conjunta de 1987 e passou para a soberania da República Popular da China como região administrativa especial, que sempre defendeu que Macau era, desde os tempos mais remotos, um território inalienável da China, mas ocupado gradualmente por Portugal desde o século XVI.
A descolonização de Macau foi feita de um modo diferente e especial e teve começo após a Revolução dos Cravos, quando foi proposta o seu retorno imediato à República Popular da China, retorno esse rejeitado por aquele grande país comunista. Em 1976, esta colónia passou oficialmente a ter o estatuto especial de "território chinês sob administração portuguesa". Em 1987, após intensas negociações, na declaração conjunta sino-portuguesa Portugal aceitou a recuperação pela China, no dia 20 de dezembro de 1999, da soberania sobre Macau. Em contrapartida, a China prometeu conservar as especificidades de Macau, incluindo o seu sistema económico de carácter capitalista, e conceder um elevado grau de autonomia para a população de Macau, seguindo o princípio de "um país, dois sistemas". Após o retorno à China, Macau passou a ser uma Região Administrativa Especial, administrada por suas gentes, mas mais concretamente dirigida por um Chefe do Executivo (entretanto eleito por sufrágio indireto) e uma Assembleia Legislativa (somente menos de metade dos seus membros entretanto são eleitos pelo sufrágio direto, dando por isso uma grande margem de manobra e de controlo para as forças pró-Governo e pró-Pequim).

## Legado
- Áreas que foram, ao mesmo tempo, territórios do Império Português
- Exploração
- Áreas de influência e comerciais
- Reivindicações de soberania
- Feitorias
- Principais explorações marítimas, rotas e áreas de influência

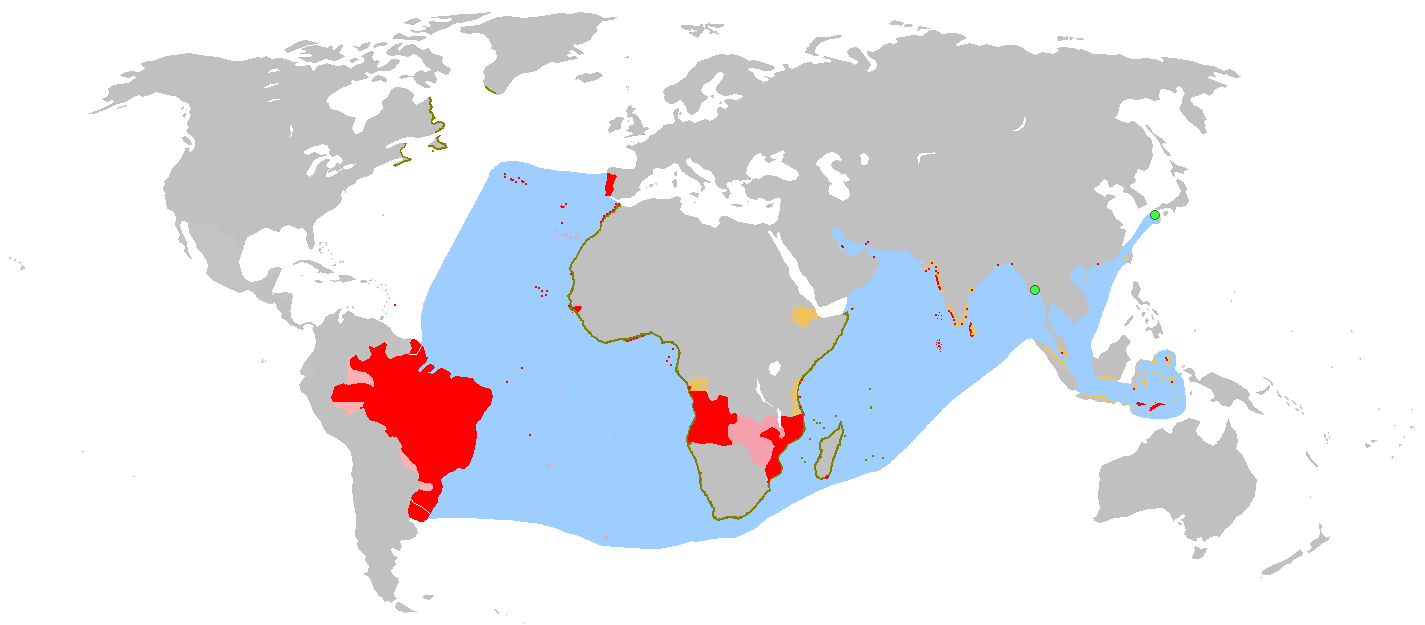
Mapa diacrónico do Império Português (1415–1999):

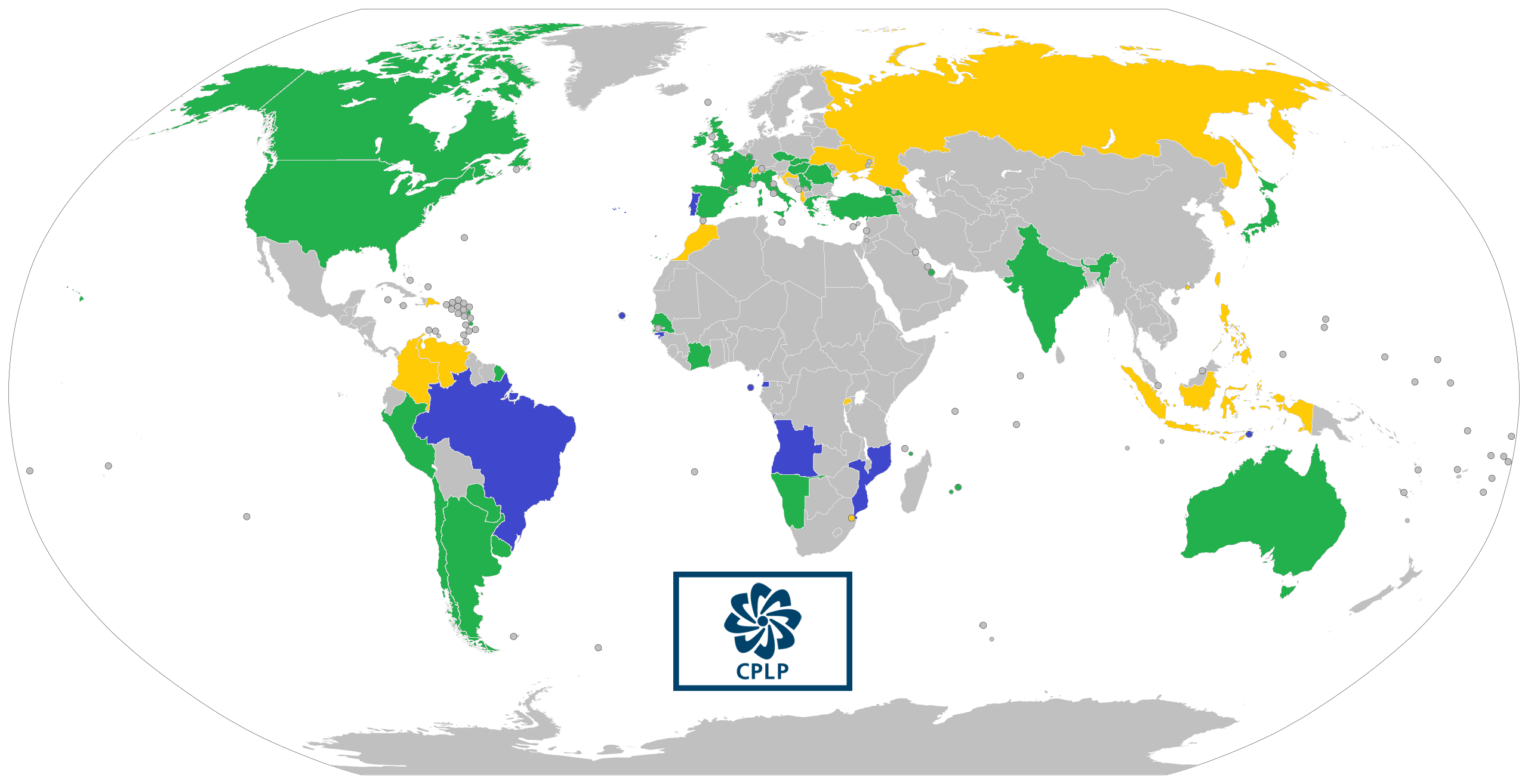
Mapa da Comunidade dos Países de Língua Portuguesa (CPLP)

Sete das ex-colónias de Portugal, hoje países independentes, têm hoje o português como sua língua oficial. Juntamente com Portugal, são agora membros da Comunidade dos Países de Língua Portuguesa, que, quando combinada, totaliza de 10 742 000 km², ou 7,2% do território da Terra. A Guiné Equatorial, que adotou o português como seu terceiro idioma oficial, é atualmente um observador associado da CPLP, junto com Maurícia e Senegal. Além disso, doze países ou regiões candidatas solicitaram a adesão à CPLP e estão aguardando aprovação.[carece de fontes?]
Hoje, o português é uma das principais línguas do mundo, sendo o 6º idioma mais falado, com cerca de 240 milhões de falantes em todo o mundo. É a terceira língua mais falada nas Américas, principalmente devido ao Brasil, embora haja também comunidades significativas de lusófonos em países como Canadá, Estados Unidos e Venezuela. Além disso, existem inúmeras línguas crioulas de base portuguesa, incluindo o utilizado pela população da Comunidade Cristang em Malaca. É também a língua franca em muitas antigas possessões coloniais em África e a língua oficial em 8 países, sendo também a língua co-oficial juntamente com o cantonês na região administrativa de Macau. Deixou a sua influência no Japão, com diversas palavras de origem portuguesa no léxico japonês. A presença em Malaca, na Malásia, deu origem à comunidade Cristang. No Sri Lanca, antigo Ceilão, os chamados Burghers portugueses que, como muitos outros povos, mantêm vivo um dos vários crioulos de base portuguesa.
Em função da sua importância internacional, Portugal e Brasil lideram um movimento para incluir o português como uma das línguas oficiais da Organização das Nações Unidas.
A presença portuguesa deixou também uma vasta herança humana, gastronómica, cultural e arquitetónica em vários continentes, um legado extraordinário, sabendo-se que o total da população portuguesa era em 1527 de apenas 1,2 milhão de habitantes.
| Região                   | Estados    | Países com territórios que eram parte do Império Português |
| ------------------------ | ---------- | --- |
| África                   | 26 Estados | Países com pelo menos um território (anacrónico) que foi parte do Império Português. Países com pelo menos um território (anacrónico) reivindicado pelo Império Português. Países com pelo menos uma missão cristã do Império Português |
| América do Norte         | 3 Estados  | Países com pelo menos um território (anacrónico) que foi parte do Império Português. Países com pelo menos um território (anacrónico) reivindicado pelo Império Português. Países com pelo menos uma missão cristã do Império Português |
| América Central e do Sul | 4 Estados  | Países com pelo menos um território (anacrónico) que foi parte do Império Português. Países com pelo menos um território (anacrónico) reivindicado pelo Império Português. Países com pelo menos uma missão cristã do Império Português |
| Ásia e Oceania           | 22 Estados | Países com pelo menos um território (anacrónico) que foi parte do Império Português. Países com pelo menos um território (anacrónico) reivindicado pelo Império Português. Países com pelo menos uma missão cristã do Império Português |